# Ouessant
Pour les articles homonymes, voir Ouessant (homonymie).
Ouessant (/wɛsɑ̃/ ; en breton : Eusa /ˈøsa/) est une commune insulaire française du département du Finistère et de la région Bretagne, constituée pour l'essentiel par l'île d'Ouessant dans l'océan Atlantique. Le bourg principal s'appelle Lampaul. Ses habitants sont appelés les Ouessantins et Ouessantines. Ouessant fait partie du parc naturel régional d'Armorique et du parc naturel marin d'Iroise. Elle a la particularité de ne pas être rattachée à une intercommunalité.

## Géographie

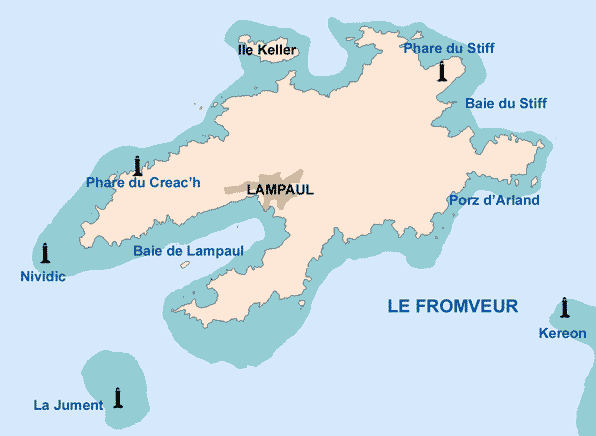
Carte de l'île.

Le territoire de la commune d'Ouessant est essentiellement constitué de l'île d'Ouessant, entourée de plusieurs îlots, dont le plus gros, au nord, est l'île de Keller, parfois dénommée à tort sur certains documents « Kereller »(0,28 km2). L'îlot de Youc'h Korz est situé dans la baie de Lampaul. On compte également des rochers et autres récifs abritant pour certains des phares (Kéréon, Nividic, La Jument).
Distante de vingt kilomètres de la côte ouest du Finistère, longue de huit kilomètres et large de quatre, l'île principale est la terre la plus occidentale de la France métropolitaine si l'on excepte le rocher de An Ividic à quelques encablures de là, sur lequel est ancré le phare de Nividic.
L'île d'Ouessant est séparée de l'archipel de Molène par le passage du Fromveur, un froid et puissant courant marin (8 à 10 nœuds) résultant d'une faille locale de 60 m de profondeur.

### Répartition de l'habitat
Ouessant comprend un bourg principal, Lampaul, où se trouvent commerces et services publics (mairie, école, bureau de la Poste). Le reste de l'habitat est constitué de nombreux hameaux disséminés, dont certains de quelque importance : Frugulou, Feunteun Velen, Porzh Gwenn et Penn Arlann.

### Environnement

#### Environnement global
Par sa situation très pélagique, à une convergence de routes migratoires, Ouessant est une étape privilégiée pour de nombreuses espèces d'oiseaux migrateurs ou perdus en mer, y compris des espèces rares en Europe, et des espèces néarctiques. Le Centre d'études du milieu d'Ouessant accueille toute l'année les scientifiques et les observateurs amateurs. Il est situé près du phare du Creac'h.
Ouessant fait partie de la Réserve de biosphère Îles de la mer d'Iroise délimitée en 1988 par l'UNESCO.
L'île est néanmoins la première victime des arrivées de mazout lors des marées noires. Fort heureusement, celles-ci sont relativement rares. Non loin se trouvent plusieurs dépôts de munitions immergées (dont tabun et sarin).

#### Végétation et culture

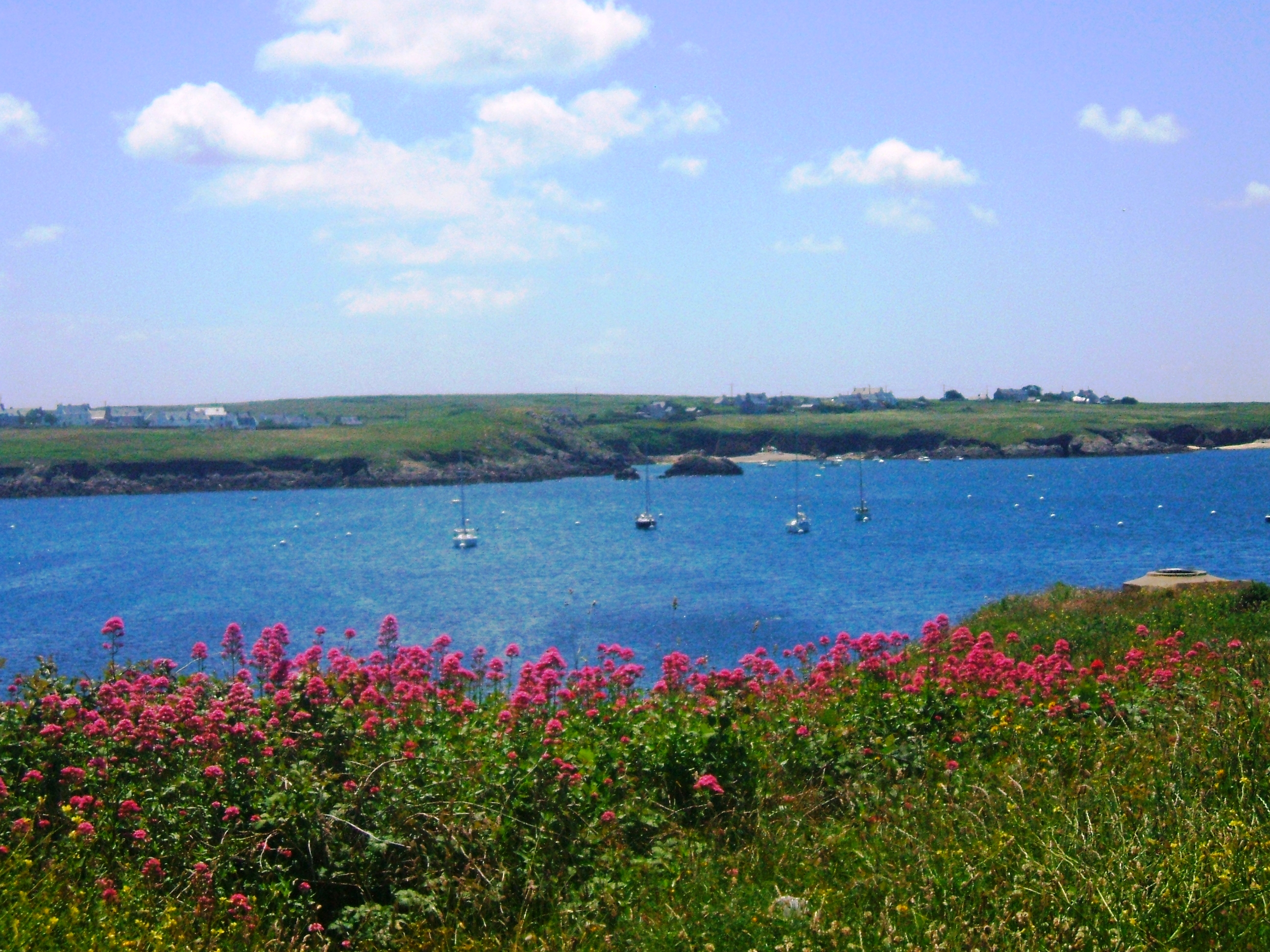
Paysage de l'île d'Ouessant.

La côte sud est beaucoup plus riche en végétation que la côte nord. On y trouve énormément de bruyère et d'ajonc, ainsi que de diverses sortes de fleurs sauvages et colorées à l'abri d'un mur ou au coin d'un buisson.
Les ronces poussent à profusion sur l'île, et les mûres sont réputées pour leur qualité, elles se cueillent traditionnellement afin de réaliser tartes, confitures, sirops ou autres délices sucrés.
La côte nord est en revanche beaucoup plus sauvage. On n'y trouve que de vastes parterres d'herbe. Les arbres sont assez peu nombreux à Ouessant. Aucune véritable forêt n'existe, et les seuls arbres se trouvent dans les jardins des particuliers ou dans le Stang ar glan (vallon humide situé au centre de l'île) ainsi qu'à proximité des lavoirs.
Les femmes, en l'absence des maris partis en mer, ont longtemps travaillé les 95 000  mezadou (« parcelles laniérées ») que comptait l'île au début du XXe siècle (il en subsiste 45 000, ce qui en fait un territoire resté très morcelé), y cultivant principalement l'orge et les pommes de terre.
L'île d'Ouessant est une terre désormais peu cultivée. Cependant, malgré l'exposition des sols aux vents et au sel, l'agriculture reprend petit-à-petit sa place dans l'île. Les habitants consacrent quelques parcelles de terrain à la culture de pommes de terre, de carottes, de salades ou autres légumes de base.

#### Faune
L'insularité a favorisé le maintien d'espèces disparues ou en voie de disparition sur le continent. Ouessant est ainsi devenu le sanctuaire de l'abeille noire (Apis mellifera mellifera): cette espèce, qui avait presque disparu de France, est bien conservée dans l'île, milieu préservé des pollutions et des pesticides et à l'abri du varroa. Cette race d'abeilles a presque disparu du continent, remplacée par l'abeille jaune. L'association "Conservatoire de l'Abeille Noire Bretonne" protège, sauvegarde et développe cette race d'abeilles et vise à la réintroduire dans tout le Grand Ouest français.
Par ailleurs, Ouessant et l'archipel de Molène abritent une colonie de phoques gris, qui est la plus méridionale d'Europe, principalement à la Pointe de Cadoran, sur la côte nord d'Ouessant, ce qui s'explique par les forts courants marins qui homogénéisent la température de l'eau de mer, qui ne dépasse guère 15 degrés, les phoques gris ne supportant pas une température plus élevée.
Ouessant est un lieu de reproduction pour divers oiseaux marins, et une halte migratoire pour de nombreuses espèces d'oiseaux venues du nord de l'Europe, ainsi que pour certaines espèces sibériennes et néarctiques. On peut ainsi y observer le pouillot à grands sourcils, le gobe-mouche nain, le bécasseau tacheté, la grive mauvis, le goéland à bec cerclé, le pipit de Richard, le chevalier grivelé, le phragmite des joncs, le traquet motteux, le grand gravelot, les sternes, les pétrels, les puffins et les fous de bassan.

#### Place de l'eau
Le lac de Merdy est situé dans le Stang ar Glan et est divisé en deux parties par un barrage. Il s'agit de la seule étendue d'eau douce de l'île. Il alimente par ailleurs naturellement plusieurs lavoirs dont quelques spécimens anciens sont toujours en état.

#### Climat

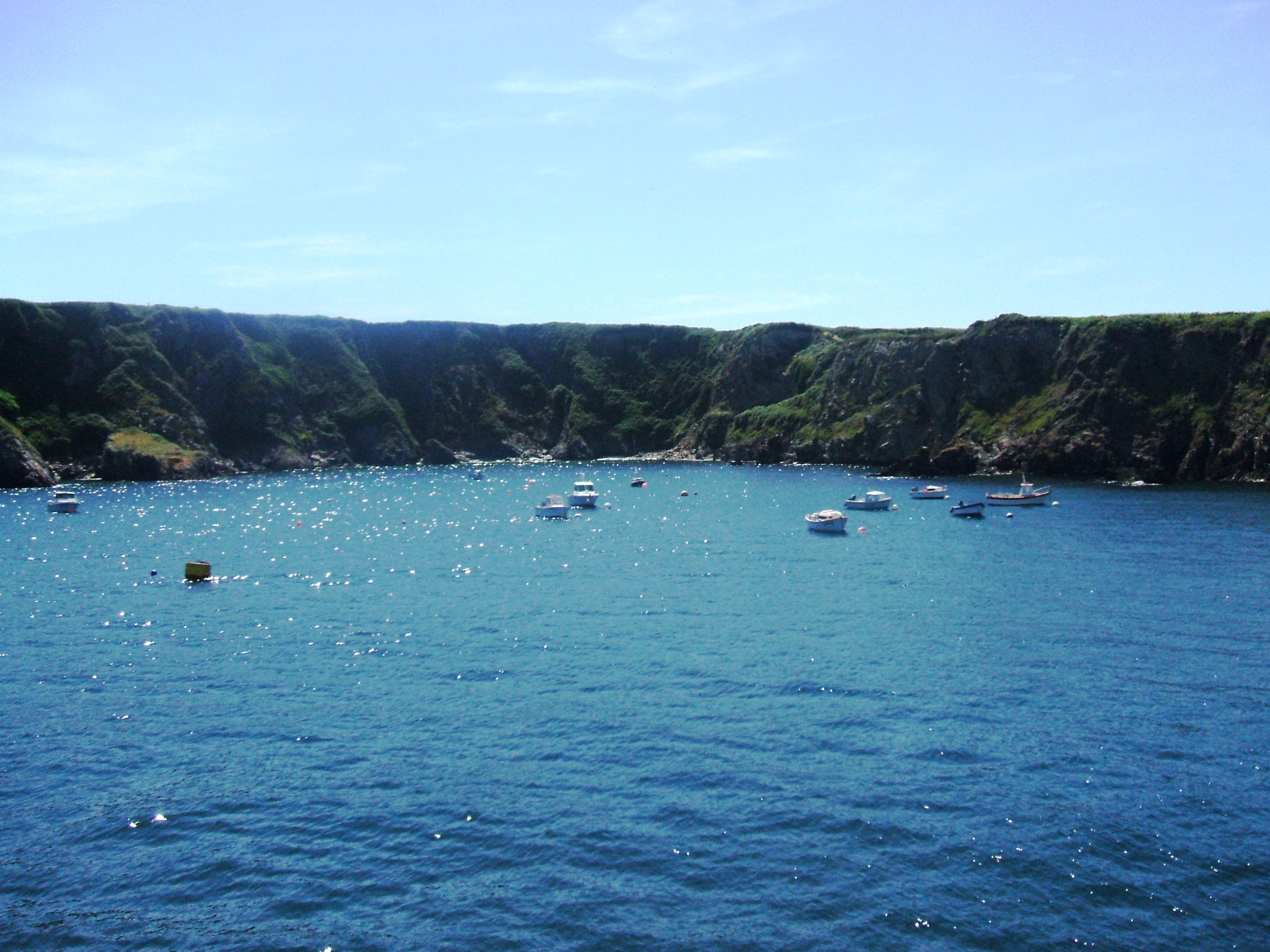
Bateaux à Ouessant.

L'île d'Ouessant dispose, comme beaucoup d'autres îles de Bretagne nord ou de Normandie, d'un microclimat. Ainsi, il peut faire très mauvais sur le continent alors que le soleil règnera en maître sur l'île. Le cas inverse est plus rare mais peut également se produire. Lorsque le brouillard s'installe sur Ouessant, il peut durer quelques heures comme il peut s'installer pendant plusieurs jours.
Les averses de pluie sont généralement très violentes et peuvent paraître longues. En revanche, lorsque le soleil s'établit sur l'île, les températures peuvent grimper très vite. Ainsi, les prévisions de température faites par Météo-France sont généralement plus basses que la réalité[réf. nécessaire].
Les canicules sont absentes sur l'île. En effet, Ouessant est balayée quasi-continuellement par les vents, ce qui régule significativement la température de l'air.
L'île d'Ouessant a un climat de type Cfb (Océanique) avec comme record de chaleur 31,5 °C le 18 juillet 2022 et comme record de froid −7,7 °C le 13 janvier 1987. La température moyenne annuelle est de 11,9 °C. Les gelées y sont très rares (4 jours par an en moyenne contre 15 jours à Brest).
La station météorologique de Météo-France installée sur la commune et mise en service en 1995 permet de connaître en continu l'évolution des indicateurs météorologiques. Le tableau détaillé pour la période 1981-2010 est présenté ci-après.
| Mois                                  | jan.            | fév.          | mars          | avril         | mai            | juin          | jui.           | août          | sep.          | oct.          | nov.          | déc.          | année     |
| ------------------------------------- | --------------- | ------------- | ------------- | ------------- | -------------- | ------------- | -------------- | ------------- | ------------- | ------------- | ------------- | ------------- | --------- |
| Température minimale moyenne (°C)     | 6,5             | 6,4           | 7,2           | 8,1           | 10,1           | 12,2          | 13,6           | 14            | 13,1          | 11,7          | 9,2           | 7             | 9,9       |
| Température moyenne (°C)              | 8,3             | 8,4           | 9,4           | 10,5          | 12,6           | 14,9          | 16,4           | 16,8          | 15,7          | 13,8          | 11            | 8,8           | 12,2      |
| Température maximale moyenne (°C)     | 10,1            | 10,4          | 11,5          | 12,9          | 15             | 17,5          | 19,1           | 19,6          | 18,2          | 15,9          | 12,9          | 10,7          | 14,5      |
| Record de froid (°C) date du record   | −2,5 01.01.1997 | −3,3 28.02.18 | −0,8 01.03.18 | 1,9 05.04.13  | 3,8 07.05.1997 | 8 10.06.11    | 9,8 02.07.1997 | 10,5 20.08.14 | 8,3 28.09.07  | 5,3 28.10.18  | 2,8 29.11.10  | −0,2 29.12.08 | −3,3 2018 |
| Record de chaleur (°C) date du record | 15,1 06.01.1999 | 16,6 24.02.19 | 18,4 27.03.17 | 22,5 14.04.15 | 24,1 26.05.17  | 27,7 30.06.15 | 31,5 18.07.22  | 29,3 04.08.03 | 26,2 14.09.20 | 24,3 01.10.11 | 18,1 01.11.15 | 16 19.12.15   | 31,5 2022 |
| Précipitations (mm)                   | 91,2            | 70,1          | 55,1          | 63,5          | 57,6           | 43,6          | 53,1           | 56,7          | 54,8          | 79,2          | 100,1         | 94            | 819       |

### Communes voisines
Ouessant est une commune insulaire et ne possède pas de contact terrestre avec une autre commune. Cependant, l'Île-Molène est située à neuf kilomètres au sud-est d'Ouessant.
Cependant, Louédog, un îlot situé dans le passage du Fromveur, se trouve à moins de trois kilomètres. Cet îlot est situé tout près de l'île Bannec, et fait avec elle partie de l'archipel de Molène, mais relève de la commune du Conquet. Le phare de Kéréon se trouve tout près.
La partie du continent la plus proche est la commune de Lampaul-Plouarzel à environ 18 kilomètres.

### Voies de communication et transports

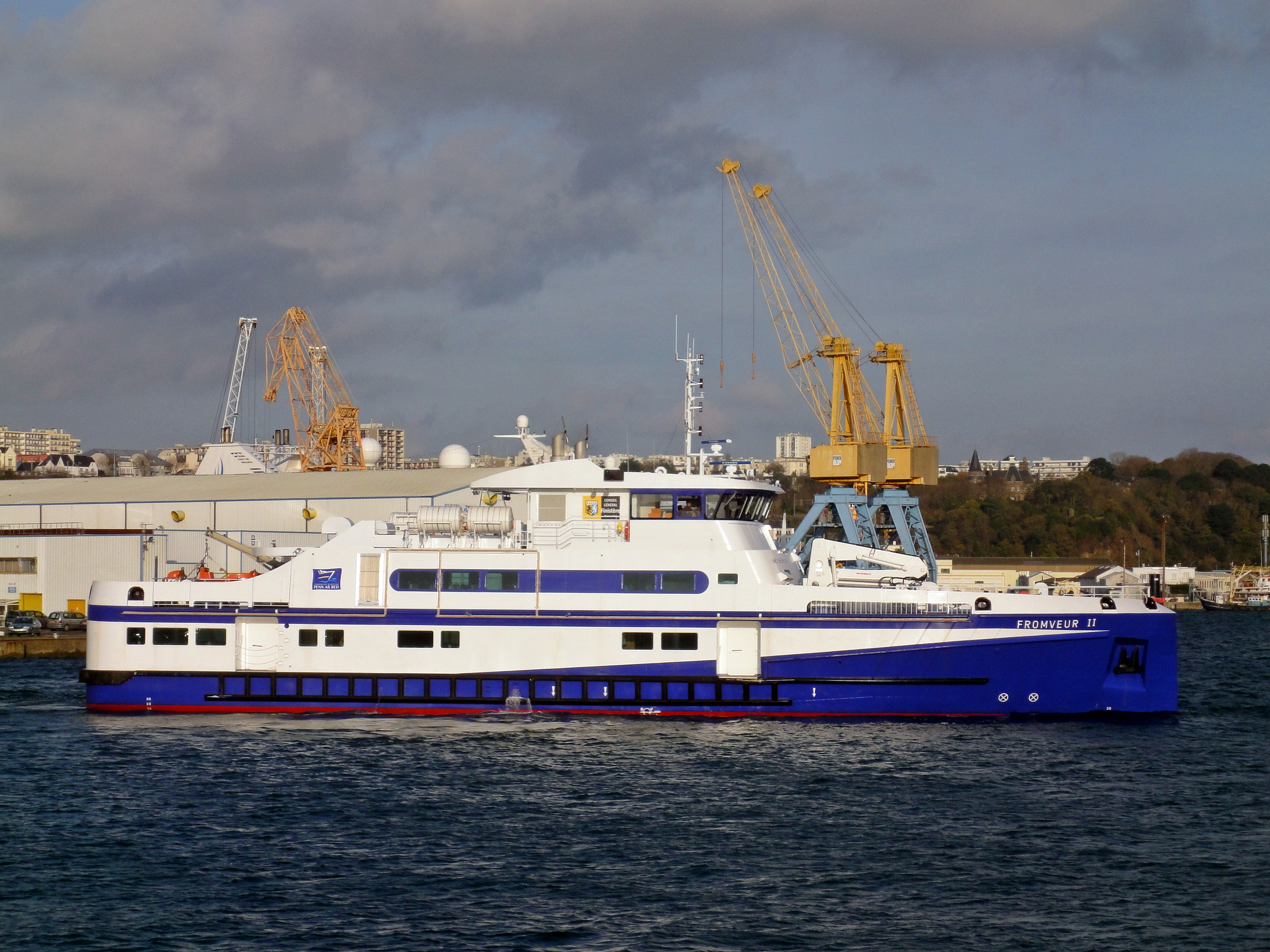
Le transbordeur Fromveur II de la Cie Penn ar Bed est l'un des navires assurant les liaisons avec le continent, tous les jours et toute l'année. Il transporte fret et passagers.

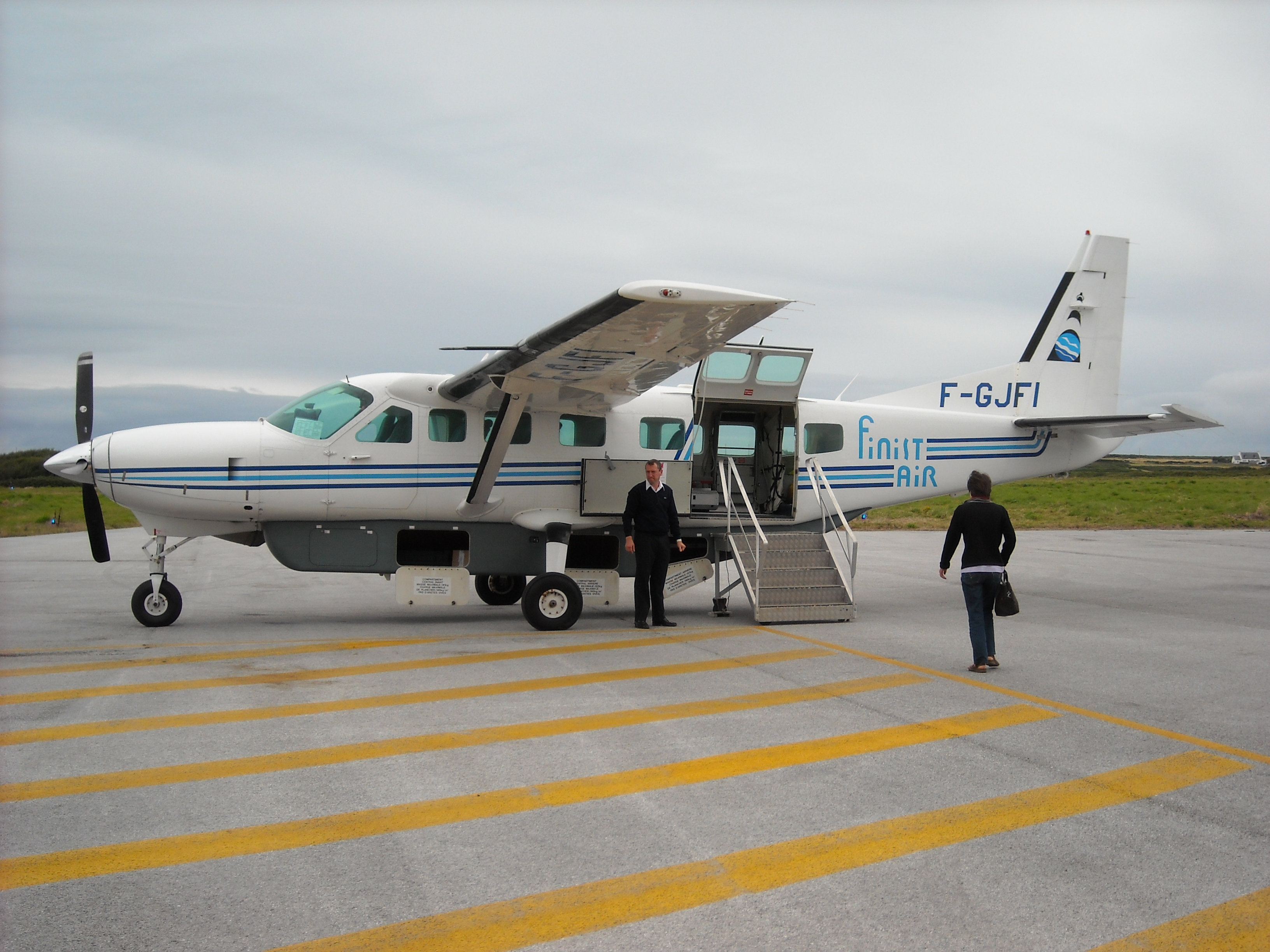
Un des deux Cessna 208 Caravan assurant les vols réguliers Brest <> Ouessant.

L'île d'Ouessant est accessible par avion ou par bateau :
- Compagnie aérienne Finist'air, au départ de l'aéroport de Brest Bretagne. Il faut compter une quinzaine de minutes de vol, à bord de deux Cessna 208 Caravan, d'une capacité de 9 places et 500 kg de fret.
- Compagnie maritime Penn Ar Bed, au départ de Brest, Le Conquet et Camaret-sur-Mer (en saison) : avec l'Enez Eussa 3, l'Enez Edig, et le Fromveur 2.
- Compagnie maritime Finist'mer, en juillet et aout au départ du Conquet et de Lanildut avec le St-Vincent-de-Paul et le Rose Héré.

Liaisons « taxi » à bord de zodiacs à grande vitesse (12 places).

### Hydrographie
Pour un article plus général, voir Réseau hydrographique du Finistère.
La commune est drainée par divers petits cours d'eau,.

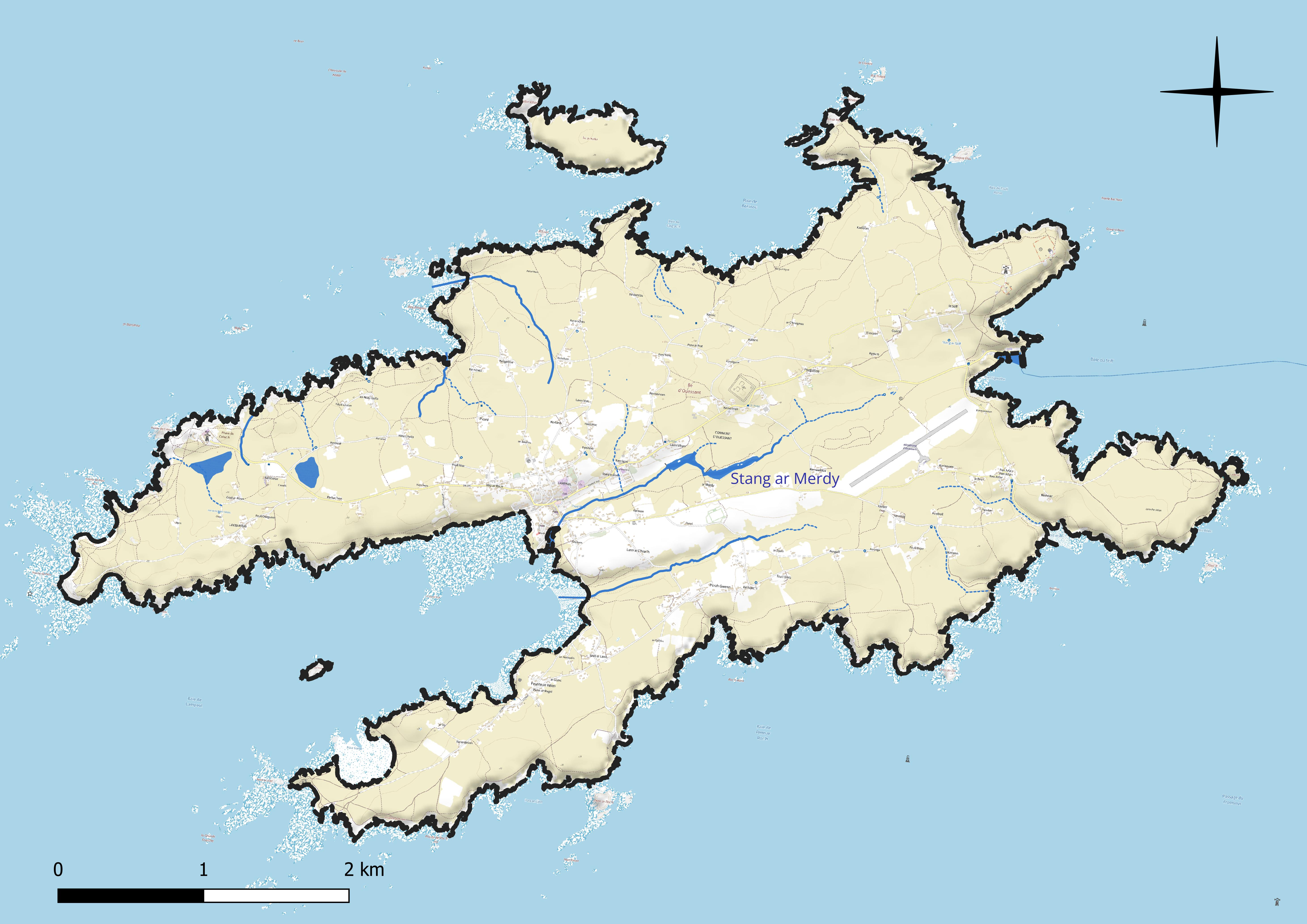
Réseau hydrographique d'Ouessant.

Un plan d'eau complète le réseau hydrographique : Stang ar Merdy (1,6 ha),.

## Urbanisme

### Typologie
Au 1er janvier 2024, Ouessant est catégorisée commune rurale à habitat dispersé, selon la nouvelle grille communale de densité à 7 niveaux définie par l'Insee en 2022.
Elle est située hors unité urbaine et hors attraction des villes,.
La commune, bordée par la mer d'Iroise, est également une commune littorale au sens de la loi du 3 janvier 1986, dite loi littoral. Des dispositions spécifiques d'urbanisme s'y appliquent dès lors afin de préserver les espaces naturels, les sites, les paysages et l'équilibre écologique du littoral, tel le principe d'inconstructibilité, en dehors des espaces urbanisés, sur la bande littorale des 100 mètres, ou plus si le plan local d'urbanisme le prévoit.

### Occupation des sols

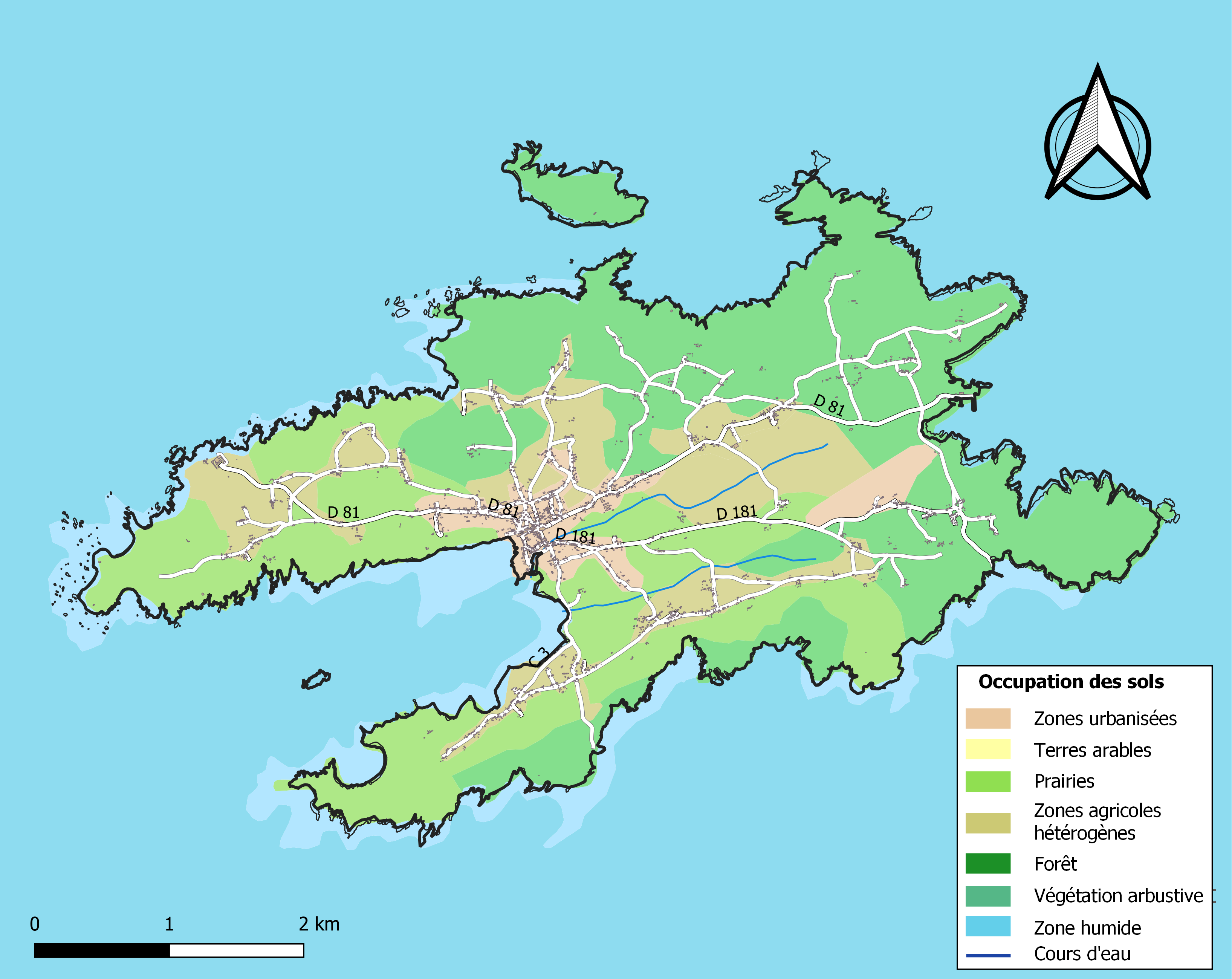
Carte des infrastructures et de l'occupation des sols de la commune en 2018 (CLC).

Le tableau ci-dessous présente l' occupation des sols de la commune en 2018, telle qu'elle ressort de la base de données européenne d'occupation biophysique des sols Corine Land Cover (CLC).
| Type d'occupation                                                                   | Pourcentage | Superficie (en hectares) |
| ----------------------------------------------------------------------------------- | ----------- | ------------------------ |
| Tissu urbain discontinu                                                             | 4,5 %       | 74                       |
| Aéroports                                                                           | 1,5 %       | 25                       |
| Prairies et autres surfaces toujours en herbe                                       | 26,8 %      | 436                      |
| Systèmes culturaux et parcellaires complexes                                        | 13,3 %      | 216                      |
| Surfaces essentiellement agricoles interrompues par des espaces naturels importants | 4,6 %       | 75                       |
| Landes et broussailles                                                              | 45,6 %      | 743                      |
| Zones intertidales                                                                  | 2,2 %       | 36                       |
| Mers et océans                                                                      | 1,4 %       | 23                       |
| Source : Corine Land Cover                                                          |             |                          |

## Toponymie
Le nom de Ouessant est connu depuis le Ier siècle sous les formes Ouxisama chez Strabon ou Axantos chez Pline l'Ancien; puis plus tardivement Uxantis, sans date; Ossa insula en 884 et 1045; Ossan en 1185; Exsent en 1296; Ossa insula vers 1330; Oissant en 1351; Ussent au XIVe siècle; Oessant au XVe siècle; Oyssant; Ayssant; Aissent en 1542.
L'origine du nom est très certainement gauloise, preuve de l'ancienneté de son occupation, mais aussi de la continuité de celle-ci car, pour que les noms restent, il faut qu'ils aient un usage, puisqu'ils étaient transmis par l'oralité.
Des recherches anciennes ont donné à Uxisama (Oυξισαμη), le sens d'« île la plus éloignée du continent ». Uxisama est issu du gaulois et signifie « [l'île] la plus haute » ou « la très haute », formation de superlatif sur la préposition *uxi- « au-dessus » ou *ouksi > uxe « haut ». Uxellos / ouxellos « élevé », dérivé d'uxi / ouksi- sont apparentés au breton uhel, au gallois uchel « haut » et au vieil irlandais uasal « haut, élevé, éminent, noble », une forme *uxamos a par ailleurs donné le gallois uchaf « le plus haut »,.
Homonymie avec Oisème (Eure-et-Loir, Oysesma 1133; Oysesmus vers 1140).

## Histoire

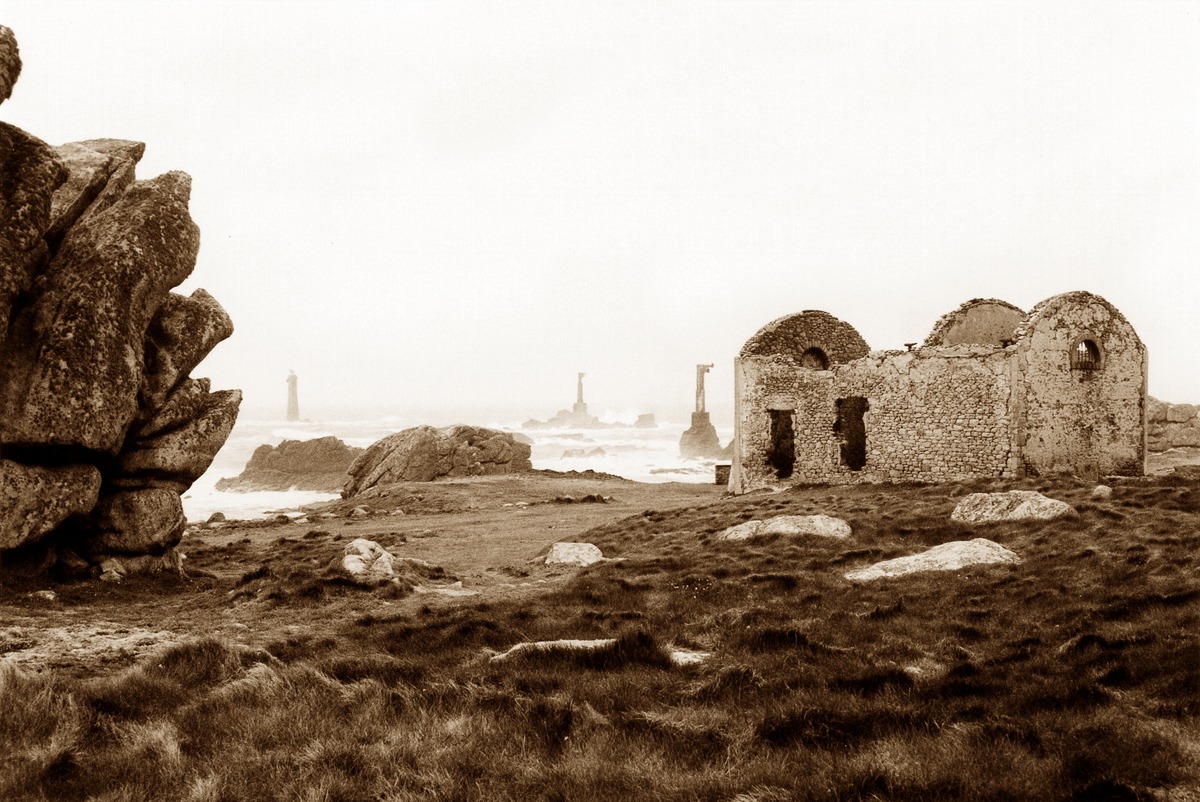
Vue d'une des nombreuses ruines que compte Ouessant, 2002.

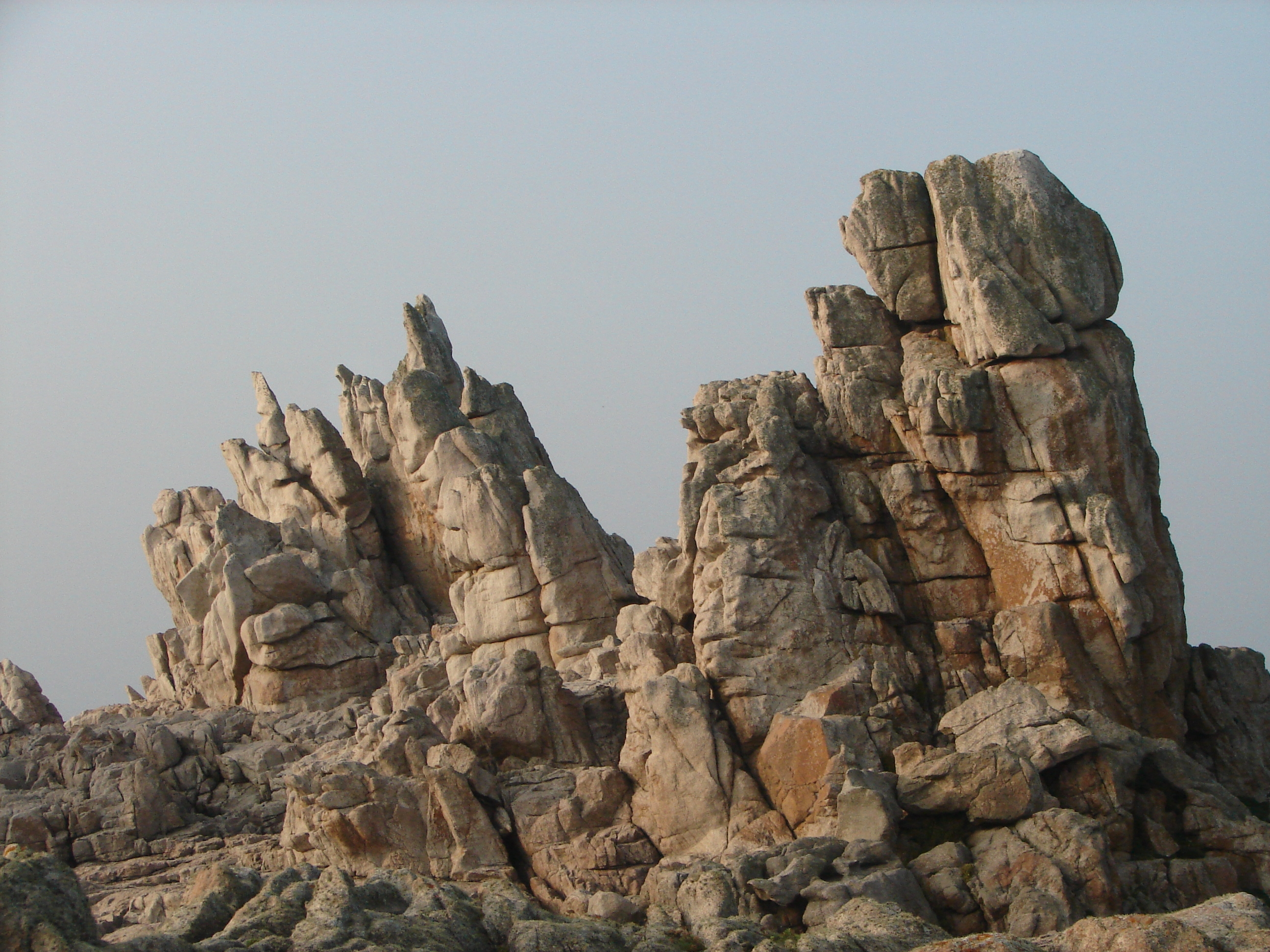
Roches granitiques.

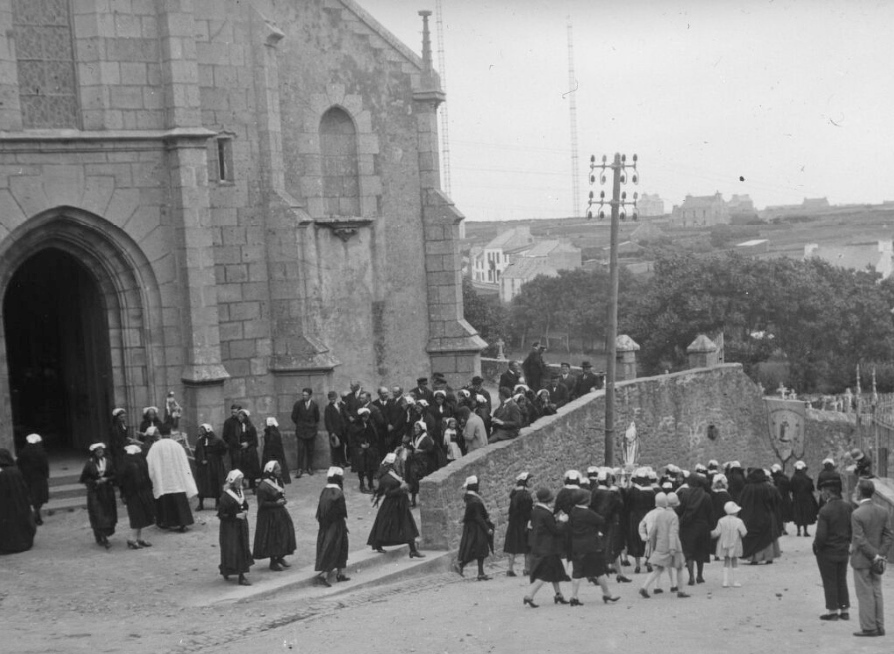
Procession du 15 août au début du XXe siècle.

### Préhistoire et Antiquité
Ouessant est une île depuis les temps préhistoriques. À la fin de la dernière ère glaciaire, elle était déjà séparée du continent. Les éléments d'occupation les plus anciens remontent à 1500 av. J.-C. On a découvert un village préchrétien ayant existé pendant de nombreux siècles à Ouessant, signe d'une civilisation déjà ancienne. On peut en retrouver les traces sur le site archéologique de Mez Notariou dans le centre de l'île, près de la côte Saint-Michel, étudié par l'archéologue Jean-Paul Le Bihan.

« Les fouilles menées depuis 1988 livrent les vestiges remarquables et spectaculaires d'un village de transition Bronze final - 1er âge du fer construit en bois et argile crue (...), des activités sporadiques de la Tène III et d'époque gallo-romaine. (...) Les 3 600 m2 actuellement étudiés livrent 2 500 trous de poteaux, 120 bâtiments, 120 000 tessons de céramique. »

Les restes de deux villages, habités par plusieurs centaines de personnes (une véritable agglomération pour l'époque) ont été retrouvés, attestant de l'occupation du site sur une période allant d'il y a 4000 ans jusqu'au début du VIe siècle de notre ère. Le premier village (âge du bronze, entre 1500 et 1300 avant notre ère) est caractérisé par des fondations incluant des dalles de pierre trouées destinées à supporter des poteaux de charpente. Le second village est daté de l'âge du fer, vers 700 av. J.-C. ; les ancêtres des Ouessantins vivaient de la culture des céréales, de pêche, d'élevage ; ils pratiquaient la métallurgie, la poterie. La découverte de dizaines de milliers de patelles, des patella vulgata dénommées « berniques » en Bretagne, suggère l'existence d'un culte voué à ce coquillage. « Là, il y avait (…) une zone d'activités sacrées, un sanctuaire utilisé par tous les Ouessantins et les marins de tous horizons. Le voyage s'accompagne toujours de superstitions et de croyances. (…) Ce qui est unique, c'est que ce lieu soit resté un sanctuaire pendant 2 000 années. (…) On a trouvé une bernique moulée en bronze. (…) Un peu comme le scarabée est un animal sacré en Égypte, il se peut que la bernique ait joué un rôle religieux » dit Jean-Paul Le Bihan. Le culte important voué à ce coquillage; qui pourrait par sa forme symboliser la féminité et la fertilité, pourrait être un culte voué à la déesse-mère. Artémidore, géographe du Ier siècle av. J.-C., évoque un culte à Cérès, déesse de la fertilité, dans une île proche de la Bretagne, qui est peut-être Ouessant. Par ailleurs, des milliers d'ossements d'animaux, et dans 70 % des cas, des os d'épaules droites, ont aussi été découverts près de ce sanctuaire, sans que cette particularité soit pour l'instant expliquée. « Cela renforce l'idée qu'Ouessant était, à cette époque, un passage obligé sur les routes de l'étain. L'île devait être une escale où on réparait les navires, où l'on faisait le plein de provisions et d'eau et où l'on embauchait des pilotes pour franchir la Mer d'Iroise » pense Jean-Paul Le Bihan.
L'île était un repère pour les marins de l'Antiquité (Carthaginois, puis Grecs et Romains) qui faisaient le commerce de l'étain avec les Îles Cassitérides (Cornouaille ou Sorlingues) : le géographe grec Strabon la désigne sous le nom d'Oυξισαμη (Ouxisame), Pline l'Ancien comme Axanta, mais le nom latin ou gallo-romain usuel est Uxantis.
Le cromlech de la presqu'île de Pen-ar-Lan, qui a une forme ovoïde (un « œuf mégalithique » formé de 18 blocs de 0,60 à 1 mètre de haut, réunis par un talus, en réalité un petit muret de pierres, dessinant une ellipse de 13 m dans son axe est-ouest sur 10 m dans son axe nord-sud), était peut-être un monument astronomique préhistorique ; une autre hypothèse en fait un coffre sépulcral mégalithique. Au centre se trouvaient deux menhirs qui ont disparu. Le site a été fouillé en 1988 par les archéologues Jacques Briard et Michel Le Goffic.
Paul Gruyer, dans son livre  Ouessant, Enez Heussa, l'île de l'Epouvante, publié en 1899, rapporte l'ancienne tradition orale qui faisait d'Ouessant la mythique Thulé, tradition déjà rapportée un siècle plus tôt par Jacques Cambry dans son Voyage dans le Finistère... (Cette tradition est encore citée par Léon Riotor, en 1931, dans son Ouessant, l'île de l'Epouvante). Cette hypothèse est rejetée par les historiens désormais.
Au IVe siècle av. J.-C., le navigateur marseillais Pythéas, qui s'est rendu jusque dans les Îles Britanniques et la Scandinavie, suivant la route de l'étain et la route de l'ambre, découvre aussi au passage le cap Kabaïon (= la Pointe de Penmarc'h) et Uxisama, le pays des Œstrymni (= Ouessant).

### Haut Moyen Âge
Saint Paul Aurélien aurait débarqué à Ouessant en 517, traversant la Manche depuis la Bretagne d'alors (Grande-Bretagne actuelle) sur un vaisseau de pierre, dit la légende ; venu convertir les insulaires, restés païens, il aurait construit un monastère à Pen-ar-Lan. Le bourg d'Ouessant porte son nom (Lampaul, "l'ermitage de Paul") et l'église paroissiale lui est dédiée.

« C'est dans cette île que saint Paul-Aurélien vint aborder, avec douze disciples et autant de jeunes gens nobles de sa parenté. Il trouva une station sûre à la pointe extrême de l'île, dans un lieu dit Port-des-Bœufs, Pors-Boum ; mais étant débarqué, il s'établit dans un lieu appelé Arundinetum, près d'une fontaine très limpide. »

Parmi les disciples de Paul Aurélien, saint Gweltas (saint Gildas) aurait lui établi son monastère à la pointe de Pern, non loin du hameau qui porte son nom : Locqueltas (plusieurs chapelles Saint-Gweltas successives ont existé sur le même site mais la dernière, en ruine depuis fort longtemps, a été remplacée par la chapelle Notre-Dame-de-Bon-Voyage construite entre 1884 et 1886), mais une fontaine Saint-Gildas existe toujours à proximité et saint Guénolé dans la presqu'île de Feunteun Venlen où subsistent les ruines d'une chapelle Saint-Guénolé.
Le monastère construit par saint Paul Aurélien à Ouessant existait encore à la fin du Xe siècle, lorsque, vers 990, saint Félix, qui était à la Cour du comte de Cornouaille, à Quimper, « ayant ouï le récit de la vie que menaient les religieux du monastère de Saint-Paul de l'île d'Ouessant, il s'y en alla ». Saint Félix, décédé en 1038, fut donc ermite à Ouessant, puis réfugié à l'abbaye de Fleury (actuellement Saint-Benoît-sur-Loire), restaura l'abbaye de Saint-Gildas-de-Rhuys en Bretagne ; célébré localement le 9 mars.
L'abbaye Saint-Melaine de Rennes possédait de nombreux biens dispersés dans six des neuf évêchés bretons, dont un prieuré à Ouessant ; son emplacement précis reste incertain, probablement au bourg de Lampaul. ce prieuré existait encore en 1781

### Moyen Âge

#### L'isolement et ses conséquences
Ouessant a pendant longtemps été une île isolée à cause des nombreuses difficultés d'accès à sa côte escarpée, créant ainsi une société autarcique. La population locale, presque exclusivement composée de femmes (mis à part les jeunes enfants et les vieillards), pratiquait principalement l'agriculture comme moyen de subsistance. Les hommes étaient engagés dans la Marine royale sous l'Ancien Régime et partaient pour de longues missions. Une partie d'entre eux ne revenait jamais. Par la suite, le développement des lignes commerciales a favorisé leur embauche dans la marine marchande. Les femmes, restées à terre, avaient pour tâche de s'occuper de la maison (une petite masure sans le moindre confort), des enfants et des travaux agricoles. Elles étaient les véritables chefs de famille.
La présence de « chevaux nains » est attestée sur l'île par quelques rares sources. « Très recherchés et remarquables par leur vivacité et l'élégance de leurs formes, non moins que par l'extrême petitesse de leur taille », ils étaient déjà en nette diminution à l'époque de Jean-Baptiste Ogée (XVIIIe). Ils sont croisés avec des étalons corses, proches de leur morphologie, au XIXe siècle. François-Marie Luzel en a vu durant sa jeunesse, mais constate lors d'un voyage qu'ils ont disparu.
L'isolement entraînait aussi des conséquences sanitaires pour la population insulaire : Claude-Louis de Kerjean-Mol, gouverneur d'Ouessant, invoque dans une lettre du 30 juin 1748 « la nécessité d'avoir un chirurgien entretenu dans cette ysle qui n'est remplie que d'un peuple de marins et que souvent l'on y manque de secours dans les plus extrêmes besoins par la difficulté qu'il y a, en certains temps, de faire venir des chirurgiens de Brest ». Il en obtint un.

#### L'économie de l'île au Moyen Âge
On en sait peu de choses. Au début du XIVe siècle, des pêcheries et sécheries de poissons existaient, certaines étant la propriété de commerçants de Bayonne dont les noms sont connus par une lettre du pape Jean XXII. Il est possible que les substructions décrites en 1772 par l'amiral Antoine Thévenard à la pointe de Pern, dénommés Ti ar Bïaned ("Maison des Païens"), et interprétées par lui comme étant les ruines d'un temple païen, aient été en fait les ruines de cette ancienne sécherie de poisson.

« Ces vestiges portent l'empreinte d'une grandeur qui ne peut être assimilée à aucun édifice de l'ère chrétienne, vu leur position sur une île aussi séparée du reste du monde et d'un accès aussi difficile. (...) Ce temple était un collège de druidesses vierges perpétuelles qui prédisaient, ainsi que celles de l'Île de Sein, les orages, vendaient le vent aux navigateurs, et consacient leur virginité et leur vie pour l'entretien du feu sacré. »

En 1388 Ouessant est ravagé par des troupes anglaises dirigées par le comte d'Arundel, qui avaient précédemment pillé l'Île de Batz (« une flotte considérable constituée de mille hommes d'armes et trois mille archers » et « la ravagea par le feu après l'avoir toute pillée, il traita de même l'isle d'Ouessant aussi bien que celles de Ré, d'Oléron et plusieurs autres et donna la chasse à tous les Français et à tous les Bretons qui se mirent en défense ». Ouessant est alors dans un état si désastreux que le pape Boniface IX accorde alors le 14 octobre 1393 des indulgences à ceux qui participeraient à la réfection de l'église paroissiale de Notre-Dame d'Ouessant omnino destructa ("totalement détruite") par les guerres et les tempêtes ; ce que firent les seigneurs du Chastel qui reconstruisirent l'église, les chapelles et le château d'Ouessant qui avaient été incendiés.
En 1454 des corsaires pillent l'église paroissiale de Notre-Dame d'Ouessant ainsi que le château, qui étaient alors en cours de reconstruction par Alain de Coëtivy du Chastel, archevêque d'Avignon et cardinal, dont la mère Catherine du Chastel était une descendante de la famille seigneuriale des Chastel du château de Trémazan. Le cardinal de Coëtivy affirme alors, dans la plainte qu'il adresse alors au pape Calixte III que « la majeure partie de l'île lui appartient » faisant probablement allusion au fait qu'il disposait alors du bénéfice du prieuré d'Ouessant, qui dépendait lui-même de l'abbaye de Saint-Mathieu. En 1462, les Anglais débarquent une fois de plus en Bretagne, pillent Le Conquet et les environs de Saint-Renan et saccagent à nouveau Ouessant. Une autre incursion anglaise se produit en 1520, le château est alors détruit.
Roland de Neufville, évêque de Léon, et à ce titre propriétaire de l'île, écrit dans ses Mémoires le 5 janvier 1599 : « L'île de Ouessant, éloignée de 7 lieues de la grande terre [le continent], est dans un lieu de si difficile, périlleux et dangereux accès, exposée aux ennemis et pirates et pillards de toutes les parties de l'Europe et, par ce moyen, si incommode, et presque du tout inutile au dit Évêché, qu'il n'en revient que peu de profit ».

#### Les seigneurs, puis le marquisat d'Ouessant

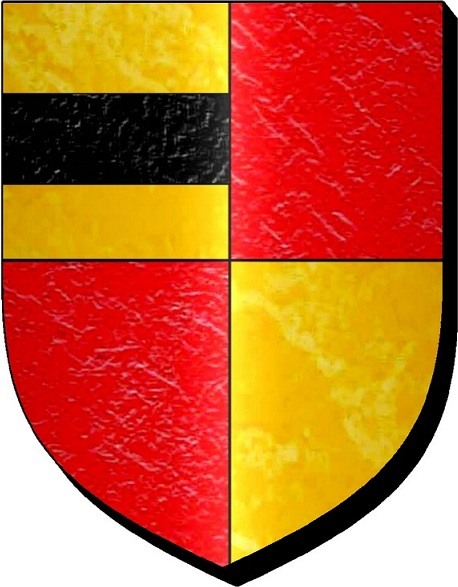
Le blason de la famille Heussaff, seigneurs d'Ouessant.

Les évêques de Léon étaient seigneurs d'Ouessant depuis saint Pol, arrivé en 512 avec 12 religieux et qui s'était fait construire « un petit monastère consistant en une chapelle et treize petites cellules de gazon couvertes de glays ». Saint Pol, nommé en 530 par le roi franc Childebert Ier episcopus occismorum (évêque d'Occismor), fut autorisé à percevoir les revenus des pagi leonensis et achmensis, c'est-à-dire des pays de Léon et d'Ac'h.
On ignore quand fut construit le premier château d'Ouessant, mais au Moyen Âge, la famille noble des Heussaff était suzeraine de l'île. Durant le Moyen Âge, la vieille famille noble des Heussaff est vassale des seigneurs du Chastel qui habitaient le château de Trémazan en Landunvez et qui dépendaient eux-mêmes de l'évêque du Léon qui l'auraient acquis au Haut Moyen Âge des comtes de Léon qui avaient dû vendre des biens pour payer leurs dettes. En 1296, une enquête royale précise : « L'évêque du Léon a une île dans la mer qui a nom Exsent, forte île et bien garnie de vivres ».
Roland de Neufville, puîné de la maison du Plessis-Bardoul, évêque de Léon de 1562 à 1613, échangea, par un contrat signé le 26 juin 1589 l'île d'Oixant (le nom de l'île d'Ouessant était fréquemment écrit Oixant au Moyen Âge) avec René de Rieux, marquis de Sourdéac, contre la terre de Porléac'h (manoir de Porzlech-Bihan) en Trégarantec. « Il faut un homme d'épée et non de bréviaire à gouverner de tels insulaires » écrit Roland de Neufville en 1599.
Le 11 juin 1560 à Rennes, Guy de Rieux (fils aîné de Jean de Rieux), seigneur de Châteauneuf, vicomte de Donges épousa Anne du Chastel et, à partir de ce mariage la famille du Chastel se fond dans celle des Rieux. Guy de Rieux décéda en mer le 12 février 1591 alors qu'il revenait à Brest, ville dont il était le gouverneur, après avoir participé au siège d'Hennebont et son frère cadet René de Rieux devint alors seigneur d'Ouessant.

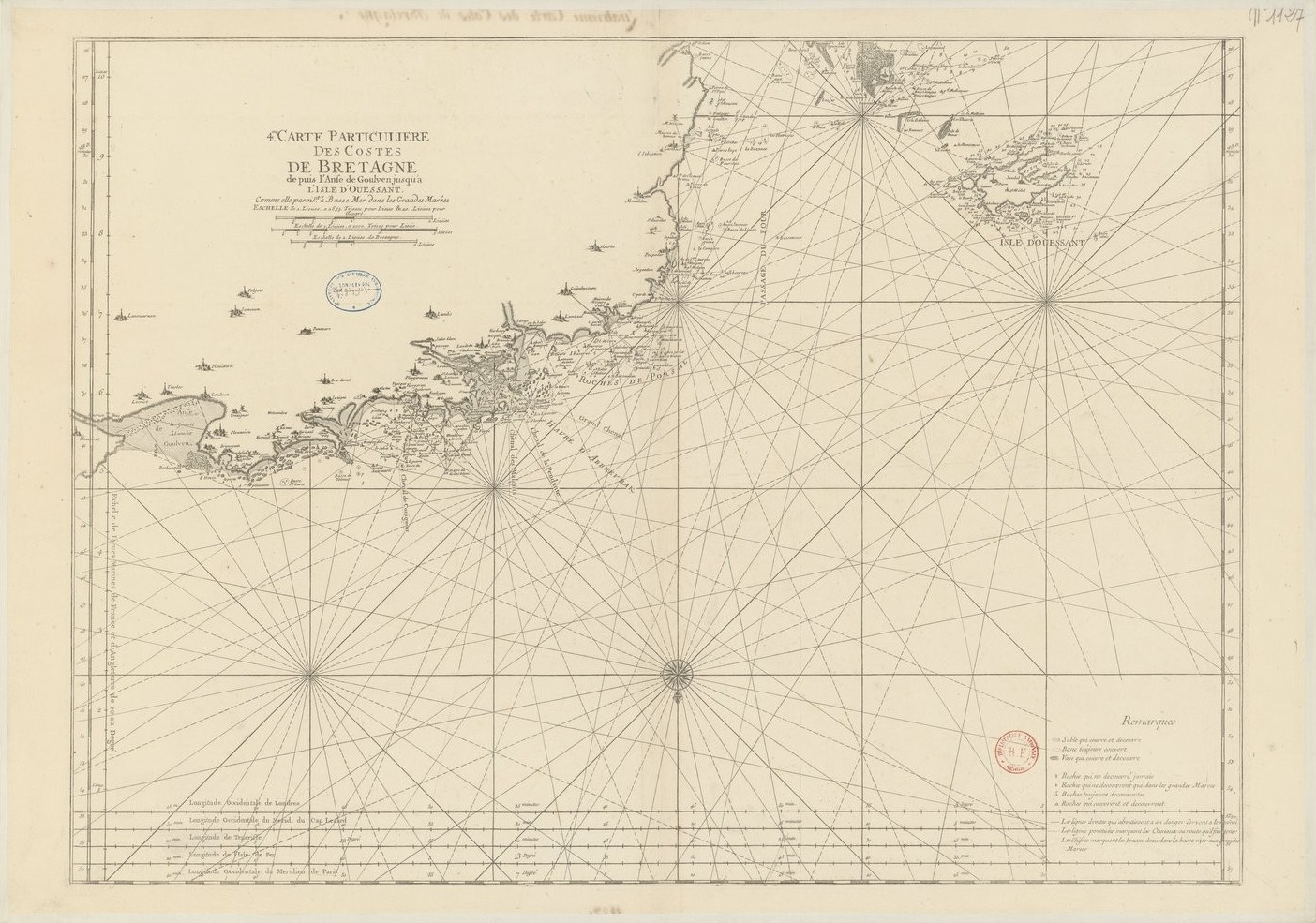
Ouessant et la côte du Léon d'après la carte du "Neptune français" (1693).

En 1597, le roi de France Henri IV érige l'île d'Ouessant en marquisat au profit de René de Rieux, alors gouverneur de Brest et marquis de Sourdéac. René de Rieux mit l'île « en état de défense », les habitants assumant eux-mêmes la garde de leur île à la condition d'être exemptés de la grande dixme
En 1600, le Parlement de Bretagne fut appelé à se prononcer sur un différend existant entre le marquis de Sourdéac et l'évêque de Léon à propos de l'acquisition par le premier cité de l'île d'Ouessant. En conséquence, le 26 octobre 1609 il fut procédé au mesurage (« prisage des terres de l'Isle d'Ouessant, rentes et revenus en icelle appartenant au seigneur évesque de Léon »). À cette époque, la seigneurie d'Oixant rapportait 1 150 livres 8 deniers tournois de rente par an.
Guy III de Rieux, qui fut lui aussi gouverneur de Brest, hérita ensuite de la terre d'Ouessant, au moins dès 1624 (même si son père ne décéda qu'en 1628), mais le roi Louis XIII rachète en 1626 le gouvernement de la ville et du château de Brest, moyennant 100 000 écus, mais pas le marquisat d'Ouessant dont Alexandre de Rieux, fils de Guy III de Rieux, devient le troisième marquis, mais celui-ci fit des spéculations hasardeuses et ses biens furent confisqués. Toutefois Louise de Rieux, devenue l'héritière de son père Alexandre de Rieux, se vit reconnaître ses droits sur l'île d'Ouessant par un arrêt du Parlement de Paris en date du 15 février 1701, sous réserve que les créanciers de son père soient dédommagés en leur payant 1 200 livres en plus du prix de l'adjudication consécutive à la confiscation et qui s'élevait à 24 200 livres. Ensuite, le 30 mars 1719, Louise de Rieux confie à son cousin Jean-Sévère, comte de Rieux, pouvoir d'administrer l'île en son nom et finit par abandonner ses droits à son cousin pour la somme de 24 200 livres le 16 janvier 1720 ; à son tour, Jean-Sévère de Rieux, par contrat du 27 juin 1733, cède la propriété de l'île à son frère cadet Louis-Auguste de Rieux, qui devint lieutenant général des armées du Roi en août 1744 et décéda le 1er mars 1767. Louis-Auguste de Rieux et son épouse, par contrat du 30 avril 1764, « cédèrent, quittèrent et délaissèrent au roi, dès maintenant et à toujours l'isle, fief, terre, seigneurie et marquisat d'Ouessant, moyennant une somme de 30 000 livres, et une rente viagère de 3 000 livres ». Le roi Louis XV déclara « qu'après l'acquisition ainsi faite et consommée (…) la dite île serait et demeurerait à perpétuité au département de la marine, pour être régis sous ses ordres ».
En 1693, selon la carte du Neptune français, deux moulins seigneuriaux existaient à Ouessant : le moulin Sourdéac (à Mézareun) et le moulin de Quélar. En 1782, 13 moulins sont indiqués sur la Carte de Cassini.

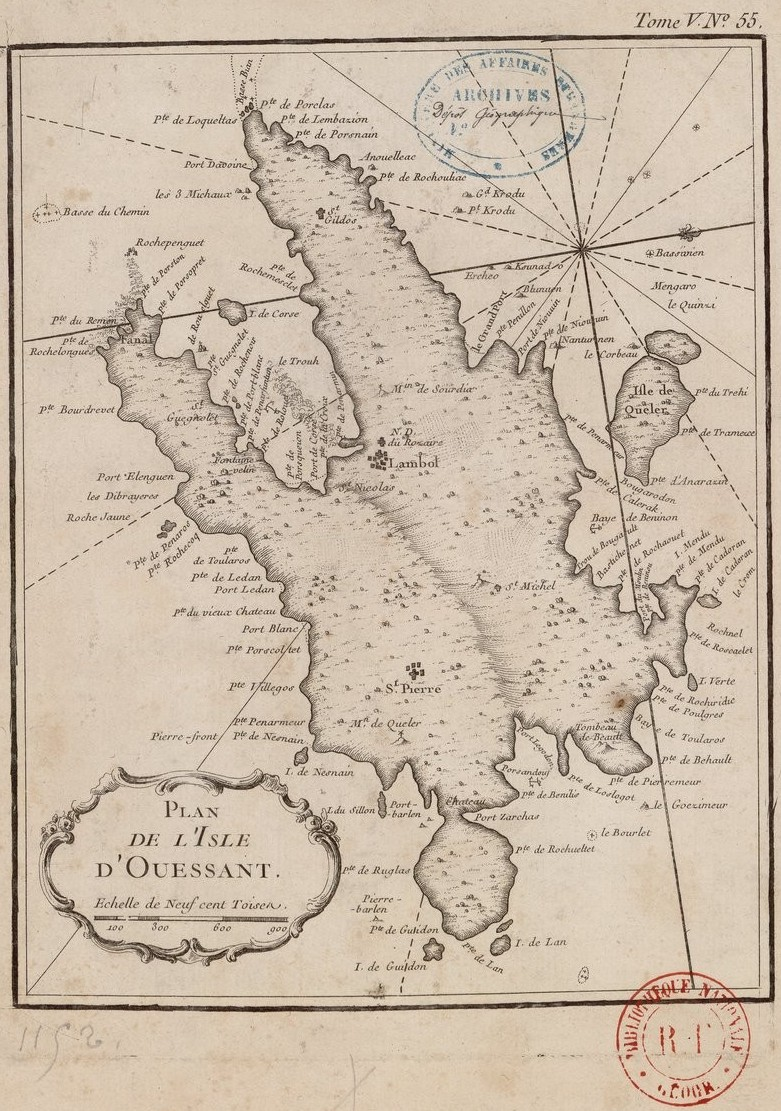
Plan de l'île d'Ouessant en 1764.

En 1756, un sloop anglais trouve pendant une semaine refuge à Ouessant, bloquant l'accès au port de Brest. En conséquence, 200 soldats sont détachés dans l'île.
Le gouverneur d'Ouessant et le commandant de la « Tour à feu » [le phare du Stiff] étaient les seules personnes nommées par le Roi pendant tout le temps où Ouessant fut sous l'autorité des marquis successifs de Rieux. Les 14 gouverneurs successifs de l'île furent Du Pré ; Farcy ; De Valogne ; De Castres (en fonction en 1664) ; Nicolas Lebreton-Lavigne ; De la Sauldraye, comte de Nizon, entre 1704 et 1712 ; Cadot de Houtteville de Sebville, entre 1712 et 1717 ; De la Sauldraye, comte de Nizon (rétabli dans ses fonctions) à nouveau de 1717 à 1720 ; Yves L'Honoré de Trévignon ; Guy-Nicolas De La Rue, seigneur de la Fresnaye en fonction en 1732 (peut-être avant) et jusqu'en 1748 ; Claude-Louis Kerjean-Mol entre 1748 et 1752 ; Michel de Gouzillon-Kermeno de 1752 à 1776 ; Bernard-Joseph De Carn de 1777 à 1789 ; Guénolé-Marie Du Laurans de Montbrun entre janvier 1789 et 1792.

### Époque moderne
Ouessant du XVIIe siècle au XIXe siècle est l'objet de très nombreux ouvrages qui sont recensés sur un site Internet.

#### Les pratiques religieuses à Ouessant

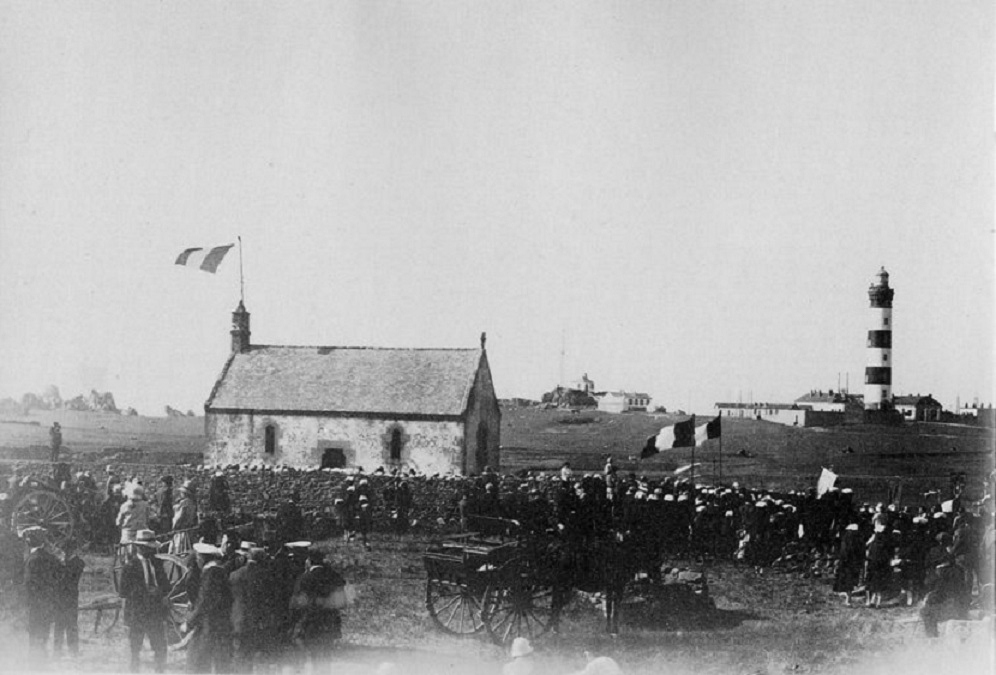
Ouessant : le pardon à la chapelle Saint-Gildas en 1925.

L'abbé Kerdaffret écrit au début du XVIIe siècle, parlant des îles d'Ouessant et de Molène : « L'ignorance, entretenue par l'incapacité et l'incurie du clergé, y était si profonde que plusieurs ne savaient pas même répondre à cette question : combien y a-t-il de dieux ». En 1610 Michel Le Nobletz et en 1641 et 1642 Julien Maunoir, les deux célèbres prédicateurs bretons, viennent à Ouessant où, écrit Julien Maunoir, « aucun Évêque n'avait mis le pied de mémoire d'homme, pour le grand danger qu'il y a d'arriver dans ce lieu, à cause d'un raz qui rend l'accès très périlleux. (…) Ils n'ont aucun procès, ni juge, ni avocat, ni procureur, ni sergent ; un gentilhomme, après la grand-messe, tranche leurs différends », ajoutant plus loin que l'île « abonde en brebis, vaches, chevaux et blés de toute sorte ».

« Il (Le Nobletz) enseignoit apres les Vespres le catechisme, qu'il terminoit par des Cantiques spirituels, qui contenoient tous les principaux points de la doctrine Chretienne : Et il avoit si bien appris ces airs devots à tous les matelots & les pescheurs de l'isle, que ceux-là les apprenant aux autres qu'ils rencontroient à la pesche, on entendoit incessamment la mer retentir de cette musique plus melodieuse & plus agreable aux Anges, que les musiques Royales, & que les concerts les plus delicieux du monde. Cette coûtume introduite par ce bon Pasteur, de se servir de chants devots au lieu de prophanes, que chantoient auparavant ces pescheurs, semble avoir adouci la fureur de la mer : de sorte que depuis plus de vingt ans que ces airs Bretons s'entendent prés de cette isle ; personne des insulaires n'a esté submergé dans un lieu si dangereux, & où ils estoient accoûtumez à voir perir tous les ans plusieurs de leurs barques »

Le père Maunoir interdit en 1641 les danses lors des fêtes religieuses et, depuis, la tradition voulait qu'on ne dansât pas à Ouessant même lors des mariages. De nombreuses croix de mission datant de ces missions paroissiales parsèment l'île : 23 croix et calvaires ont été recensés. Une école des filles est attestée à Ouessant en 1660.

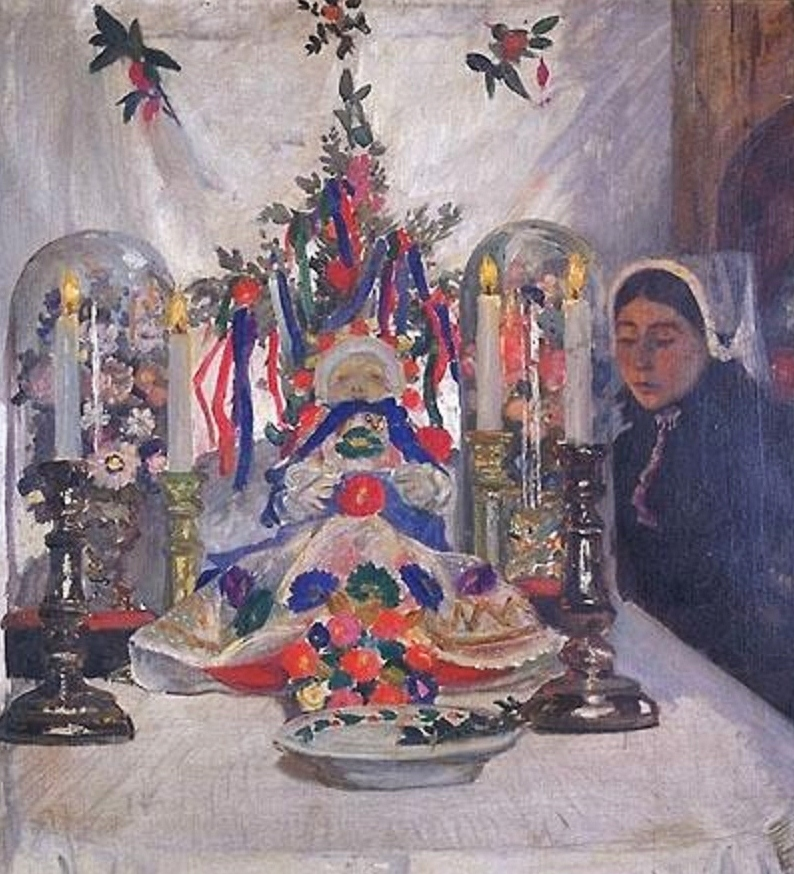
Charles Cottet : L'enfant mort à Ouessant (1901, musée des Beaux-Arts de Quimper).

Les "Croix de proëlla" sont de petites croix remises aux familles dont l'un des membres a disparu en mer. Elle était veillée à la place du corps du défunt et menée à l'église pour la cérémonie funèbre. La proella, en breton broella(ñ), désigne uniquement la cérémonie funèbre et non la croix symbolisant le disparu. Après l'office, on plaçait le proella dans une urne de bois et on ne la portait au cimetière qu'à l'occasion d'une visite de l'évêque ou d'une mission. Ce rite religieux est attesté à Ouessant depuis 1734 et cette pratique aurait perduré jusqu'en 1962. Pour la période 1734 - 1792, 298 proëlla (pour un total de 2 074 décès pendant cette période) ont été célébrés dont 266 de marins « au service du Roi » et 32 de marins naviguant sur des navires marchands ou corsaires, ou encore naufragés d'une barque de pêche.
Dans le cimetière d'Ouessant, une inscription dit : « Ici nous déposons les croix de proëlla en souvenir des marins morts loin du pays, dans les guerres, les maladies et les naufrages. ».

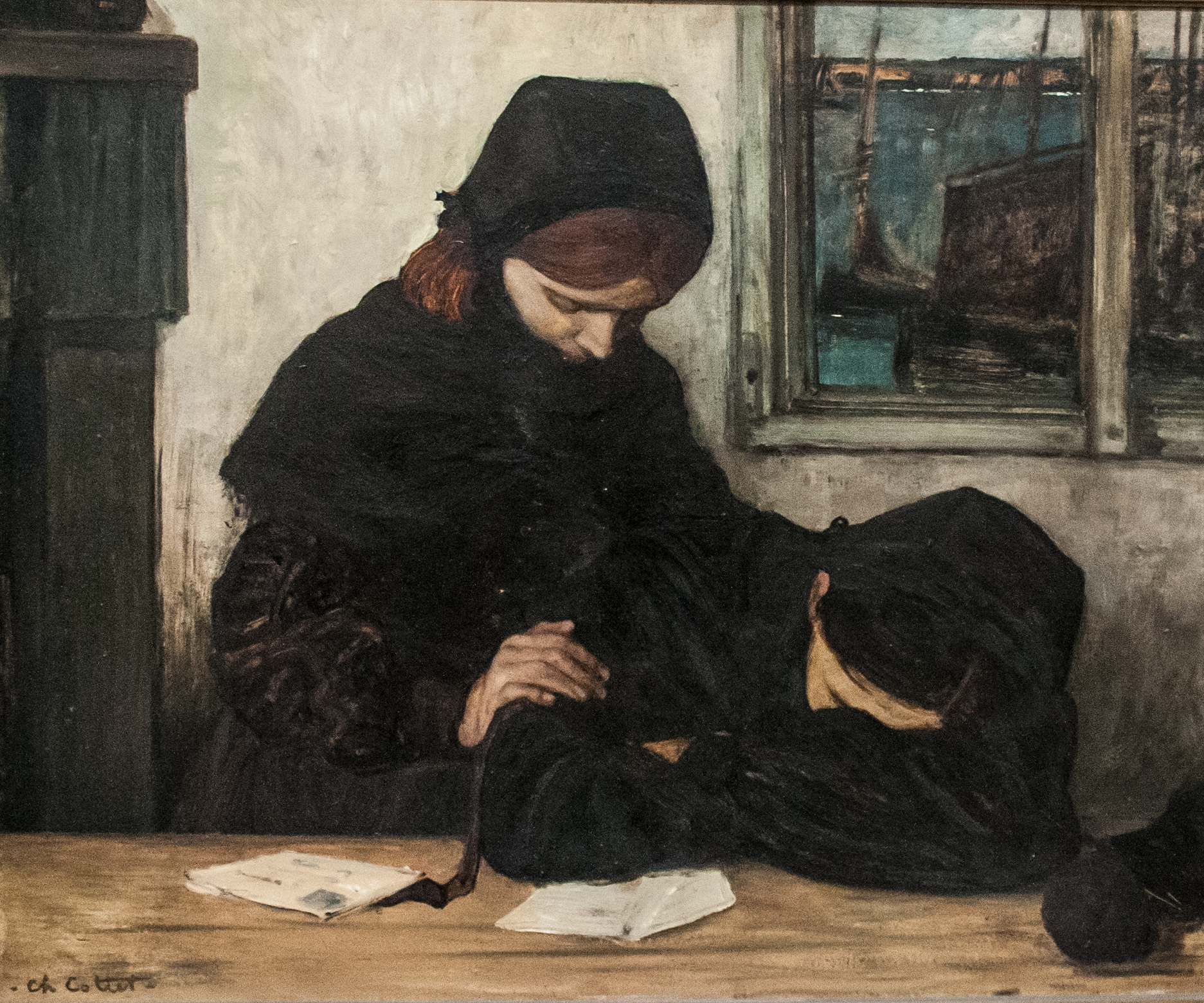
Charles Cottet : Deuil à Ouessant (1902).

L'abbé Joseph-Marie Le Roux, qui fut curé d'Ouessant entre 1840 et 1847, décrit ainsi le rite du proëlla :

« Lorsqu'un marin de l'île meurt hors du pays, la nouvelle n'est jamais annoncée directement à sa famille ; au moins elle ne l'est que le plus rarement possible. On l'adresse quelquefois au maire de la part de l'administration supérieure ; mais ordinairement elle arrive par les marins qui ont été témoins de la mort de leur compatriote. (...) Alors soit le maire, soit les parents de ces marins, viennent au presbytère avec la lettre qui fait connaître le malheur arrivé. Si le curé est fondé à croire que la nouvelle n'est que trop véritable, il fixe l'heure du proëlla pour le lendemain, sans que la famille du défunt en ait aucune connaissance. (...) Les personnes venues le trouver vont chercher un proche parent de la famille du défunt. Celui-ci garde le secret jusqu'au soir et, lorsque la nuit approche et qu'il croit que tous les membres de la famille sont à la maison, il va, avec un compagnon, parent aussi, déposer sur la table une petite croix qu'il a déjà préparée. C'est la première annonce du malheur et l'on devine ce qui se passe alors. Le procédé paraît dur et en quelque sorte cruel ; mais il ne faut pas oublier que la population de l'île est pleine de foi et qu'elle sait admirablement se résigner à toutes les épreuves. »

Les vocations religieuses étaient nombreuses à Ouessant : en 1888, 36 religieuses étaient originaires de l'île.

#### Une société matriarcale

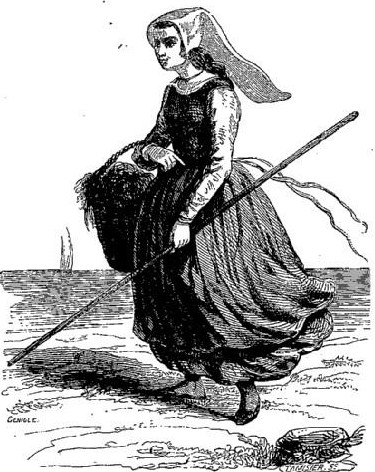
Fille d'Ouessant vers 1877 (dessin de Geniole).

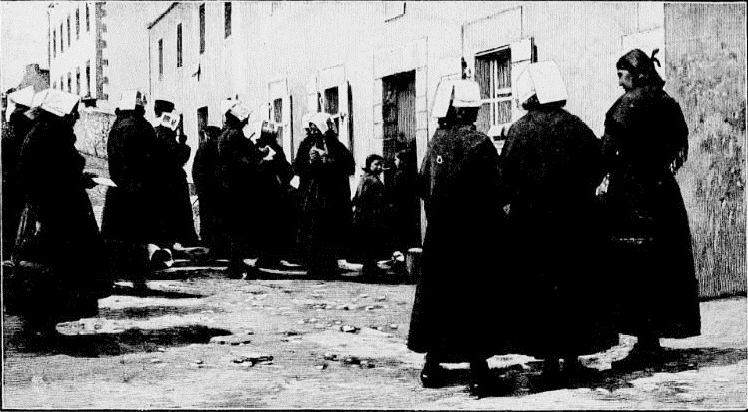
Femmes attendant du courrier de leurs maris devant la poste de Lampaul en 1898 (dessin de Massias).

L'absence fréquente des hommes, partis en mer, souvent mobilisés dans la Marine royale, laisse les femmes seules avec leurs enfants et les aïeuls. Cela a facilité le développement d'une société matriarcale qui a subsisté jusqu'au milieu du XXe siècle. « L'usage qui caractérise le plus l'antiquité des mœurs, dans l'île, est celui de ne faire de mariage que sur la demande que fait la fille du garçon qu'elle choisit pour époux » écrit l'amiral Thévenard en 1772. Les femmes gardaient aussi leur nom de jeune fille et les hommes, quand ils rentraient après des années d'absence, revenaient en fait dans la maison de leur épouse. L'âge des époux est aussi à Ouessant une originalité : selon une étude de Bernadette Malgorn pour la période 1776 - 1785 inclus, l'âge moyen au premier mariage était pour les femmes de 25 ans et pour les hommes de 21 ans, ce qui est contraire à la tradition presque partout observée et s'explique probablement par la relative pénurie d'hommes dans cette société très endogame : par exemple pour la période 1736 - 1785, 97,5 % des mariages sont conclus entre Ouessantins (quinze hommes venus du continent, dont trois soldats du régiment de Fontenay-le-Comte alors stationné à Ouessant, ont épousé des Ouessantines ; l'inverse ne s'étant jamais produit pour la période considérée). Un dicton des femmes ouessantines dit : « Krog pag avi, nhor bezo keto hini ! » (« Prends quand tu trouveras, nous n'aurons pas chacune le nôtre ! »)
En 1879, selon un rapport du Conseil général du Finistère, pour une population totale à l'époque de 2 400 habitants, Ouessant compte plus de 400 marins embarqués soit sur les navires de l'État, soit sur des bâtiments de commerce.
En 1898 encore, Paul Gruyer fait remarquer : « Les femmes d'Ouessant sont infiniment curieuses. Ce sont elles qui sont les mâles. Grandes, fortes, brunes presque toutes. (…) Leurs cheveux sont coupés au ras du cou, comme chez des garçons ; leurs jupes épaisses, filées par elles avec du lin mêlé à la laine rêche des moutons, sont très courtes et ne descendent qu'à la moitié du mollet. Un petit bonnet noir dans le travail et une coiffe blanche pour plus de coquetterie, un corsage attaché non avec des boutons, mais avec de longues épingles, et un châle croisé, complètent leur habillement. Leur démarche est large et décidée ; elles mènent le ménage et s'occupent de tous les travaux des champs et de la terre, ne laissant à leurs époux que le soin de la pêche, et les bousculant ferme lorsqu'ils ont trop bu. Un bon verre d'alcool ne les effraye pas cependant ; mais je ne les ai jamais vu fumer la pipe (…) De même s'est perdu l'ancien usage, le plus curieux de tous, qui renversait complètement les rôles ordinaires attribués par la nature à chacun des sexes et d'après lequel c'était la fille qui demandait la main de l'homme ».
L'apparente anomalie de l'inversion des rôles traditionnels de l'homme et de la femme, « celle-ci se livrant aux travaux de la culture, tandis que son "homme" tricote des bas" » est expliquée ainsi par M. Baudrillart :

« L'homme passe la nuit en mer ; il en revient le matin harassé, et dort une partie de la journée. Le reste du temps, il l'emploie à coudre, à raccommoder ses habits, à tricoter (...) pendant que la femme travaille aux champs. (...) La cuisine est tout ce qu'il y a de plus élémentaire : ce qui en fait la base et souvent l'unique élément, c'est le gouth-gun-udhu, c'est-à-dire la bouillie de sarrasin cuite à l'eau, avec du sel pour tout assaisonnement. La femme serait donc oisive et inutile si elle ne cultivait pas la terre pendant le jour, si elle n'allait pas, le soir, pêcher le goémon. »

En 1934, une revue parisienne écrit encore :

« Ouessant mériterait aussi le nom d'"Île des femmes". Les hommes, pour la plupart marins de l'État ou au commerce, ne sont jamais là que pour leurs congés. La pêche ne peut les occuper assez pour les retenir dans l'île ; la mer, le plus souvent trop dure pour les barques, ne permettant pas une pêche rémunératrice autour d'Ouessant. (...) Tout paraît s'élever à peine à cause du vent. Tout, excepté les vigoureuses Ouessantines : grandes et fortes, bien campées sur des jambes solides, elles vont à grands pas décidés, droites dans le vent qui remue en beaux plis leurs lourdes jupes de laine rêche arrêtées à mi-jambe, et ne peut déranger le petit bonnet de travail, bien serré à la tête, qui retient leurs cheveux coupés au ras des épaules, ni le châle croisé solidement, attaché et fixé de plus par de longues épingles, ni même la coiffe blanche des dimanches. Travaux du ménage, travaux de la terre, sans compter ce que représente le fait d'être mères de familles, elles mènent tout de front, piochent, bêchent, sèment, récoltent, recueillent le goémon et le brûlent, changent de place les moutons qui pacagent, d'avril à septembre, attachés deux par deux, pour les empêcher de courir dans les cultures. (...) Égale de son mari, associée et non dépendante, puisqu'elle mène terres et maisons pendant que l'homme est au-dehors, elle ne craint pas de le rappeler lui-même dans le droit chemin si par malheur pour lui il a trop bu. »

#### Droit de bris et troubles de 1711
Le droit de bris était une tradition ouessantine : le peñse an aod est n'importe quel objet, le plus souvent du bois, mais cela peut être n'importe quel produit d'épave provenant d'une cargaison de bateau ou d'un naufrage. En août 1681, une ordonnance de la Marine supprime le droit de ramasser les épaves et les biens parvenant à la côte accordé jusque-là aux Ouessantins et le 8 octobre 1699 l'amirauté de Brest installe à Ouessant un bureau de greffe et un commis chargé de mettre à disposition du roi les marchandises parvenant à la côte à la suite de naufrages. Les Ouessantins continuèrent malgré tout à récupérer tout ce qui pouvait améliorer leur ordinaire. Par contre, leur réputation de naufrageurs ne semble pas être fondée.
En janvier 1711, une révolte des Ouessantins se produit contre le gouverneur de Nizon qui tente de faire payer par les Ouessantins un nouvel impôt créé par Vauban et de réquisitionner les insulaires pour la restauration du château seigneurial de Kernoas, situé à Pen ar Lan. Les Ouessantins lapidèrent le seigneur, qui dut s'enfuir. Le château fut démoli à partir de 1725, les Ouessantins s'en servirent comme carrière, prenant les pierres pour leurs besoins personnels. Le plan grossièrement triangulaire du château et les traces de deux tours sont encore visibles toutefois.
Le 21 janvier 1739 le vaisseau français Atlas, venant de Louisiane, s'échoua à Ouessant ; sa cargaison (cacao, fourrures, indigo, riz, tabac) fut pillée par les habitants. Il en fut de même lors de l'échouage du vaisseau  Le Triomphant dans la nuit du 13 janvier 1768.

#### La Tour à feu du Stiff en 1717

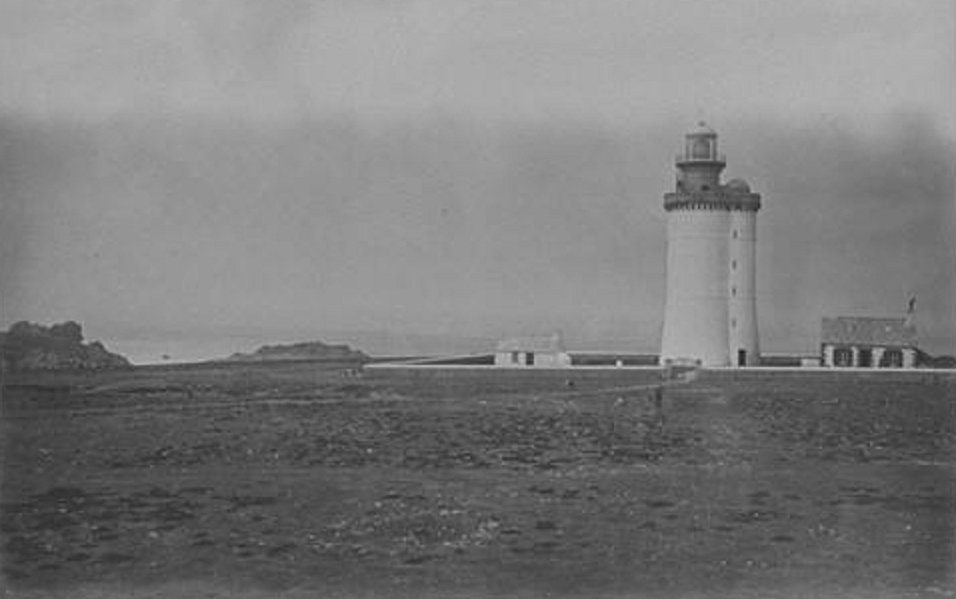
Ouessant : le phare du Stiff en 1873 (photo J. Duclos).

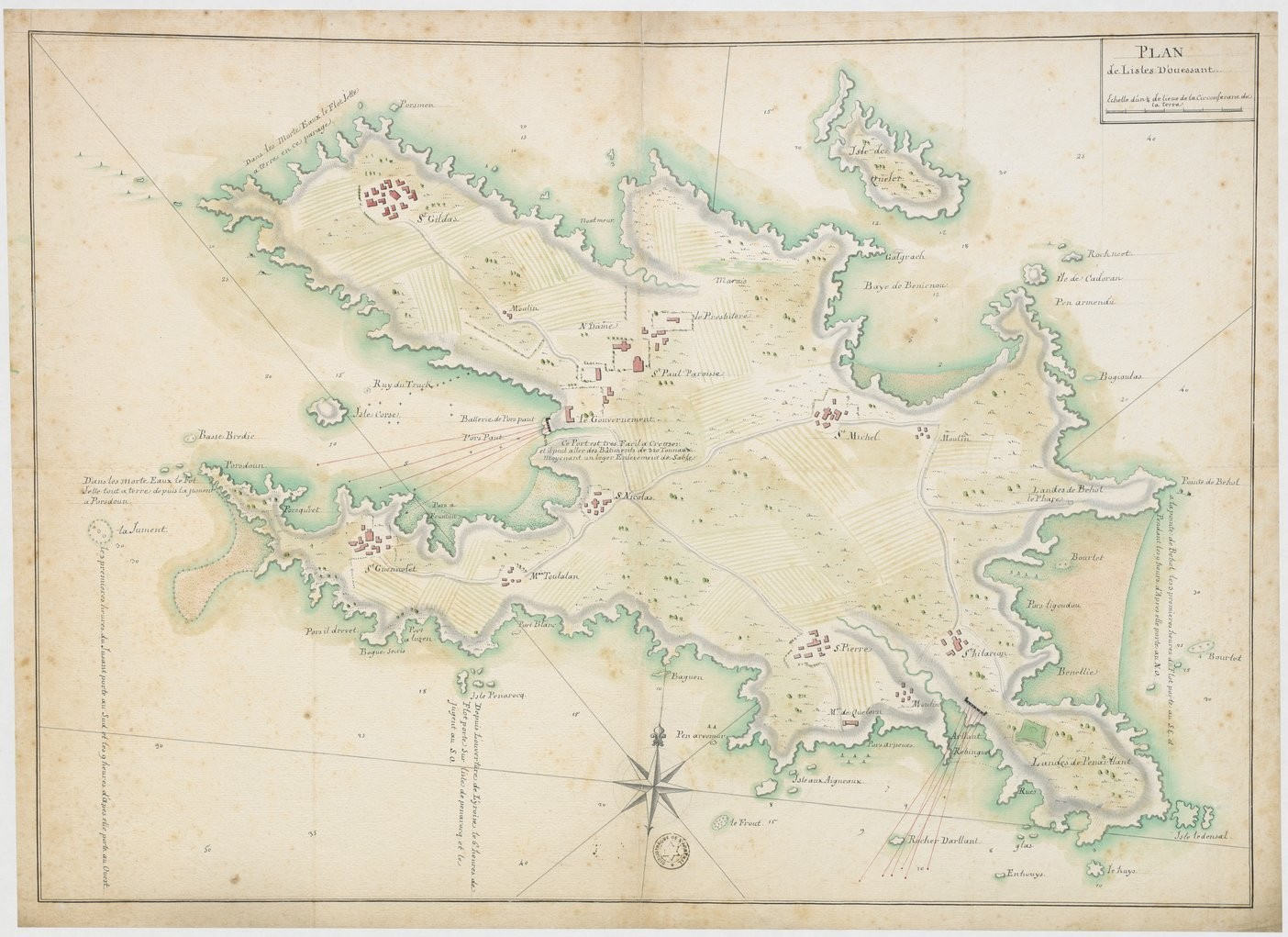
Plan de l'île d'Ouessant en 1758.

La Tour à feu du Stiff fut construite par Vauban : en 1695 à la pointe nord-est de l'île d'Ouessant. Un rapport rédigé en 1717 par Roger Robert, Conseiller du Roy, décrit le mode de fonctionnement, précaire et aléatoire, du phare du Stiff à cette époque (l'orthographe de l'époque a été respectée):

« Pendant la dernière guerre il y auoit [avait] un pilote vice-amiral entretenu au port de Brest nommé Jean Lards qui estoit estably dans l'isle d'Oüessant tant pour faire le feu sur la tour que pour obseruer les vaisseaux qui paraissoient et faire les signaux pour en donner connoissance à la coste ; ce pilote etoit chargé de la tour et de tous les ustanciles qui s'y trouvoient, il auoit meme les clefs de la tour ; et a la paix, il les a remis à M. de Boutteville, capitaine de vaisseau, qui etoit alors gouverneur de l'isle d'Oüessant, et il est revenu au port de Brest ; ensuite M. de Bouteville ayant esté depossédé du gouvernement de l'isle d'Oüessant et M. Nizon de la Sauldraye ayant esté nommé audit gouvenrement par Melle de Rieux, ledit seigneur de Bouteville luy a remis les clefs de la tour en sorte que ledit sieur de Nizon en est presentement chargé aussy bien que des ustanciles qui sont dans la tour. »

« Pendant qu'on a allumé le feu de la tour, il y auoit deux matelots de l'isle d'Oüessant pour ayder le pilote a allumer le feu, l'entretenir et a porter en haut les matières pour l'entretien du feu. Le pilote entretenu estoit passé present sur les reueues du port et employé dans les estats de payements pour ses appointements, les deux matelots servant a entretenir le feu de la tour estoit payez sur les rolles des gardiens du port de Brest sur le pié de 15 liures chacun par mois. Il n'y a point eu d'imposition ny d'octroys pour cette dépense, elle a toujours esté pour le compte du Roy. »

« Il y a très longtemps que le feu de la tour n'a esté allumé faute de matieres pour l'entretenir et faute d'argent pour auoir [avoir] les dites matieres. La principalle matiere qu'on employe pour entretenir ce feu est du charbon de terre, on employe quelques bois de corde et quelques fagots pour l'allumer, on consommoit ordinairement par mois pour l'entretien de ce feu 40 à 45 barriques de charbon de terre, une corde et demy de bois, 300 fagots et trois luires [livres] de chandelle dont il faut payer le transport par mer depuis le port de Brest jusqu'à l'isle d'Oüessant et la voiture par terre en charettes dans l'isle depuis le bord de mer jusqu'a la tour. »

« On avoit coutume autrefois d'allumer ce feu depuis le premier octobre jusqu'au dernier de mars, ce qui fait six mois et on ne l'a jamais allumé pendant les six autres mois de l'année. Il y auroit presentement quelques reparations a faire a la tour, particulièrement au grillage de fer sur lequel on estend les matieres qui servent a faire ce feu, ce grillage estant en plusieurs endroits brulé et mangé de rouille en sorte qu'il y a plusieurs barres de fer a changer, ces reparations regardent les fortifications de Brest. »

« Fait à Brest le 25e septembre 1717. Signé : Robert »

Le 22 mars 1720, l'allumage des feux de Saint-Mathieu et d'Ouessant fut autorisé « à partir du mois d'octobre » pour une durée de huit mois. Par lettre datée du 3 juillet 1739, le ministre concède au gouverneur Guy-Nicolas De La Rue neuf cordes de bois à brûler, « l'isle n'en produisant pas ». Le bois à brûler était d'ailleurs fort rare à Brest et dans ses environs, il fallait le faire venir de la forêt du Cranou. On continua à s'y approvisionner en bois jusqu'en 1793. C'est l'amiral Thévenard vers la fin du XVIIIe siècle qui obtint enfin que ces feux soient allumés toute l'année.
En juillet 1756, pour faire face aux menaces ennemies (c'est-à-dire anglaises), deux cents hommes du régiment de Brie, sous les ordres du lieutenant-colonel de Vergon, débarquent dans l'île et logent dans l'ancienne église paroissiale Saint-Paul, désaffectée pour le culte depuis 1754. Le 3 mars 1757, une adjudication portant sur 80 lits destinés à la garnison d'Ouessant est organisée à l'initiative du duc d'Aiguillon, gouverneur de Bretagne.

#### Description de l'économie de l'île auxXVIIesiècleetXVIIIesiècle
Un rapport de 1685 décrit ainsi l'économie de l'île :

« Il y croît du seigle, de l'orge, de l'avoine, des légumes en abondance. Elle a de l'eau douce partout, mais il n'y a ni froment, ni foin, ni bois, ni aucun arbre fruitier de quelque nature qu'ils puissent être. Ce qui n'empêche pas qu'elle soit bien cultivée et qu'il s'y trouve quantité de bétail comme chevaux, vaches, porcs, moutons, et quantité de volaille. (...) [La majeure partie de la population] s'adonne à la culture de la terre, à la nourriture des bestiaux, et à la pêche qui ne fournit guère que pour leur nourriture ; quelques-uns vont chercher des journées à la terre ferme ; fort peu vont au loin, à la mer, n'y ayant aucun commerce dans l'île, et pas un habitant en état de fréter une barque. Il n'y a pour tout métier dans l'île que trois maréchaux, un serrurier, neuf ou dix maçons et quelques tisserands. Ils n'ont ni médecins, ni chirurgiens, ni apothicaires, et ne savent pas ce que c'est non plus que d'avocats ni de procureurs : tous leurs procès sont terminés par le commandant et leur curé, sans qu'ils en appellent jamais ailleurs. Pour les commodités publiques, il y a un cabaret et trois moulins à vent qui ne fournissent pas à moitié : ce qui oblige les particuliers d'en avoir chez eux dont les meules sont faites d'une pierre qui se tire dans l'île, laquelle s'égrène facilement, ce qui rend leur pain, qui n'est autre chose que de la galette cuite sous la cendre, granuleux et fort désagréable à manger. »

Le même rapport indique plus loin :

« Dans toute l'île, il ne s'y trouvera peut-être pas une demi-douzaine de lits. Tous couchent sur la paille ou sur la terre ; à peine ont-ils une méchante couverture et fort peu ou point du tout de meubles ; pas même la vaisselle de terre. (...) Le défaut de bois fait que les habitants ne se chauffent que de mottes de terre pellées et séchées au soleil, et de chaumes ou meules. »

Un autre rapport daté de 1759 décrit lui aussi les conséquences de la pénurie de bois dans l'île (le manque de bois expliquerait aussi pour partie la réputation de pilleurs d'épaves des Ouessantins, le seul bois disponible étant celui apporté par la mer):

« Il n'y a aucune espèce de bois, le peuple ne se chauffant qu'avec le goémon, herbe marine que l'on coupe sur le rocher à marée basse et que l'on fait sécher au soleil, des mottes de terre et de la bouse de vache qu'il pétrit avec de la paille, dont il fait aussi de petits tourteaux qu'il fait aussi sécher au soleil. Il se sert de ces mottes de terre enflammées pour faire cuire son pain. »

L'économie de l'île s'améliore toutefois lentement : en 1759, l'île dispose de quatre barques de 30 à 40 tonneaux et de 18 barques jaugeant chacune moins de 10 tonneaux. Les habitants transportent de l'orge vers le continent et y vendent de 50 à 60 vaches et de 700 à 800 moutons chaque année. Il y a alors quatre grands moulins dans l'île et 32 petits. Un autre rapport de 1776 indique que le surplus de froment, seigle et orge produit dans l'île est porté au marché du Conquet. Toutefois, l'abri du port de Porspaul est si précaire que « pendant l'hiver il n'y reste aucun bâtiment, les bateaux même ne peuvent s'y tenir et la communication avec le continent est absolument interrompue ».

#### L'annexion par le Roi en 1764
Selon un mémoire écrit en 1763 par Louis-Auguste de Rieux, dernier marquis d'Ouessant, juste avant la vente de l'île au Roi :

« À l'égard du revenu, comme cette terre est depuis longtemps négligée, et que le gouverneur s'en est rendu le maître absolu, on s'en est rapporté toujours à son administration et il en rend tous les ans 800 livres net ; mais il faut convenir que vu la bonté du terrain et des herbages, cette isle entre les mains d'un homme intelligent et fidèle devrait produire plus de 4 000 livres au propriétaire. Les terres y sont très bien cultivées ; il y a une race de petits chevaux fort singuliers et fort beaux. On pourrait en faire le commerce, ainsi que des moutons qui y réussissent très bien. Le principal commerce de l'isle est la pêche à la sardine. »

Antoine Thévenard, dans son Mémoire sur la Marine, ajoute que « les États de Bretagne y avaient entretenu un étalon pour réformer l'espèce en la rendant de plus grande taille et plus vigoureuse ; mais cette tentative fit dégénérer l'espèce ». Le comte de Roquefeuil, alors commandant de la Marine et du port de Brest, écrit le 17 septembre 1764 : « Ouessant s'est trouvé autrefois entrepôt d'un petit commerce, qui s'est peut-être abandonné, faute d'un abri suffisant » et il demandait la construction d'une jetée.
Dirigés par Jacques-Yves Le Coat de Saint-Haouen, procureur du Roi de la prévôté de la marine à Brest, les représentants du Roi, qui venait d'en faire l'acquisition, prirent en son nom possession de l'île en septembre 1764. Ils embarquèrent à la cale du rocher au sel, située dans l'actuel arsenal de Brest, le 7 septembre 1764, à 7 heures du matin, dans le bateau du nommé Pierre Malgorn, maître du bateau de la dite île, armé de quatre hommes d'équipage, « pour y mettre et introduire le Roi en la possession réelle, actuelle et corporelle de la dite île, consistant en un château, maison et manoir seigneurial avec les bâtiments en dépendant, avec haute, moyenne et basse justice, s'étendant sur les paroisses de Notre-Dame et de Saint-Paul, en cens, rentes, chefs-rentes et autres redevances, tant en deniers, grains, qu'autres espèces et droits seigneuriaux et féodaux et honorifiques ; ensemble avec tous les autres droits, franchises, privilèges, prérogatives, prééminences et immunités de la dite île d'Ouessant, tant que les ancêtres du dit et de dame comte et comtesse de Rieux en ont pu jouir, sans du tout, circonstances et dépendances, rien retenir ni réserver ». Après avoir passé la nuit près du château de Bertheaume, les délégués parvinrent à Ouessant « à un endroit nommé Ru-Glas, distant du bourg de trois grands quarts de lieue » le soir suivant et, le 9 septembre, se firent reconnaître du gouverneur Gouzillon et la population en fut informée, « tant en langage français qu'en breton, à la fin du prône de la grand-messe » célébrée à la chapelle Notre-Dame-du-Rosaire car « l'église Saint-Paul avait été convertie en caserne pendant la dernière guerre » et était alors totalement délabrée « sans autre marque d'église que l'édifice ».
Le 10 septembre, les délégués se rendirent au manoir et maison seigneuriale. « Au coin du nord de la dite maison, il y a un pilier planté avec un carquan pour marque de justice et de police qui doit s'exercer dans l'île ». Ils allèrent ensuite à Pen-ar-Lan, « distant du bourg de trois-quarts de lieue » voir les vestiges de l'ancien château du seigneur comte de Rieux, dont les pierres auraient servi, vers 1520 pour reconstruire le château de Trémazan à Landunvez, ce qui est douteux car le transport des pierres sur le continent semble bien problématique et de plus, en 1520, la famille de Rieux n'était pas encore propriétaire d'Ouessant. L'amiral Antoine Thévenard écrit en 1772 dans ses Mémoires sur la Marine. Remarques sur la Rade de Brest :

« J'aperçus les vestiges raz terre, et quelquefois au-dessus de 12 à 20 pouces, d'un édifice considérable, dont la tradition presque éteinte chez les insulaires actuels dit que ce sont les fondements d'un temple de payens. (...) J'appris par les plus anciens de ces habitants (...) que les matériaux du monument dont je voyais les traces avaient servi aux seigneurs de Rieux (...) pour y bâtir un château-fort il y a plusieurs siècles. »

Selon une lettre de l'administrateur du Conquet datée du 21 mars 1822, « le château de Pen-ar-Lan, dénommé aussi Ar C'hastel Coz, dont il reste à peine quelques vestiges, avait été vendu, ainsi que ses dépendances, à un habitant de l'île », la famille Berthelé, comme bien national, pendant la Révolution française.

#### La pauvreté à Ouessant dans la seconde moitié duXVIIIesiècle
Dans le cadre de l'Enquête sur la mendicité dans le Léon organisée par Jean-François de la Marche en 1774, le curé d'Ouessant écrit :

« Il y a 152 pauvres mendiants sur l'isle, mais le nombre des pauvres honteux plus dignes ici d'aumône que partout ailleurs est d'environ 300 qui ensemble composent un bon quart de la paroisse vis-à-vis des habitants aisés, si tant est qu'on puisse appeler aisés des gens qui ne peuvent se nourrir que de pain d'orge cuit sur le foyer dans la cendre de mottes brûlées, qui n'ont d'autre chose pour faire chauffer leur soupe que du fumier détrempé seché au soleil ou du goesmon sec, au défaut de toute espèce de bois. (...) La source de la mendicité vient de la situation même du pays qui ne permet aucun commerce de lucre avec le continent. D'ailleurs l'isle ne produit presque autre chose que du bled, mais nécessaire à nourrir ses habitants. Il y a il est vrai des moutons mais dont les échapés font tous les ans plus de dégât dans les semences, qu'ils ne valent tous à la fois. (...) Il y a à Ouessant une espèce de mendiants qui sont véritablement dignes d'aumônes. Ce sont les veuves et on en compte 106 qui ont perdu leurs maris sur les vaisseaux au service de S. M. [Sa Majesté] sur les vaisseaux. (...) Il n'y a ni hopital ni aucun fond certain pour les pauvres à Ouessant. »

Un mémoire de l'évêché de Léon daté des environs de 1785 apporte d'autres précisions :

« Si le peuple de Ouessant était instruit et discipliné, s'il était dans une position moins misérable, il pourrait seul défendre l'isle ; mais en perdant sa première innocence qui était sans doute la conséquence d'un travail assidu, il est devenu paresseux, insubordonné et vicieux, écarté du continent, sans loi et sans exécuteur de la loi, il vit dans une anarchie cruele qui operera sa perte. »

L'auteur de ce Mémoire précise par ailleurs que l'île, peuplée alors d'environ 1 500 habitants, possède 6 000 moutons « dont le grand nombre nuit à l'agriculture » même s'ils sont « au piquet pendant que les blés sont en terre », mais « il est impossible de leur persuader de clore les terres. » et critique violemment les « gens à gages », les « commis » envoyés dans l'île depuis qu'elle est passée sous administration royale (« l'interest, l'avidité des traitants a introduit la méfiance ») et qui « ont apporté avec eux les vices de leur état et ceux de la terre ferme ». L'auteur se plaint aussi que les insulaires soient « assujettis nouvellement (…) aux droits de port et havre ; il n'en sort point un bateau chargé des denrées de l'isle de quelqu'espèce qu'elles soient, qui ne paye une somme avant de partir et une autre en arrivant à Brest ».
Les traditions communautaires persistaient, l'île entière ne formant qu'une seule famille qui possédait et cultivait en commun la terre : « Chaque habitant pouvait faire tuer le mouton qui lui convenait le plus ; il lui suffisait d'en informer le propriétaire, soit en exposant la peau de la bête sur le mur du cimetière avec l'indication de sa provenance, soit autrement, et de lui payer la valeur de la bête ».

#### Ouessant sous l'administration royale
Les Ouessantins espéraient que malgré le passage de leur île sous administration royale, ils conserveraient les privilèges divers (ils étaient par exemple « exempts de toutes les formalités de la justice ordinaire, attendu leur position et les embarras qu'ils auraient pour recourir à la juridiction de Brest ») dont ils bénéficiaient depuis un temps immémorial (exemption des frais de justice, exemption des droits sur les vins et eaux-de-vie, etc.) et en firent la demande au duc de Choiseul dans une lettre que celui-ci reçut le 17 décembre 1764. Ils renouvelèrent leurs doléances en 1775 dans une lettre adressée à l'intendant de la Marine à Brest se plaignant de l'état d'abandon dans lequel ils se trouvaient. Lantier de Villeblanche, commissaire de la Marine à Brest fut envoyé sur place et écrivit dans son rapport :

« Plusieurs autres particuliers s'attribuent d'autres droits seigneuriaux qu'ils perçoivent en nature comme blé, volailles, grains de diverses espèces, etc. Les habitants d'Ouessant supplient instamment M. L'Intendant qui, comme représentant du seigneur de l'île, est leur protecteur naturel, de bien vouloir leur accorder ses bontés pour qu'ils puissent connaître quels sont ceux de ces droits qui sont réellement exigibles d'eux. La plupart de ces droits sont regardés comme des vexations par les insulaires, et cette opinion est extrêmement préjudiciable à l'industrie des cultivateurs qui tremblent au seul nom d'huissier (...) évitant d'augmenter leurs cultures dans la crainte de nouveaux droits dont ils sont persuadés qu'on les accablerait. »

Le 19 novembre 1777, le comte d'Orvilliers, alors commandant de la Marine à Brest, insiste, dans une lettre adressée au Secrétaire d'État à la Marine Antoine de Sartine sur « la nécessité de rendre aux habitants les anciens privilèges dont ils jouissaient lorsque Messieurs de Rieux en étaient les seigneurs et qu'ils ont perdu depuis que le roi en acquit la seigneurie », demandant que les nouveaux droits introduits par l'Amirauté soient supprimés. Mais les Ouessantins n'obtinrent jamais aucun allègement à leurs charges. Le comte d'Orvilliers précise par ailleurs dans la même lettre qu'il pense que « les ennemis n'auront jamais l'idée d'attaquer Ouessant ».
Le gouverneur d'Ouessant lui-même, Kermeno de Gouzillon, se plaint dans une lettre du 15 septembre 1766 de la médiocrité de ses émoluments, insistant pour que l'on fixât de manière définitive le traitement dont il devait jouir en sa qualité de gouverneur. Ce dernier avait le droit d'acheter chaque semaine un mouton qu'il payait « 40 sols plus 5 sols pour le tuer ; il avait aussi le droit d'une poule par jour en la payant 5 sols ». Le gouverneur avait deux hommes d'ordonnance chez lui, pris parmi les insulaires : « il les employait à des occupations de service, et aussi quelquefois à la pêche, en leur accordant moitié de son produit. Il avait un canot armé par les gens de l'île. Il ne les payait que pour les traversées du continent : 10 livres en été, 15 livres en hiver ». Depuis le 3 juillet 1739, l'intendant de Brest accordait aussi neuf cordes de bois par an au gouverneur, qui avait aussi un banc de distinction dans l'église paroissiale et un autre pour ses domestiques. Il percevait aussi l'impôt sur le tabac « qui lui vaut 400 livres » par an, payées par la "ferme des tabacs de Brest". L'intendant de Brest, dans une lettre écrite au Secrétaire d'État à la Marine le 3 mars 1775 juge fort déplacées les demandes réitérées du gouverneur, qui apparemment n'obtint pas satisfaction.
L'administration de la Marine et celle de la Guerre se disputent le contrôle cde l'île : un arrêt du Conseil d'État en date du 4 février 1764 maintient l'île dans le "district particulier du commandant de la place de Brest" ; ce n'est que quelques années plus tard que le département de la Guerre consentit à laisser à la Marine la paisible jouissance de l'île, mais pour en reprendre la mainmise en 1776 malgré les vives protestations de la Marine.
Le 22 janvier 1783, les États de Bretagne accordent aux Ouessantins « l'exemption des droits pour 40 barriques de vin et trois pipes d'eau de vie, qu'autant que la distribution en sera faite conformément à un règlement qui sera arrêté de concert par l'Évêque diocésain, le gouverneur et le corps politique de la dite isle » ; l'évêque de Léon, Jean-François de La Marche, édicte alors un règlement très détaillé des modalités de distribution dont l'intégralité est retranscrite sur un site Internet.
Pendant la guerre d'indépendance américaine, le navire corsaire de Saint-Malo Duchesse-de-Polignac s'empare, à 25 lieues au nord d'Ouessant, du navire anglais Mullit-Hole le 14 mars 1781 et en novembre 1781 les navires corsaires français le Bougainville et le Tartare s'emparent du navire anglais Palais à 17 lieues dans le nord d'Ouessant. Le 26 février 1782, le navire anglais Carteron, pris par le navire corsaire Madame, coule lourdement chargé, juste au sud de l'île d'Ouessant.
Édouard Corbière, dans Les pilotes de l'Iroise : roman maritime, publié en 1832, écrit :

« Vers la fin de la paix de 1783, c'était une bien bonne île qu'Ouessant, pour ceux qui l'habitaient, et qui ne connaissaient qu'elle. Le tabac et le rum [rhum] y parvenaient en franchise, avantage dont ne jouissaient pas, à coup sûr, les fumeurs et les buveurs du continent. Aussi il fallait voir avec quelle luxueuse prodigalité les heureux insulaires consommaient les denrées qu'ils se procuraient à bas prix ! Lorsque les pêcheurs de sardines de la côte voisine abordaient les bateaux d'Ouessant, que de pipes se chargeaient ! Combien de gorgées de rum [rhum] se flûtaient entre les marins de Camaret ou de Douarnenez, et ceux de l'île privilégiée ! »

Dans le même roman, Édouard Corbière raconte aussi comment les marins d'Ouessant faisaient de la contrebande en profitant de leurs exonérations de taxes, mouillant par exemple clandestinement des barils d'alcool près des côtes anglaises du côté de Plymouth, récupérées ensuite discrètement par les pêcheurs anglais.

#### Les batailles d'Ouessant
De nombreux combats maritimes se sont déroulés dans les parages d'Ouessant. Par exemple le 10 août 1512 La Cordelière, dirigée par Hervé de Portzmoguer, dit Primauguet, combat le navire anglais Regent entre Ouessant et la Pointe Saint-Mathieu : les deux navires coulèrent.

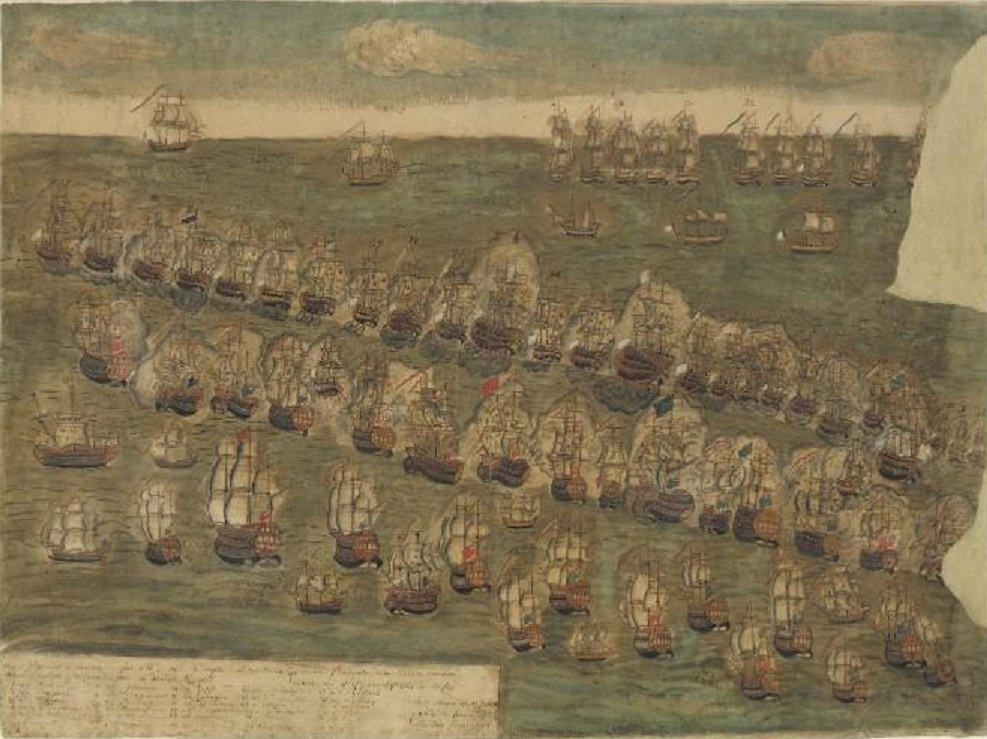
Combat naval d'Ouessant (probablement celui de 1781).

La première Première bataille d'Ouessant a lieu le 27 juillet 1778, à 100 milles marins à l'ouest de l'île d'Ouessant, au cours de la Guerre d'indépendance des États-Unis.
Le 6 octobre 1779, le lieutenant de vaisseau Du Couëdic de Kergoualer livra, au large d'Ouessant, un combat difficile, réussissant à bord de sa frégate La Surveillante, à mettre hors de combat la frégate anglaise HMS Quebec, commandée par le capitaine George Farmer. Le combat est extraordinairement vif et sanglant entre ces deux marins, également jaloux de défendre l'honneur de leur pavillon. Tous deux déployèrent un courage indomptable. Le combat dura trois heures et demie. Agathon Marie René de La Bintinaye, son lieutenant, tenta vainement l'abordage. Le Québec sauta avec son capitaine, qui ne voulut jamais quitter le bâtiment que lui avait confié son souverain. Quarante-trois combattants du Québec sont sauvés par les Français. La Surveillante, totalement désemparée et rasée comme un ponton, rentre à Brest, rapportant son capitaine grièvement blessé. Le bâtiment, entièrement démâté, est remorqué par L'Expédition qui avait également pris part au combat et qui était commandée par le chevalier Alexandre-Amable de Roquefeuil. Louis XVI, en considération des blessures que du Couëdic avait reçues, et de la conduite pleine de valeur et d'intrépidité qu'il avait tenue dans cette affaire, l'éleva le 20 octobre au grade de capitaine de vaisseau ; mais ce marin ne jouit pas longtemps de sa gloire et des récompenses de son souverain, il meurt de ses blessures peu de jours après.
La Deuxième bataille d'Ouessant eut lieu au cours de la même guerre, le 12 décembre 1781 à environ 50 lieues au sud d'Ouessant, et fut un affrontement entre la flotte française d'escorte d'un convoi, dirigée par l'amiral de Guichen et une escadre britannique commandée par l'amiral Richard Kempenfelt.
La Troisième bataille d'Ouessant eut lieu du 28 mai au 1er juin 1794, à 400 milles marins de l'île, et est aussi appelée la Glorieuse bataille du 1er juin par les Britanniques et bataille du 13 prairial an II par les Français. Dans cette bataille sombra le vaisseau le Vengeur du Peuple qui faisait partie de l'escadre de l'amiral Villaret-Joyeuse.
Le nom de bataille d'Ouessant est aussi donné à un engagement durant la Seconde Guerre mondiale, le 9 juin 1944, entre des destroyers britanniques, canadiens et polonais de la 10e flottille et deux destroyers allemands de la 8e flottille et qui fut gagné par les Alliés

### Pendant laRévolution française
Michel Bon et Martin Bertélé sont les deux députés de l'île d'Ouessant qui participent à l'assemblée générale du Tiers état de la sénéchaussée de Brest les 7 et 8 avril 1789 et participent à la rédaction du cahier de doléances de la sénéchaussée en date du 8 avril 1789 dont l'article 2 est ainsi rédigé :

« On demandera l'affranchissement absolu de tous devoirs et impositions, sous telle dénomination que ce soit, sur toutes les boissons et liqueurs qui se consomment dans les îles de Molène et Ouessant, par les habitants. »

Le 2 septembre 1789, l'intendant de Brest écrit à son ministre : « D'après les rapports qui me sont parvenus que l'île d'Ouessant commence à se ressentir des mouvements qui ont lieu dans presque tout le royaume, j'ai cru, Monseigneur qu'il était nécessaire que M. de Montbrun, qui en a été nommé gouverneur, fit une apparition pour s'y établir, afin d'y assurer l'ordre et la tranquillité ». Guénolé-Marie de Montbrun, qui avait été nommé gouverneur d'Ouessant le 25 janvier 1789 n'avait pas rejoint son poste.
Le 15 juin 1790, l'intendant de Brest écrit, toujours à son ministre : « J'ai l'honneur de vous faire part, Monseigneur, que l'île d'Ouessant même se ressent un peu de la fermentation des esprits qui règne sur notre continent ». Gaspard Monge, ministre de la Marine, décida enfin le 22 août 1792 : « M. du Laurens de Montbrun, absent de Ouessant sans permission, est censé avoir donné sa démission ».
Le 20 mai 1790 est créé le canton du Conquet qui comprenait Plougonvelin (Saint-Mathieu inclus), Le Conquet, Trébabu, Molène et Ouessant ; il fut supprimé en l'an VIII).
Jacques Cambry dans Voyage dans le Finistère, après avoir écrit que la population de l'île est alors de 1400 à 1500 personnes, décrit ainsi Ouessant vers 1794 :

« L'imagination a tellement embelli le portait de cette île, qu'on la croirait un paradis terrestre : on y vit comme dans l'âge d'or ; les propriétés y sont si respectées qu'une bourse trouvée se dépose dans le cimetière, sans qu'on touche à l'argent quelle contient ; la charité, l'égalité, l'amour, y sont les bases de la société. (...) Les contestations sont réglées par un sage qui prêche la paix, le travail, toutes les vertus, et dont l'empire est celui d'un bon père au sein de sa douce famille. (...) La sobriété, la modération, y sont le fruit de la misère ; les portes des maisons y sont sans clefs, ouvertes à tout le monde, parce que leur intérieur n'offre rien à l'avidité, à la cupidité des hommes ; parce que l'objet enlevé ne pourroit être employé, vendu, sans qu'on en connût le voleur. (...) L'habitant de l'île d'Ouessant cultive quelques champs, nourrit des troupeaux de moutons ; il porte à Brest les produits de sa pêche, il en rapporte les ustensiles dont il a besoin ; il aime peu le séjour de la grande terre, ne s'allie guère avec des étrangers ; (...) les classes, les levées d'hommes exercées par la marine, sont le seul tourment qu'il éprouve. Les femmes y labourent la terre (...) Les moutons y paissent en commun ; chaque propriétaire reconnoît les siens à sa marque, connue de tout le monde. On les sépare pour la tonte. (...) C'est avec du goesmon et de la fiente de vache qu'on cuit le pain dans l'île d'Ouessant ; on chauffe l'âtre, on y met la pâte qu'on recouvre de cendre chaude : la cuisson s'opère très-bien. On ne payoit dans l'île aucun droit sur le vin. »

Jacques Cambry écrit aussi que les Ouessantins auraient chassé dans un premier temps leur curé réfractaire et, par la suite, les deux prêtres assermentés.
Yves Laot, nommé curé d'Ouessant le 27 octobre 1783, a lui-même écrit en 1801 :

« Ayant refusé dans le mois de février [1791] de prêter le serment de fidélité prescrit par la ci-devant Constitution civile du clergé, je fus, par la suite de ce refus de serment, arrêté et conduit à la maison d'arrêt dite des Carmes à Brest le 16 juillet dit an mil sept cent quatre-vingt-onze. »

Yves Laot précise ensuite qu'il fut libéré de prison le 27 septembre 1791, qu'il se réfugia alors dans sa paroisse natale de Plouguerneau et qu'il est revenu à la demande des Ouessantins dans l'île le 21 novembre 1800. Le nom de deux prêtres assermentés « nommés d'office » en 1791 et 1792 est connu : Picot et Le Guellec.

### LeXIXesiècle

#### La tradition de la contrebande
Les privilèges fiscaux attribués aux insulaires et la tradition maritime des Ouessantais expliquent l'importance traditionnelle de la contrebande, en particulier avec les Îles britanniques (les contrebandiers étaient appelés les "smogleurs", par déformation du mot anglais smuggler, qui signifie "contrebandier") en raison de la situation géographique de l'île. L'exemple le plus connu est celui de Les Cinq Sœurs :

« Le 2 août 1818, le sloop Les Cinq Sœurs, qui appartient à Bienaimé Labbé Blanchard, du Conquet, vient mouiller dans le port de Porspaul. Habituellement, il navigue entre les îles et le continent avec comme fret principal les cendres provenant de la combustion du goémon dans les îles de l'archipel de Molène ou Ouessant ; mais cette fois-ci ce bateau est allé charger clandestinement à Guernesey du tabac et des marchandises diverses, que l'équipage débarque nuitamment, mais il est surpris par le garde-champêtre. Le propriétaire du bateau, ainsi que Charles Balanger, négociant et ancien maire d'Ouessant, syndic des gens de mer d'Ouessant, furent condamnés par le tribunal de Brest chacun à une amende de 500 francs, le bateau et les marchandises furent confisqués. »

#### La première moitié duXIXesiècle: les moulins de l'île

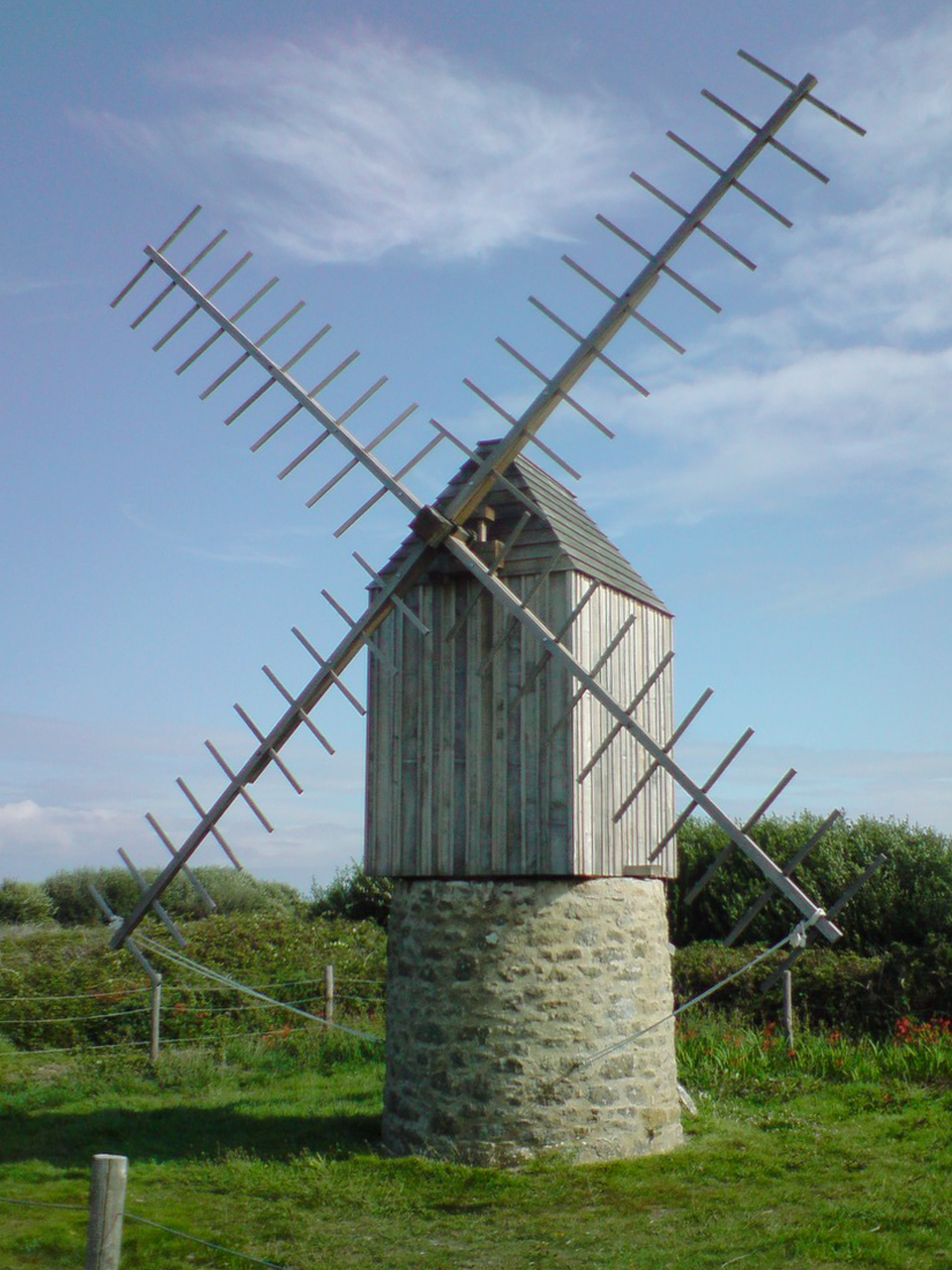
Le moulin de Karaes à Ouessant.

Dans une lettre datée du 21 mars 1822, l'administrateur du Conquet évoque encore les plaintes des Ouessantins à propos des contributions qu'ils doivent payer désormais et qui seraient désormais « d'un tiers plus élevées que ne l'étaient les quatre autres ensemble » (c'est-à-dire les anciens impôts payés sous l'Ancien Régime comme la dîme, le vingtième, l'affouage,...) et qu'« à cette surtaxe, il faut encore ajouter les droits de mutation et d'enregistrement imposés depuis peu ».
Le cadastre de 1844 indique 9 grands moulins dans l'île (mais les traces de 24 moulins à vent ont été identifiées) ; ils ont cessé de fonctionner entre 1850 et 1870 pour la plupart, le dernier en 1918, même s'il a subsisté plus longtemps de nombreux petits moulins familiaux pour moudre l'orge. Paul Gruyer, qui a visité l'île en 1898, écrit : « Une quantité de moulins à vent parsèment les champs ; non pas de grands moulins majestueux comme ceux de la Hollande, (…) mais de tout petits, très humbles. Quelques-uns même sont tellement minuscules, qu'à peine un homme peut s'y tenir debout ; un simple emboîtement de roues à engrenage, et une meule de pierre plus ou moins polie, y font une farine très primitive ». Des photographies d'un des moulins de l'île (moulin-pivot, dit aussi moulin chandelier), prises par Thierry Prat, sont consultables, aussi bien des vues extérieures du moulin que des vues de ses mécanismes intérieurs, en particulier de ses engrenages.
Gustave de Penmarch décrit ainsi la moisson faite par les femmes en 1840 : « Armées de leur courte faucille recourbée, elles sciaient les blés dorés, les liaient sur le sillon, et en chargeaient leurs petits chevaux, ardents et sauvages comme elles, mais dont la race commence quelque peu à s'abâtardir ; on les guide, sans mors ni fers, par une simple pince de bois qui leur serre les naseaux ».

#### La lente amélioration des transports et des conditions sanitaires

##### De la voile à la vapeur

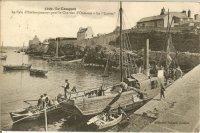
La Louise, premier vapeur ayant assuré la desserte de Molène et d'Ouessant à la fin du XIXe siècle.

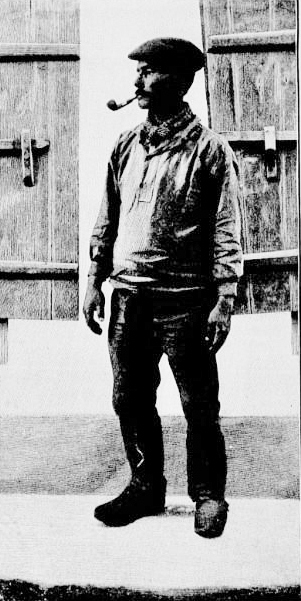
Homme d'Ouessant en 1898 (photo de Paul Gruyer).

Du temps de la marine à voile, des semaines pouvaient s'écouler sans qu'il fut possible de se rendre sur le continent ou d'en revenir. Des travaux importants sont décidés pendant le Second Empire entre 1860 et 1863 : sont alors construits les forts de Locqueltas et de Kernic, l'église paroissiale actuelle, le phare du Creac'h et un nouveau quai au port de Lampaul ; le bourg est aussi réaménagé et une école construite, ainsi qu'un bureau de charité.
En 1840, Gustave de Penmarch, qui, venant d'Argenton en bateau à voile, aborde Ouessant dans la baie du Stiff, écrit : « C'est une enceinte semi-circulaire de falaises granitiques et perpendiculaires [verticales] de quatre-vingts à cent pieds de hauteur. (…) Nous dûmes escalader la falaise en posant alternativement les pieds dans les anneaux d'un énorme câble de fer, établi en permanence dans les anfractuosités du rocher. C'est le seul moyen d'ascension ». Il écrit un peu plus loin : « L'absence d'abris pour les navires y rend le commerce à peu près nul. (…) On y trouve ni huissiers, ni pharmaciens, ni gendarmes, ni médecins. (…) Les relations avec la grande terre, comme ils nomment le continent, se bornent au service de la poste, fait par un bateau de l'administration une fois par semaine? Bon nombre d'Ouessantins, et surtout d'Ouessantines, n'y ont donc jamais été, et ne semblent pas le regretter beaucoup ».
L'amélioration des liaisons avec le continent, nécessaire au développement de l'île, n'intervient qu'en 1880 avec la mise en service du premier « vapeur », la Louise, effectuant une liaison régulière. Auparavant, les liaisons étaient assurées, lorsque les conditions météorologiques le permettaient, par de petits voiliers lourdement chargés. Mais le débarquement à Ouessant reste difficile en raison de la médiocrité du port de Lampaul, comme en témoigne Paul Gruyer lors de son voyage en 1898 : « C'est ici que, régulièrement, on doit aborder, mais le vent ne le permet pas toujours car, sous peine d'être jeté à la côte, le bateau ne peut approcher de terre que du côté opposé à celui qu'il souffle. Si le vent est sud, on abordera donc au Nord de l'île ; de même, et réciproquement, s'il est au Nord, Est ou Ouest. À cet usage, il y a (…) quelques petits mouillages un peu abrités dans des creux de la falaise où, tant bien que mal, on arrive en canot et d'où l'on se hisse à terre comme l'on peut. Parfois il faut plus d'une heure pour réussir à débarquer un seul homme, avec le courrier ; parfois aussi, tout débarquement est impossible à aucun endroit ».
Victor-Eugène Ardouin-Dumazet dans Voyage en France raconte ainsi son voyage sur la Louise pour se rendre à Ouessant vers 1895 :

« La Louise est à l'ancre, loin du quai, on ne peut la gagner qu'en canot ; or, le ressac est fort dur, on danse un peu pour gagner le petit navire, déjà des baigneuses qui abandonnent Le Conquet pour faire le voyage ont pâli. Il y a un peu de tout à bord : habitants de Molène et Ouessant, commerçants de Brest allant prendre part à l'adjudication d'épaves, le commissaire de la marine qui doit procéder à cette vente, un haut fonctionnaire parisien qui, chaque année, va en villégiature à Ouessant où il passe deux mois sans trop s'ennuyer. (...) La Louise court entre les écueils, à droite, à gauche, devant, derrière, ce ne sont que rochers d'un abord hargneux. Quelques-uns dépassent à peine le sommet de la vague ; tout à coup celle-ci se creuse et l'écueil semble grandir. En même temps, le petit vapeur descend, on dirait qu'il est attiré contre le récif, des cris d'effroi se font entendre, mais le flot remonte et de nouveau le rocher ne montre plus que son front rugueux, couronné d'écume. C'est sinistre, terrifiant, mais sublime. (...) L'arrivée de la Louise ne paraît pas émouvoir beaucoup les insulaires ; le syndic des gens de mer et ses marins sont venus chercher le commissaire de la marine ; sauf ces fonctionnaires et la marmaille de Lampaul, le petit môle est désert. (...)[L'auteur visite Ouessant]. La Louise sifflait pour nous appeler ; il a fallu gagner Lampaul pour une navigation qui ne manqua pas de péripéties. (...)La Louise, après avoir doublé Pors Goret, s'était engagée entre les écueils quand sa marche devint saccadée ; nous avions dépassé l'île Bannec (...) quand soudain le frémissement de l'hélice s'arrêta. (...) La machine recommença à fonctionner, mais par à-coup, on put arriver ainsi en vue de Molène et entrer dans le port. Une fois là, impossible de remettre la pression. Un prêtre passager, ancien marin, réussit à calmer l'émoi, il fit mettre la voile, mais le vent manquait ; enfin, tantôt à la voile, tantôt par les quintes de la machine, on put atteindre le chenal de la Helle et le chenal du Four. On apercevait distinctement Le Conquet quand la machine refusa définitivement tout service. Prières et exclamations recommençaient. Heureusement, un souffle léger survint, le courant portait vers la terre ; voici le phare de Kermorvan et la jetée du Conquet. Nous avions trois heures de retard, la nuit tombait, déjà on doutait de notre retour. »

En raison de son isolement, l'île est oubliée des autorités : la première visite d'un préfet du Finistère dans l'île a lieu seulement le 6 août 1879. En 1898, le ministre de la Marine, Édouard Lockroy, qui, de passage à Brest, veut visiter les batteries alors en construction à Ouessant, ne peut débarquer en raison de l'état de la mer, et doit se contenter, en compagnie des journalistes, de faire le tour de l'île!
André Chevrillon a écrit, parlant des transports entre Ouessant et Brest à la fin du XIXe siècle :

« En ce temps-là, il fallait deux jours pour aller de Ouessant à Brest, d'abord par la petite Louise, à travers les dangereux courants du Fromveur, et puis, le lendemain, par le petit coucou jaune qui, du Conquet et Saint-Renan, mettait 8 heures pour arriver, l'après-midi, au Cheval Blanc, dans la vieille rue Algésiras [à Brest]. »

La Louise, mise en service en 1881, dessert Molène et Ouessant deux fois par semaine l'hiver, le mercredi et le samedi, et trois fois par semaine l'été (mardi, jeudi, vendredi) au départ du Conquet et resta en service jusqu'en 1909, année où elle fut remplacée par le Cotentin, puis par le Travailleur. Un retour temporaire à une desserte par voiliers se produisit même pendant la Première Guerre mondiale en 1916, en raison de la hausse du prix du charbon, en dépit des protestations des îliens : le voilier Notre-Dame-de-Lourdes, affecté à ce service, fut victime d'un naufrage, et fut remplacé par un autre sloop, le Reine-de-France. En 1917, un nouveau vapeur postal, l'Île-d'Ouessant, prend son service au départ de Brest, mais talonne une roche en 1924 et coule au large du Conquet, remplacé en 1925 par l'Enez Eussa.
C'est en 1884 que l'île d'Ouessant est reliée télégraphiquement au continent, grâce à un câble venant de l'Aber-Ildut.

##### Des conditions sanitaires restées longtemps très précaires

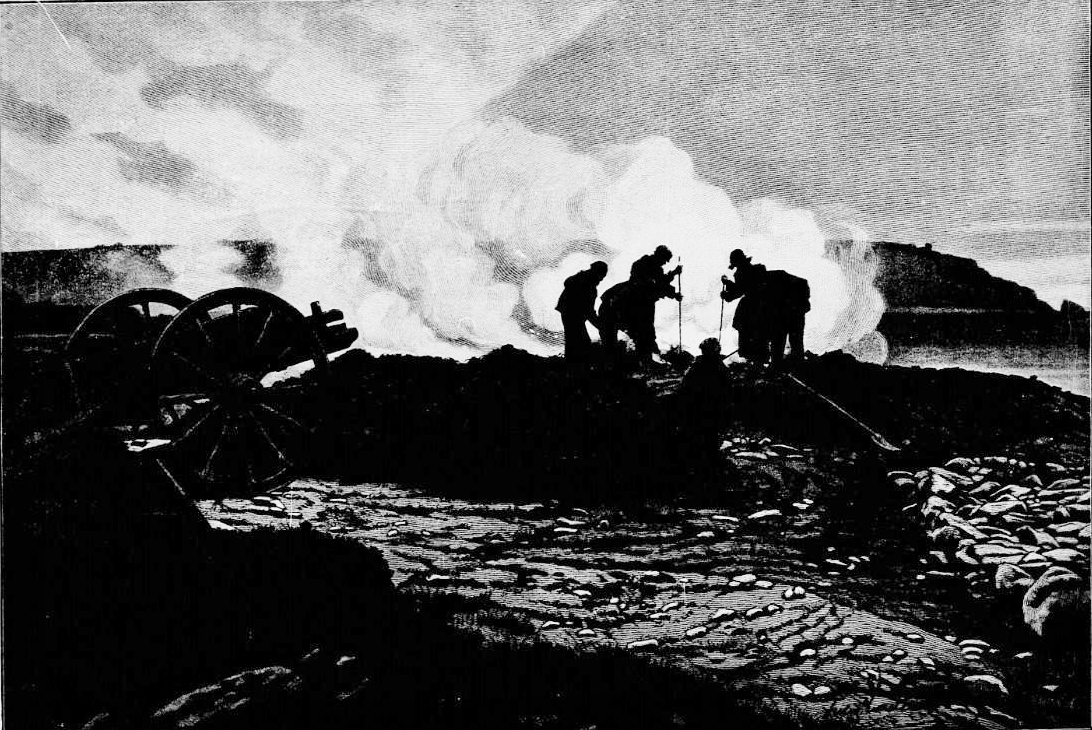
Les brûleurs de goémon à Ouessant en 1898 (dessin de J. Lavée publié dans le livre de Paul Gruyer).

En 1871 un troupeau de 4 500 bovins, destiné à un chimérique ravitaillement de Paris, et parqués à Landerneau, après l'avoir été à Orléans et Laval, sans nourriture, exposé au froid, parqué dans des wagons, est victime du typhus. Les bovins succombent les uns après les autres et 400 soldats sont occupés à enfouir les cadavres. Les 2 000 bovins subsistants sont chargés à bord de deux navires coulés au large d'Ouessant à coups de canons. C'est ainsi qu'on parvint à éteindre ce foyer d'infection.
En 1898, Paul Gruyer, en parlant des Ouessantins, écrit : « Leurs seules ressources sont la pêche, le commerce de leurs moutons et l'incinération du goémon, lequel produit une sorte de charbon d'où l'on tire l'iode et la soude. Lorsqu'ils se livrent à ce travail, à les voir, hommes et femmes, avec leurs fourches et leurs pics de fer retourner le brasier au milieu de nuages de fumée, on dirait des diables dans la fournaise ».
Depuis une date inconnue nettement antérieure à 1865, un médecin de la marine, détaché de Brest, fut affecté au service de la population ouessantine. En 1905 encore, la présence d'un médecin détaché des troupes coloniales est attestée. En 1861, une épidémie de scarlatine, la première connue à Ouessant de mémoire d'homme, fait de nombreux morts ; elle s'accompagne d'une épidémie de diphtérie, raconte Aristide Jacolot, médecin de la marine à Brest et alors envoyé dans l'île où il était le seul médecin. En 1930, l'administration mit fin au détachement d'un médecin de la marine à Ouessant.
La création du bureau de poste d'Ouessant en 1879 améliora nettement le service du courrier et surtout la transmission des mandats expédiés par les marins à leurs familles restées dans l'île.
En juin 1912 encore, une épidémie de scarlatine provoque plusieurs morts à Ouessant. L'île est consignée, momentanément interdite de visites depuis le continent et un second médecin-major est envoyé pour faire face à l'épidémie.

#### La création des écoles d'Ouessant
En 1879, George Vallée écrit :

« Les écoles de l'île sont matériellement bien installées, et comptent de nombreux élèves des deux sexes qui, malheureusement, ne les fréquentent guère que pendant trois ou quatre ans. Elles sont tenues par des Frères et par des Religieuses. Nous avons assisté à la visite des autorités et en sommes sortis attristé : sans vouloir insister sur ce point très délicat, nous avons vu qu'il y avait beaucoup à faire sur le point des méthodes, des ouvrages suivis, d'une sure initiation aux principes féconds de l'instruction française et libérale. (...) L'obstacle est encore dans la difficulté de substituer la langue française au vieux dialecte breton. »

L'école des garçons d'Ouessant fut laïcisée en 1887 (elle n'eut alors que de 12 à 20 élèves, celle des Frères, recréée, en ayant autour de 200) et celle des filles en 1892. « Malgré l'arrêté de laïcisation, les Sœurs ne quitteront pas l'île, elles vont ouvrir une école libre et garderont, bien entendu, tous leurs élèves, mais il paraît que cette laïcisation n'est qu'une vengeance contre les Ouessantins qui, au mois de mars dernier, ont donné une forte majorité à leur député, Maurice d'Hulst » écrit le journal La Croix du 27 septembre 1892. Le Conseil municipal d'Ouessant « désapprouve hautement le Préfet du Finistère, (…) considérant que l'instruction donnée aux garçons était excellente » et le Conseil charge le maire « d'exprimer sa reconnaissance aux Frères des écoles chrétiennes pour l'intelligence, le dévouement et la bonne volonté dont ils ont fait preuve en instruisant les enfants depuis plus de 24 ans ».
Le 28 juin 1888, 150 personnes viennent de Brest par bateau à vapeur pour assister à la bénédiction de la nouvelle école libre des Frères, bâtie à la suite d'une souscription.

#### Des opinions politiques très conservatrices
Les Ouessantins font preuve au XIXe siècle d'opinions très conservatrices, votant constamment pour des candidats de l'ordre établi. Par exemple, lors du plébiscite des 20 et 21 novembre 1852 sur le rétablissement de l'Empire, la totalité des électeurs vote affirmativement. Autre exemple : en 1876, l'amiral Octave Didelot, monarchiste, est élu conseiller général du canton d'Ouessant et il succède à l'amiral Aimé Reynaud, décédé, qui était lui aussi monarchiste. Le 2 septembre 1880, Charles-Émile Freppel, qui vient d'être élu député de la circonscription de Brest, tombe à l'eau à Ouessant alors qu'il rembarquait après avoir visité ses électeurs, mais est repêché par des pêcheurs locaux.
Une polémique éclata en 1883 à Ouessant à propos des conditions de l'élection du comte Charles de Kergariou, maire de Trébabu, candidat légitimiste, comme conseiller général du canton d'Ouessant. Il bat le maire d'Ouessant, candidat républicain, M. Stéphan. Le journal La Lanterne écrit, lui reprochant d'avoir acheté son élection :

« D'une prodigalité tempérée par une économie bien entendue, M. de Kergariou fit ce que ses partisans appellent des sacrifices pour amener à donner aux consommateurs le pain à meilleur marché ; il aida les veuves de quelques pièces de monnaie ; il installa un blessé, à ses frais, dans un hôtel bien en vue. (...) Et maintenant encore, il y a toujours à boire et à manger en certains endroits, gratis et pro Deo, à la disposition de ceux qui sont d'humeur à chanter les louanges de M. le Comte. Ce n'est pas tout. Ce descendant des croisés s'est improvisé marchand de langoustes, et marchand comme il n'y en a guère. (...) Pour le transport de ces crustacés électoraux, le noble négociant a fait, à Camaret, l'acquisition d'une chaloupe et, de plus, il a passé des marchés, pour trois mois seulement. (...) Le candidat a fait apporter dans l'île (...) soixante cordes de bois qui ne seront distribuées que si le vote lui est favorable. (...) Bien que muettes, les bûches ont quelquefois de l'éloquence. Les ménagères de l'île en rêvent. Aussi leurs efforts tendent-ils à faire voter leurs hommes pour elles. »

#### Les difficultés de ravitaillement et la misère à Ouessant dans la seconde moitié duXIXesiècle

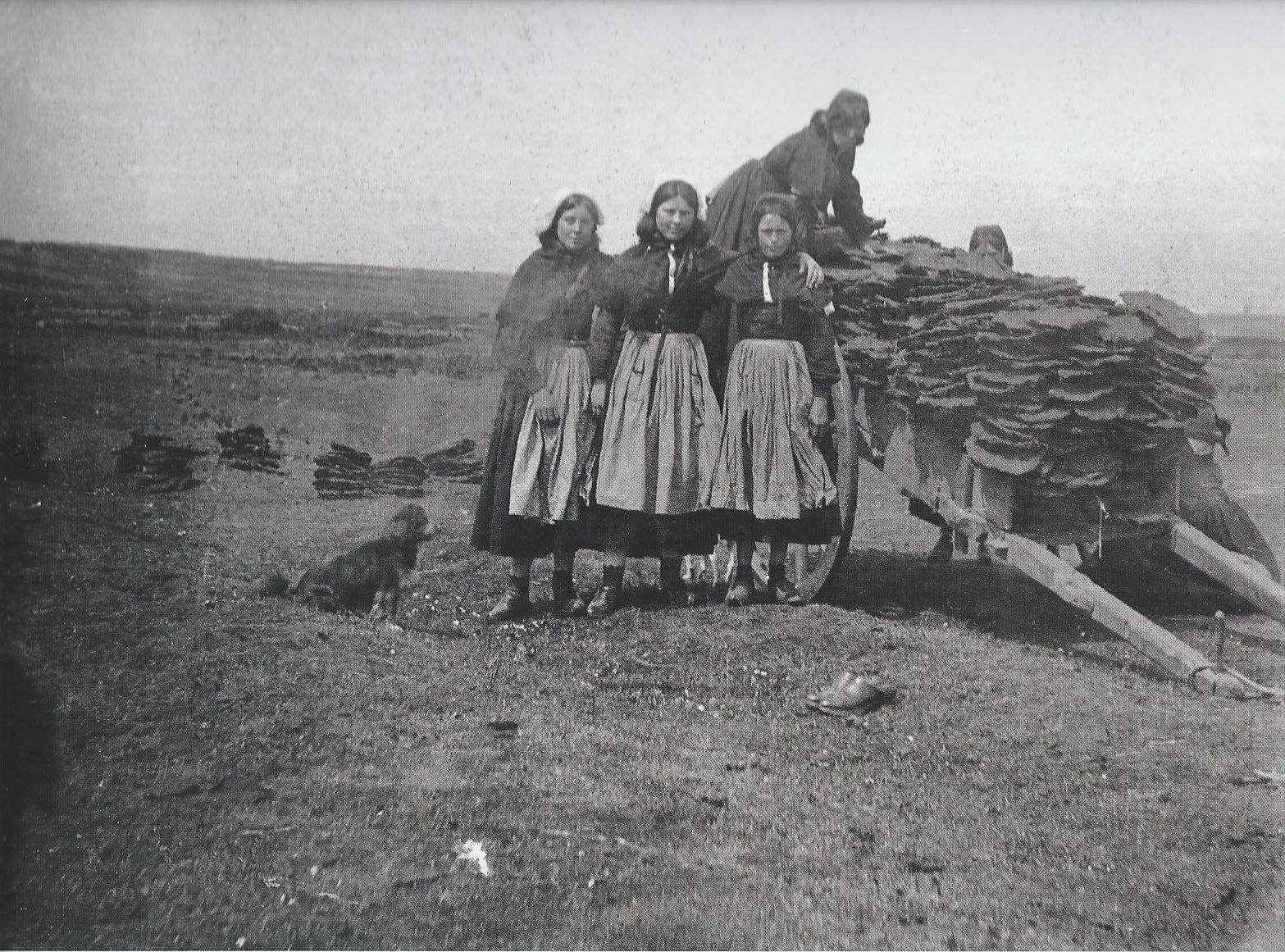
Ramassage de bouses séchées dans la lande par trois jeunes filles à Ouessant (photographie de Charles Grimbert, vers 1900).

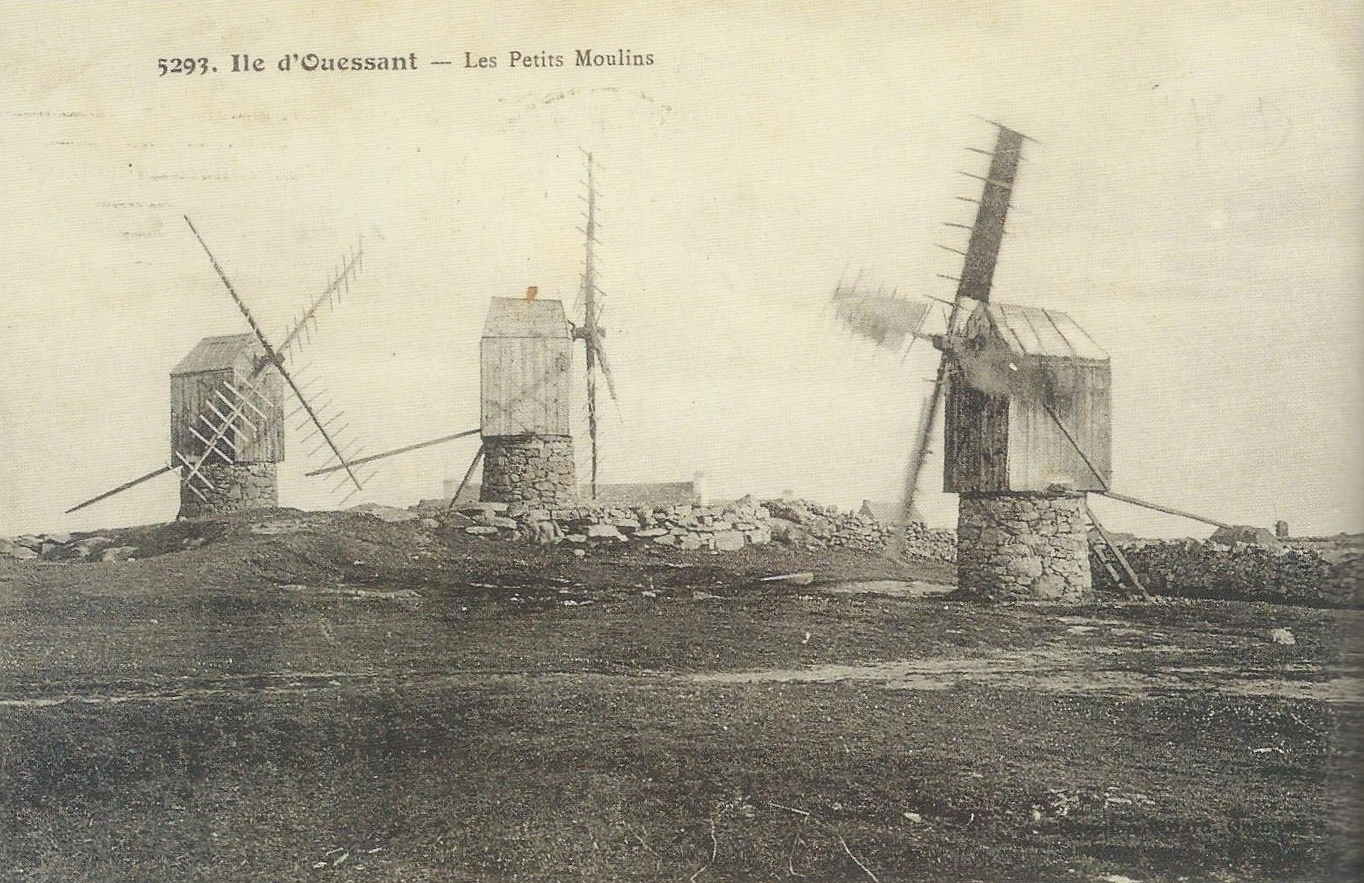
Les petits moulins familiaux traditionnels d'Ouessant (détruits pour la plupart entre 1926 et 1939).

À partir des années 1870, en raison des difficultés pour se procurer de la farine à la suite d'un décret de 1852 interdisant aux barques de pêche de transporter des denrées alimentaires, les insulaires construisent de petits moulins familiaux d'une hauteur de moins de 5 mètres avec des ailes de moins de quatre mètres, ornés à l'avant d'une échelle et à l'arrière d'un lostenn, une perche permettant d'orienter les ailes en fonction de la direction du vent. Ces moulins remplacèrent les anciens moulins seigneuriaux progressivement disparus (trois fonctionnaient encore semble-t-il vers 1900). On compta une soixantaine de ces petits moulins familiaux dans les premières années du XXe siècle. Un seul d'entre eux, le "Gouzoul", subsiste encore désormais.
L'amiral Aristide Vallon, alors député du Finistère, fait la déclaration suivante à la Chambre des députés le 11 avril 1895 :

« Vous ne savez pas que vous avez (...), dans une île, celle d'Ouessant, où il y a 1400 malheureux pêcheurs dont la moitié en ce moment même, meurt de faim, n'a pas de quoi se couvrir, dont les enfants (ils ont de nombreuses familles, de cinq à six enfants), dont les plus jeunes, pieds nus et déguenillés, se disputent, pour se nourrir, les crabes et les coquilles sur le rivage, sans même avoir les moyens de les faire cuire. Je n'exagère rien ; ces gens-là meurent de privations dans ce moment-ci. Plusieurs ont des idées de suicide! »

#### La venue des troupes coloniales et bataillons disciplinaires
En 1898, lors de la crise de Fachoda, 800 ouvriers ou soldats occupèrent l'île pour la protéger d'un éventuel débarquement anglais, remettant en état les vieux fortins construits à l'époque de Louis XIV et construisant le fort Saint-Michel, enterré sous la colline la plus haute de l'île ; une voie ferrée fut même construite pour acheminer les matériaux de construction nécessaires depuis le port de Lampaul.

« Des troupes coloniales s'y installent et sèment le trouble dans la population ouessantine. Des casernes sont construites à la sortie du bourg, des débits de boissons s'ouvrent pour distraire les soldats désœuvrés, des prostituées sont amenées de Brest. La société ouessantine, jusque-là unie dans une vie simple et rude, se trouve soudain confrontée à l'irruption de troupes souvent brutales, noyant leur ennui dans l'alcool, se moquant des traditions religieuses insulaires et fortement intéressés par ces femmes seules, dont les hommes sont en mer. De nombreux incidents, parfois violents, sont rapportés par le maire qui se plaint aux officiers, lesquels accusent la population de manquer de politesse ! Mais tous les militaires ne sont pas des brutes et certaines jeunes filles sont séduites par cette "modernité" qui arrive sur l'île, flirtent avec les soldats et parfois les épousent. »

Des incidents se produisent régulièrement, suscitant de vives protestations des Ouessantins : par exemple, le 14 juillet 1903, des soldats avinés pillent la cantine Gardot, puis envahissent une ferme tenue par Mme Tual et son vieux père Yves Lozach, exigeant de l'argent. Le vieillard fut lardé de coups de baïonnette, puis les agresseurs cassèrent tout dans la ferme, avant de se rendre dans le village commettre d'autres mauvais coups. Le maire de l'île, M. Malgorn, et le curé, M. Salaun, s'accordent pour dire que l'île est traitée en pays conquis par les soldats coloniaux.
D'autres incidents eurent lieu : un viol en novembre 1906, un meurtre en janvier 1909, etc., commis par des soldats coloniaux, contribuant à exaspérer la population ouessantine.
En juin 1911, une compagnie disciplinaire est en plus envoyée à Ouessant, ajoutant aux problèmes précédemment évoqués. Dès leur arrivée, des désordres éclatent dans l'île provoqués par les "disciplinaires". Le conseil municipal d'Ouessant proteste vivement : « La vérité est qu'on ne sait où se débarrasser des "disciplinaires", que tous les départements repoussent par l'intermédiaire de leurs députés. Ouessant, habité presque exclusivement par des femmes, est sans importance électorale. ». Le journal Le Matin du 21 septembre 1911 décrit "Le scandale des disciplinaires à Ouessant", écrivant entre autres :

« Les "disciplinaires" sont conduits de Brest à Ouessant les menottes aux mains en êtres redoutables. Dès l'arrivée, on leur enlève les menottes, et les voici en liberté, ou presque... Leurs méfaits sont déjà sans nombre (...). Or ils sont à peu près libres. Le jour, sous prétexte de vagues corvées, ils errent par tout Ouessant. Le soir, en uniforme, ils traînent dans les débits [de boisson]. »

Le journal Le Gaulois s'indigne :

« On sait ce qui se passe à Ouessant. (...) On a retiré d'Afrique les compagnies de discipline pour les transporter dans l'île, et livré ainsi à des bandes de brigands tout un petit pays exclusivement habité par des familles de marins. Ces marins naviguent au loin, dix à huit mois de l'année, et leurs femmes, leurs enfants, leurs vieux pères et leurs vieilles mères se trouvent par là-même à la merci complète de scélérats. »

André Savignon, dans son roman Filles de la pluie : scènes de la vie ouessantine, qui obtint le prix Goncourt en 1912 met en scène quelques jeunes Ouessantines "perverties" et parfois manipulées par ces militaires "étrangers" à l'île. Ce livre fut fort mal reçu par les insulaires, le maire d'Ouessant intentant même un procès contre l'auteur. Le peintre Jacques Burel, dans son livre Ouessant, vie et tradition d'une île bretonne publié en 1984 écrit, à propos du roman de Savignon : « Le livre avait disparu, les histoires lues à 17 ans s'étaient estompées, mais le souvenir restait des gravures sur bois en noir et blanc qui conféraient à l'œuvre un aspect nocturne. Les filles de la pluie y devenaient un peu celles de la nuit, et mon romantisme adolescent y trouvait matière à rêver. Je me hâte de préciser qu'à Ouessant, Savignon avait mauvaise presse. Le livre eut le Goncourt en 1912, mais en 1945 on lui en voulait encore ».
La compagnie disciplinaire quitta enfin Ouessant en juin 1912, à la suite d'une décision ministérielle d'avril 1912, elle-même due aux multiples protestations suscitées dans l'île. Les troupes coloniales ne partirent qu'en août 1914 en raison du déclenchement de la Première Guerre mondiale.

#### Description d'Ouessant à la fin duXIXesiècle
Victor-Eugène Ardouin-Dumazet a décrit Ouessant qu'il a visité en septembre 1894. De larges extraits de sa description sont consultables sur un site Internet.

### LeXXesiècle

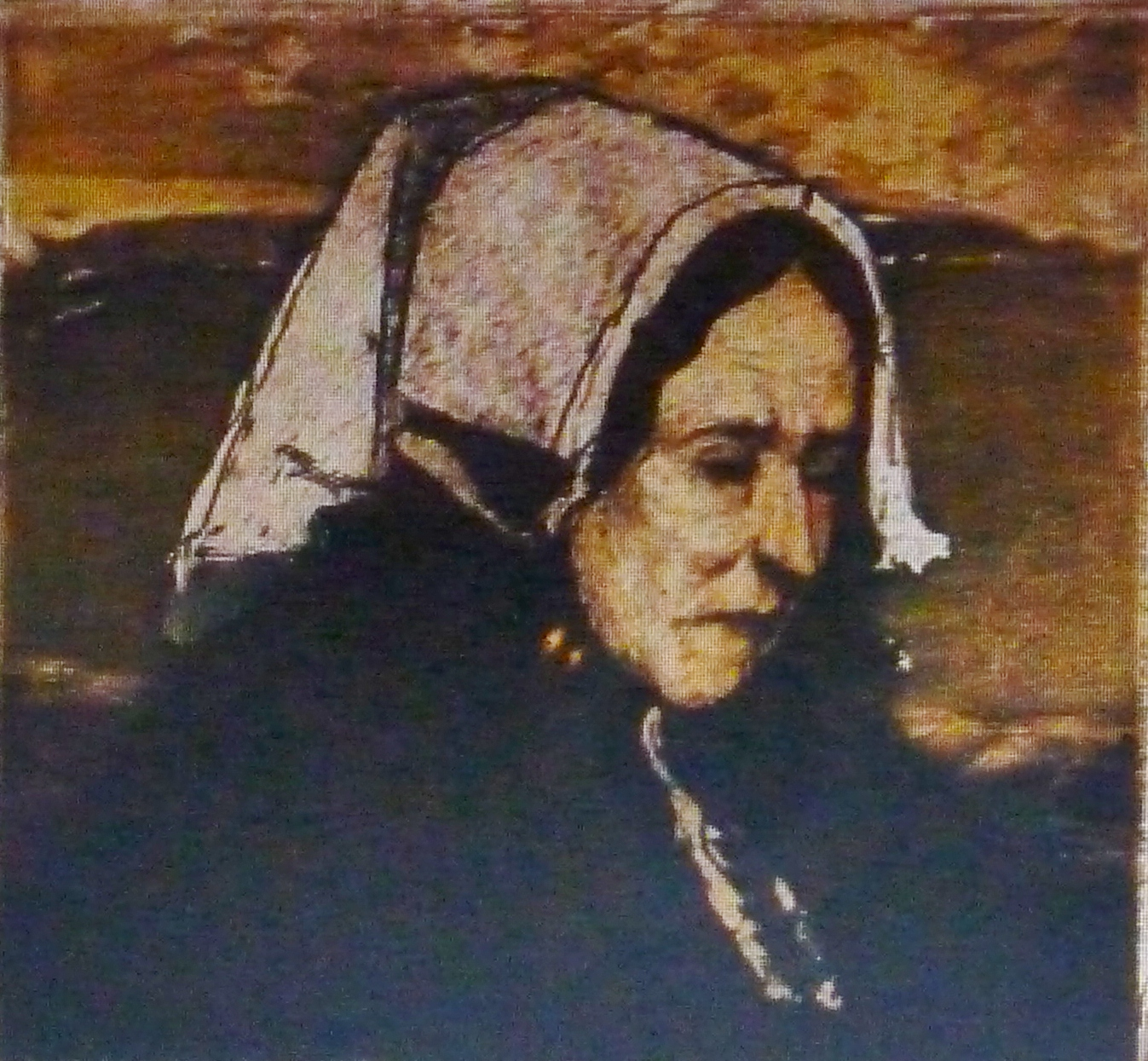
Charles Cottet : Femme d'Ouessant (estampe, entre 1903 et 1911).

#### Avant la Première guerre mondiale
La station radiotélégraphique d'Ouessant, destinée aux échanges de correspondance privée avec les navires en mer, ouvre en 1904.
Un testament de Charles-Eugène Potron daté du 9 janvier 1904 lègue une somme de 400 000 francs pour l'érection d'un phare « dans un des parages dangereux du littoral de l'Atlantique, comme ceux de l'île d'Ouessant ». La décision est alors prise le 18 novembre 1904 par le ministre des travaux publics de construire grâce au legs Potron le phare de la Jument.
L'abbé Salaun, recteur d'Ouessant écrit en 1903 : « Si je prêchais en français à la grand'messe, elle serait désertée par la plupart de mes paroissiens qui ne savent pas deux mots de cette langue ».
En septembre 1903, le commissaire brestois venu pour expulser les Sœurs de la Sagesse en vertu de loi du 1er juillet 1901, qui tenaient une école dans l'île, est accueilli sous les huées des habitants. La querelle des Inventaires a aussi concerné Ouessant : le journal Le Figaro du 8 décembre 1906 écrit :

« Le percepteur du Conquet a essayé d'inventorier l'église de l'île d'Ouessant. Sur la place, des femmes s'étaient rassemblées. Un colloque s'est établi entre le percepteur et le curé, en face de l'église qui était fermée. Le curé a refusé d'ouvrir les portes et a dit qu'il n'obéirait qu'à la force. Le percepteur s'est retiré et est retourné au Conquet. »

Le 11 décembre 1906, il est enfin procédé à l'inventaire :

« Pour la troisième fois, le gouvernement a mobilisé un régiment et des troupes pour aller inventorier l'église d'Ouessant. Comme l'on s'attendait à une réception plutôt fraîche, 3 à 400 hommes d'infanterie coloniale casernés dans l'île avaient été mobilisés pour garder les quais et les rues conduisant à l'église. Dès que le Titan a été aperçu, le tocsin sonne lugubrement. Le sous-préfet de Brest gagne l'église devant laquelle une foule énorme est tenue à distance. Dès qu'apparaissent les autorités, une clameur énorme s'élève : « À bas les francs-maçons ! À bas les voleurs ! ». Le sous-préfet s'avance vers le recteur, M. Salaun, entouré de ses vicaires, et lui demande de faire ouvrir la porte. « Mes paroissiens m'en voudraient de livrer la maison de Dieu ». « Vos paroissiens », réplique le sous-préfet, « ne peuvent vous en vouloir d'obéir à la loi ». « Il y a une loi supérieure à la loi des hommes, c'est la loi de Dieu », conclut le recteur. Il n'y a plus qu'à faire les sommations et procéder à la fracture des portes. Dès que résonnent les premiers coups de hache, il se produit comme une décharge électrique parmi la foule qui pousse une formidable clameur. Bientôt la porte est entièrement hachée ; derrière se trouve un amas de tables, de bancs, de chaises, qu'il faut retirer. Dans l'église, une foule de femmes chantent pendant que s'opère l'inventaire. Il faut enfoncer également la porte de la sacristie et le coffre-fort, dans lequel il n'y a rien d'ailleurs. À 5 heures, tout était terminé. (...) À leur départ d'Ouessant, les commissaires de police et les agents du fisc ont été sifflés. Quand le remorqueur qui les transportait a quitté l'île, plusieurs feux de joie ont été allumés et la population a dansé autour. »

##### Lesfeux de la Saint-Jeanen 1910
Un témoin décrit les feux de la Saint-Jean à Ouessant en 1910 :

« Un grand bûcher pyramidal, composé surtout d'ajoncs, seul bois qui pousse dans l'île, est dressé sur la pointe qui domine le port et qui fait face à la grande mer. À huit heures et demie, le clergé, en habit de chœur, précédé de la croix et accompagné d'un assez grand groupe de fidèles, s'y rand processionnellement en chantant l'hymne de la Saint-Jean. Puis il y met le feu et entonne le Te Deum. En un instant, grâce à une assez forte brise du large, ce n'est qu'un immense brasier d'où jaillissent des milliers de flammèches. Quand la combustion est bien avancée, la procession, notablement diminuée, rentre à l'église et on se disperse. Dans la plupart des hameaux, il y a des feux de proportions plus modestes. Chacun y contribue et apporte, qui des ajoncs, qui des morceaux de bois hors d'usage. Autour de ces feux, tout le quartier se donne rendez-vous. Les grandes personnes devisent entre elles ; les jeunes gens et les enfants s'amusent. Lorsque le feu est un peu tombé, on saute par-dessus. Parfois un maladroit ou un présomptueux manque son élan et tombe dans le brasier, d'où il se retire avec plus de peur que de mal. Je n'ai jamais vu d'accident sérieux. Un autre jeu consiste à soutenir quelqu'un par les aisselles et, par les pieds, à le balancer au-dessus du feu en comptant un, deux,... neuf. Alors on le baisse jusqu'à toucher le brasier, à la grande terreur de ceux qui n'y sont pas habitués. Mais le plus pittoresque de la fête, ce sont les bispoun : on appelle ainsi des torches faites de toile goudronnée, d'étoupe, de cordages effilés, de brai et autres substances inflammables. Ces torches sont solidement fixées au bout d'un bâton. Les enfants et les jeunes gens se poursuivent, vont en courant d'un hameau à l'autre, en faisant tourner ces torches au-dessus de leurs têtes. L'effet est magique. Le même cérémonial et les mêmes amusements se reproduisent le 28 juin,à la veille de la fête de la Saint-Pierre. »

En 1911, Lionel Radiguet, né en 1857 à Landerneau, qui a pris le nom de Lionel O'Dogherty Radiguet, prônant un panceltisme intégral, se prétend "archidruide d'Ouessant" et rêve de créer un "collège des druidesses d'Atlantis".
Émile Vedel publie en 1912 Île d'épouvante, roman dans lequel il décrit l'île d'Ouessant.

#### Entre-deux-guerres
Le Lichen caragheen était récolté dans les premières décennies du XXe siècle : en 1915, Ouessant en produisit 80 tonnes, devancée seulement par Plouguerneau (150 tonnes), Kerlouan et Plouescat (100 tonnes chacun).

##### Stations de sauvetage en mer
La station de sauvetage du Stiff a fonctionné de 1878 à 1953 ; celle de Lampaul fonctionne depuis 1866. Le premier canot de sauvetage à Ouessant est l'Anaïs, une petite baleinière à rames de 9,78 m de long, propulsée par dix avirons, remisée au fond du port de Lampaul et mise à l'eau au moyen d'un chariot. La première maison-abri (13,25 × 6,60 m) construite à Lampaul pouvait contenir ce canot d'une dizaine de mètres.
En 1938, deux nouveaux canots de sauvetage à moteur sont inaugurés : le Amiral Rigault de Genouilly, basé dans le port de Lampaul, et le Ville-de-Paris, basé dans le port du Stiff. Dans son discours, le commandant Cogniet, chef du service de l'inspection de la Société centrale de sauvetage des naufragés, dit que depuis sa fondation en 1886, la station de Lampaul a effectué 86 sorties de sauvetage au cours desquelles 140 personnes ont été sauvées et la station du Stiff, depuis sa fondation en 1884, 41 sorties de sauvetage au cours desquelles 60 personnes ont été sauvées. Il cite ensuite un certain nombre d'exemples de sauvetages (voir la partie ci-dessous consacrée aux « naufrages dans les parages d'Ouessant »).

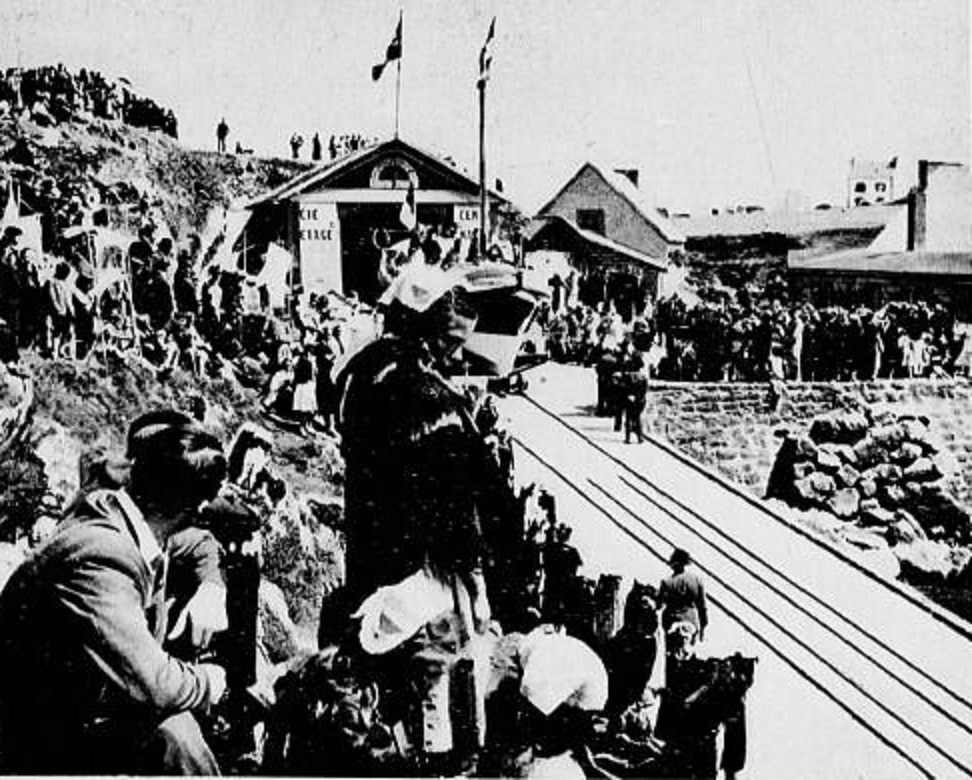
L'inauguration de la station de sauvetage de Lampaul (1938).
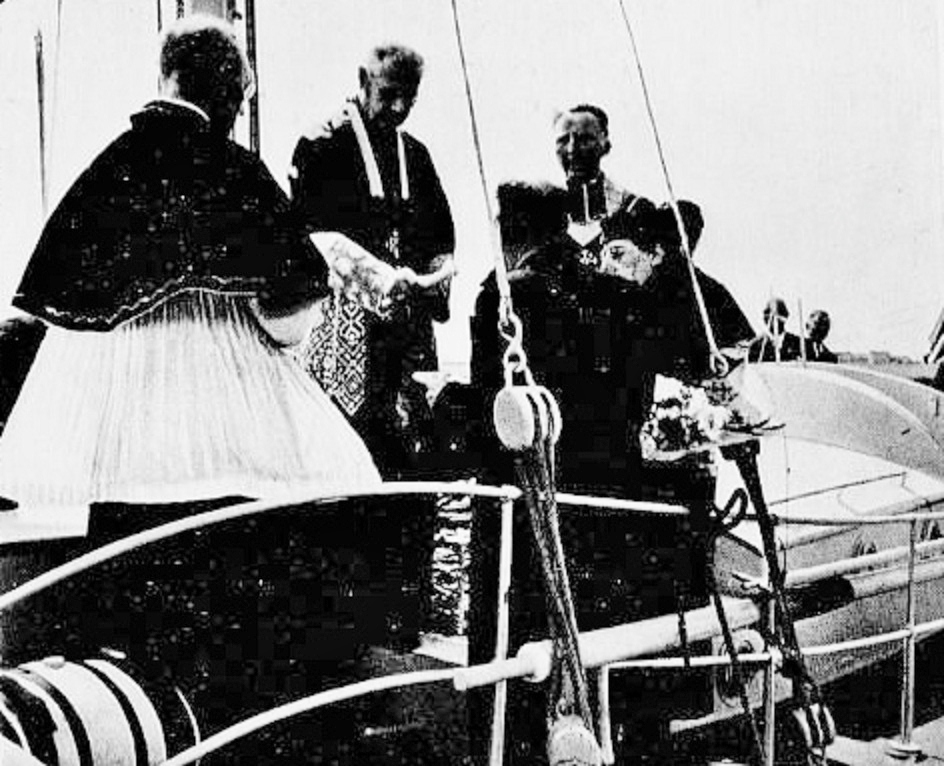
Le baptême du canot de sauvetage Amiral-Rigault-de-Genouilly (1938).
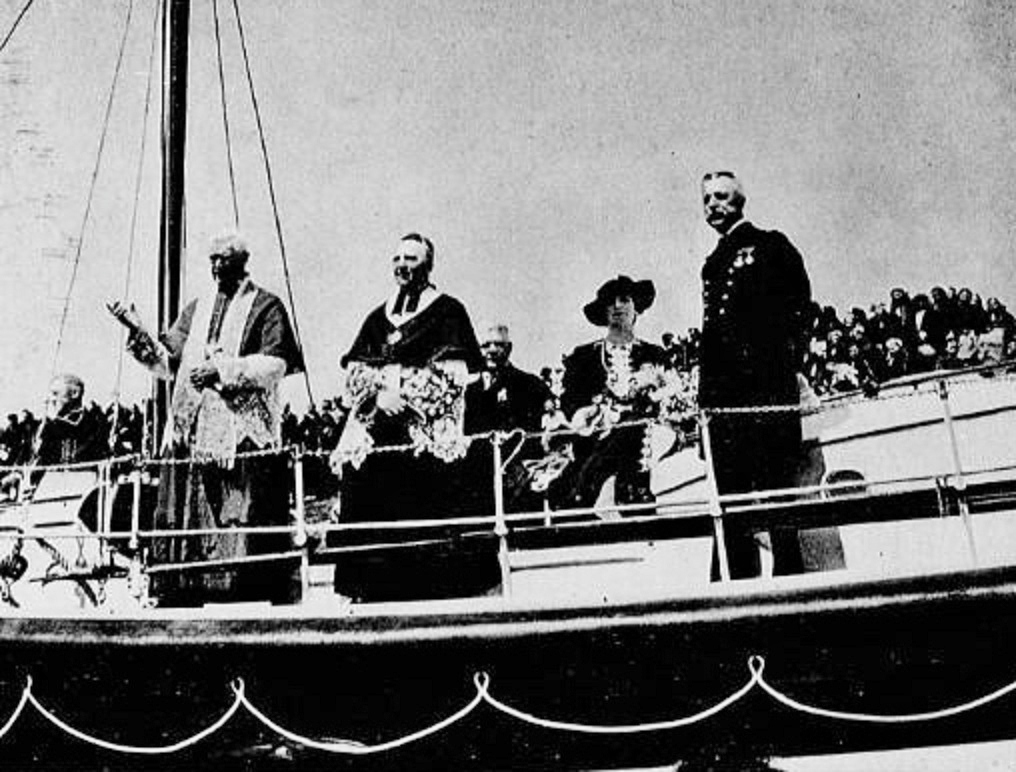
Le baptême du canot de sauvetage Ville-de-Paris (1938).
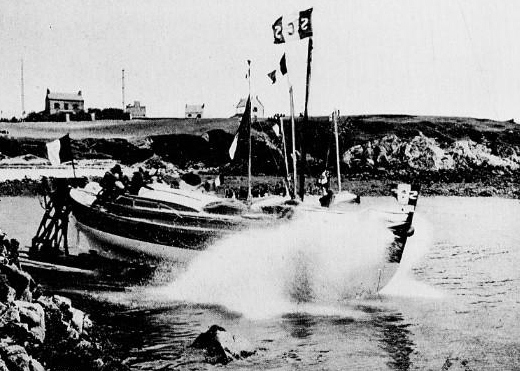
Le lancement du canot de sauvetage Ville-de-Paris (1938).

#### Guerres duXXesiècle
Le monument aux morts d'Ouessant porte les noms de 130 personnes mortes pour la France pendant les guerres du XXe siècle, dont 84 pendant la Première Guerre mondiale, 38 pendant la Deuxième Guerre mondiale, 6 pendant la guerre d'Indochine, deux en 1949 à Brest dans des circonstances non précisées. La mention péri en mer apparaît 21 fois.
Le 10 mars 1937, dans les eaux territoriales françaises proches d'Ouessant, le pétrolier espagnol Conde-de-Zutersa, pétrolier gouvernemental, est canonné par un chalutier nationaliste espagnol. Touché par un obus, le canot de sauvetage d'Ouessant lui porte secours et le pétrolier se réfugie à Brest.

##### Seconde Guerre mondiale
Aux yeux des Allemands, Ouessant, sentinelle avancée du continent, avait une importance capitale pour surveiller les trafics entrant ou sortant de Manche ainsi que pour la défense du port de guerre de Brest. Dès le lendemain de leur arrivée à Brest, les Allemands occupaient Ouessant (le 18 juillet 1940), leur garnison atteignant environ 300 hommes. Ils installèrent rapidement une station importante de surveillance maritime et aérienne au voisinage du phare du Stiff, station qui fut l'objet de quelques bombardements anglais, mais les dégâts furent limités. Les Allemands utilisèrent les cales du Stiff et de Lampaul pour acheminer le matériel et leur ravitaillement.
Le 8 juin 1944, l'équipage du chalutier Joannes Baptista recueille 47 marins allemands dont le sous-marin venait d'être coulé par un bombardier américain. Le lendemain, une bataille s'engagea au large de l'île entre des destroyers britanniques, canadiens et polonais de la 10e flottille et deux destroyers allemands de la 8e flottille et qui fut gagné par les Alliés.
Au début du mois de septembre 1944, les Allemands, avant de tenter de fuir l'île (ils quittèrent l'île sur la Ouessantine, mais une panne de moteur les contraignit finalement à regagner Lampaul et à se rendre aux résistants à Ouessant même), firent sauter le fort Saint-Michel ainsi que les installations électriques du phare du Creac'h, mais sans détruire le phare lui-même. Le phare du Stiff fut miné, mais un déserteur permit aux gardiens du phare d'éviter sa destruction. Des détachements de F.F.I. venus en barques de pêche se répandirent dans l'île.

#### Seconde moitié duXXesiècle
Auguste Dupouy décrit ainsi Ouessant en 1944 : « C'est une île surtout terrienne. Des navigateurs, oui, mais qui ont ailleurs un port d'attache. Il n'y a pas de port à Ouessant, à peine deux ou trois criques peu sûres. Cela ne permet qu'une toute petite pêche. Elle vit, du moins en partie, de son orge moulue dans des diminutif de moulins, de ses pommes de terre, du lait de quelques vaches, de la chair et de la laine de ses nombreux petits moutons. Elle avait autrefois des chevaux nains, pareils aux poneys des Shetland. Elle n'a plus que ces moutons, répartis dans le vaste pré indivis (...), disposant pour se garer des coups de vent (...) de rudimentaires talus de mottes.
Le peintre Jacques Burel arrive à Ouessant pour la première fois en juillet 1945 :

« L'île, alors, semble hors du temps. A 11 milles du continent, loin des innovations, on y a préservé des pratiques agricoles, techniques et sociales basées sur la solidarité : culture de la terre à la bêche, moissons à la faucille, battages au fléau... « Tout donc me paraissait beau, à la fois nouveau et antique, en tout cas précieux et à noter de toute urgence comme tout ce qui est menacé »... Rassemblés, ses dessins composent le portrait riche et nuancé d'une île éternelle : vastes espaces de champs ouverts, jardins bordés de murs de pierres sèches où poussent timidement quelques arbres, scènes de pêche à bord du Vive-Jaurès, atmosphère admirablement restituée du passage à bord du courrier où se côtoient les hommes et les bêtes. »

Le canot de sauvetage Patron François Morin, construit par le chantier Lemaistre à Fécamp, est mis en service en 1960. Doté d'une double coque aux bordés croisés en acajou, insubmersible, autovidant, ce canot tout temps est un chef-d'œuvre de construction maritime en bois. Ce bateau a été rénové en 2009 par le chantier du Guip et est reconnu "Bateau d'intérêt patrimonial" et inscrit en septembre 2010 au titre des Monuments Historiques. En 35 ans d'activité, ce bateau fit 198 sorties de sauvetage.
À partir de 1961, Sein, Ouessant et Molène reçoivent deux fois par semaine leur courrier en hélicoptère.

### XXIesiècle
Le déminage du fort Saint-Michel, commencé dès 1949, s'est achevé en 2020 ; conduit par le NEDEX (service "Neutralisation enlèvement destruction des explosifs" de la Marine nationale), il a abouti à la destruction de 2,3 tonnes de munitions allemandes dont 372 obus de 75 mm et 802 fusées.
Alors que l'agriculture avait totalement disparu de l'île depuis la décennie 1980, une exploitation maraîchère s'est installée et deux élevages, l'un d'ovins (70 brebis de race Manech), l'autre de bovins (vingt vaches de race jersiaise) sont en cours d'installation en 2020 ; la municipalité a aidé activement à l'installation des deux éleveurs.
Depuis 2018 un maraîcher s'est installé à Molène et Ouessant, cultivant en plein champ sur une surface de 3,5 ha pommes de terres et oignons à Molène et tomates et autres légumes sous 900 m² de serres à Ouessant
Une entreprise dénommée "Algues et mer" a développé à partir de 2008 une production d'extraits d'algues (cultivant du wakamé dans le sud de la baie de Lampaul et récoltant des algues sauvages) pour la cosmétique, et a créé six emplois.

### Naufrages et navires en difficulté dans les parages d'Ouessant
Selon un mémoire écrit en 1763 par Louis-Auguste de Rieux, dernier marquis d'Ouessant, juste avant la vente de l'île au Roi :

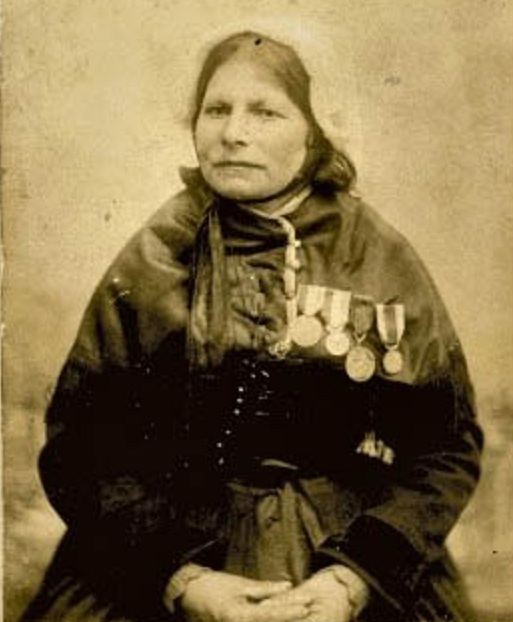
Rose Héré, habitante d'Ouessant, qui sauva 14 marins du cargo Vesper dans la nuit du 1er au 2 novembre 1903.

Des centaines, sans doute des milliers, de naufrages se sont produits au fil des millénaires dans les parages d'Ouessant (surnommée parfois « l'île de l'épouvante », la mer avoisinante étant parfois qualifiée de « cimetière des navires »), réputés pour leur dangerosité en raison des centaines d'écueils et de la violence des courants marins, tel celui du Fromveur. L'île d'Ouessant est « la plus inaccessible de toutes, celle que les marins n'abordent qu'en tremblant » écrit par exemple le journal Gil Blas le 2 août 1882, rappelant aussi le célèbre dicton : « Qui voit Ouessant, voit son sang ». L'effroi était si grand que, selon quelques témoignages, les marins récitaient les litanies de la mer lorsqu'ils doublaient Ouessant comme le raconte par exemple Eugène Sue :

« Alors le vieux pilote et son fils, se découvrant la tête, s'agenouillèrent et le père, sans quitter le gouvernail, dit gravement : « Veillez sur moi, Notre-Dame d'Auray, dans ce mauvais passage car mon navire est bien petit et la mer de Dieu bien grande ». Pendant que le pilote doublait les roches, son fils récitait dévotement et sans lever les yeux, les litanies suivantes que jamais marin breton n'oubliait dans les circonstances dangereuses de la navigation. Ces litanies ne cessèrent que lorsque la pointe ouest d'Ouessant fut doublée. »

Le 23 juin 1868, Jules Feillet, dans un éditorial du journal L'Armoricaine, indique que cinquante navires ont sombré ou ont été broyés contre les écueils de l'archipel d'Ouessant en sept ans.
L'histoire a retenu le souvenir des plus importants et des plus récents. La liste exhaustive de ces naufrages est trop longue pour être citée ici. Voici les naufrages connus les plus célèbres, cités dans l'ordre chronologique :
- Le 10 août 1513 : naufrage de La Cordelière, à la suite d'un combat acharné contre le navire anglais Regent
- Le 2 décembre 1739, naufrage de l'Atlas, provenant de Louisiane et se dirigeant vers La Rochelle « déchiré sur les roches de l'île de Molène » (16 marins périssent ; 30 hommes de l'équipage parviennent à Brest)[190]. L'équipage, victime de la fièvre jaune, n'était plus que de 114 survivants, dont 43 capables de se tenir debout, et 11 seulement capable de faire la manœuvre des voiles, lors du naufrage sur les rochers d'Ouessant[191].
- Le 13 janvier 1768, un navire de commerce, Le Triomphant, venant de Marseille et se dirigeant vers Saint-Valery-sur-Somme, s'échoue dans les parages d'Ouessant. Neuf corps sont repêchés et enterrés dans le cimetière de la chapelle Saint-Guénolé à Feunten Velen en Ouessant. La cargaison de coton et de savon est récupérée en partie par les insulaires[189].
- octobre 1772 : bris du Saint-Jean, de Saint-Valery-sur-Somme.
- 10 mai 1773 : le navire anglais Endeavour, parti sur lestvers Terre-Neuve, victime depuis deux jours d'une importante voie d'eau, sombre à 25 lieues à l'ouest-nord-ouest d'Ouessant. L'équipage est recueilli par le navire français Le Sévère qui se dirigeait sur Saint-Malo[192]
- 1775 : naufrage du Guillaume Marie, navire anglais en provenance de Cadix (11 morts, 1 survivant)[189].
- 1776 : naufrage du Paramaïbo, navire hollandais.
- novembre 1783 : naufrage de l'Emmanuel, de Hambourg.
- Nuit du 3 au 4 mars 1817 : naufrage du James, un brick anglais chargé de sel, en provenance du Croisic, en dépit des secours tentés par quatre bateaux d'Ouessant[189].
- 1818 : naufrage de l'Hector, navire suédois. Les Ouessantins font usage de leur droit de bris.
- 8 décembre 1828 : naufrage du trois-mâts anglais Peirson parti de Québec et se rendant à Hull à 80 lieues à l'ouest-nord-ouest d'Ouessant (14 survivants parmi les 16 hommes d'équipage)[193].

« Le 6 décembre (...), il s'éleva une tempête tellement violente du sud-ouest que le navire fut désemparé ds voiles même qui étaient serrées sur les vergues ; des lames affreuses couvraient le navire de l'avant à l'arrière et, à chaque coup de mer, quelque partie de l'arrière était enlevée. L'arrière se trouva bientôt rempli d'eau : deux hommes avaient déjà été enlevés par ds lames ; il n'y avait plus à espérer dans les ressources du navire. Le 8 novembre, un brick anglais parut ; plus tard on le reconnut pour se nommer Two-Brothers de Guernesey. Ce navire, voyant la triste position du Peirson chercha, malgré tout le danger que lui faisait courir la manœuvre, à sauver l'équipage. Pendant deux jours, il tenta les efforts les plus inutiles : sa chaloupe avait été enlevée. La mer devint si grosse et le vent si fort qu'il fut réduit à s'éloigner pour ne pas se couler lui-même contre le bâtiment qu'il voulait secourir. Le Peirson coula entre deux eaux : les quatorze malheureux qui le montaient ne trouvèrent d'autres moyens de prolonger leur existence que de se réfugier dans les hunes, où ils s'amarrèrent. C'est dans cette position affreuse que, sur le point d'être enlevés par chaque lame, ils attendaient la mort, lorsqu'un trois-mâts qui naviguait sous ses huniers aux bas ris, se montra. C'était le Thomas-Dickason, qui se rendait de Savannah au Havre. Le capitaine Anthony, qui le commandait, n'écoutant que son dévouement, approcha, malgré le mauvais temps, du navire naufragé, et parvint à lui envoyer une embarcation dans laquelle les hommes de son équipage s'étaient disputés l'honneur de se précipiter. On parvint à recueillir les 14 hommes du Peirson (...). »

- 8 mars 1838 : un navire sans nom, sans équipage et démâté est retrouvé à deux milles nautiques au large d'Ouessant. Il est remorqué jusqu'au port du Conquet[194].
- 12 décembre 1838 : le brick norvégien Joseph, chargé de planches et bordages, s'échoue sur l'île d'Ouessant ; il n'y a personne à bord et on ignore ce qu'est devenu l'équipage ; le grand mât est cassé et le bateau naviguait avec un ris dans la misaine. La cargaison est récupérée[195].
- 22 janvier 1845 : le navire La Laure, avec un chargement de charbon, s'échoue sur la côte d'Ouessant. Le navire doit être sabordé pour récupérer sa cargaison[196].
- 24 février 1846 : un navire marchand, chargé de vins du Midi, fait naufrage sur les côtes d'Ouessant :

« Aussitôt, un certain nombre d'habitants se portèrent sur la grève et, malgré le zèle et la fermeté de M. Caro, syndic des gens de mer, il fut impossible d'empêcher la soustraction d'une certaine quantité de marchandises ; une barrique cerclée de fer fut défoncée et le vin fut enlevé à l'aide de bailles et de bidons. Comment en serait-il autrement dans une île où il n'existe pour ainsi dire aucune force publique, où l'autorité repose sur trois ou quatre fonctionnaires dont la voix n'est que trop souvent méconnue, et qui n'ont point de gendarmerie pour faire respecter leurs ordres ou leurs sommations ? Plusieurs prévenus ont comparu en raison de ces faits à l'une des dernières audiences du tribunal correctionnel de Brest. M. l'avocat du Roi s'est de nouveau élevé avec force contre ce pillage, qui semble organisé sur nos côtes à la honte d'une époque aussi avancée en civilisation. Les prévenus ont été condamnés à un emprisonnement plus ou moins long, selon la gravité des faits qui pesaient sur chacun d'eux. »

- 11 janvier 1850 : naufrage du Ferdinand, perdu corps et biens, près d'Ouessant[198].
- 16 septembre 1850 : le Saint-Paul, parti du Conquet en direction d'Ouessant, coule vers 1 heure du matin près de la roche de la Jument (5 morts, 1 survivant=[199].
- nuit du 17 au 18 février 1852 : la goélette anglaise Agilis, après être entrée en collision avec le trois-mâts français André et Céleste, du Havre, à 30 lieues à l'ouest d'Ouessant, coule (un moyé, le reste de l'équipage est recueilli par l'André et Céleste[200].
- nuit du 23 au 24 novembre 1852 : le Gaspard-Monge, navire de commerce français, coule près d'Ouessant ; l'équipage est sauvé par un navire russe, l'Œger[201].
- 10 octobre 1859 : un bateau du Conquet transportant cinq Ouessantins (trois matelots, un officier mariner retraité et une mère de famille de sept enfants) et deux Conquétois (le pilote Le Gall et Louis Minguy, maître de cabotage) disparaît corps et biens dans le passage du Fromveur[202].
- 17 janvier 1865 : naufrage du Columbian, trois-mâts mixte (aussi navire à vapeur) anglais, venant de Liverpool, désemparé après un incendie, qui heurte les rochers de Men Korn, puis part à la dérive dans le chenal de la Helle. Il sombre en deux heures, avec ses 33 hommes d'équipage et ses deux passagers. Son épave a été localisée en 1985[203].
- 31 janvier 1868 : le Chinche, parti du Havre pour La Plata, se brise sur les rochers d'Ouessant. Tout le monde est sauvé[204].
- nuit du 18 au 19 décembre 1869 : la corvette Gorgone, se perd dans les roches des Pierres Noires, au sud de l'île de Molène, lors d'une très violente tempête (on n'en avait pas vu de semblable depuis 1788 et 1811); les habitants d'Ouessant et Molène ne s'aperçoivent pas du naufrage ; la totalité des 93 hommes d'équipage disparaît en mer, y compris son commandant, Eugène Mage[205], capitaine de vaisseau, âgé de 33 ans. Le naufrage fut quand même connu dès le 19 décembre car l'on retrouva des épaves du côté de la Pointe Saint-Mathieu et plus tard, les îliens d'Ouessant et de Molène retrouvèrent entre autres, quinze chapeaux de marin sur lesquels était écrit le mot Gorgone. Un Ouessantin, Pierre Marie Floch, né le 21 février 1833 à Ouessant, matelot, faisait aussi partie de l'équipage[206].
- 14 avril 1874 : évacuation du paquebot français L'Amérique, pris dans un ouragan et victime d'une voie d'eau, à 80 milles d'Ouessant (un seul noyé, tous les autres hommes d'équipage et passagers sont sauvés par des navires venus à leur secours)[207]. Le paquebot, qui ne coula pas, est retrouvé abandonné par le navire anglais Spray et ramené à Plymouth le 18 avril 1874. L'énorme récompense exigée par les sauveteurs déboucha sur un procès avec la compagnie propriétaire du navire[208].

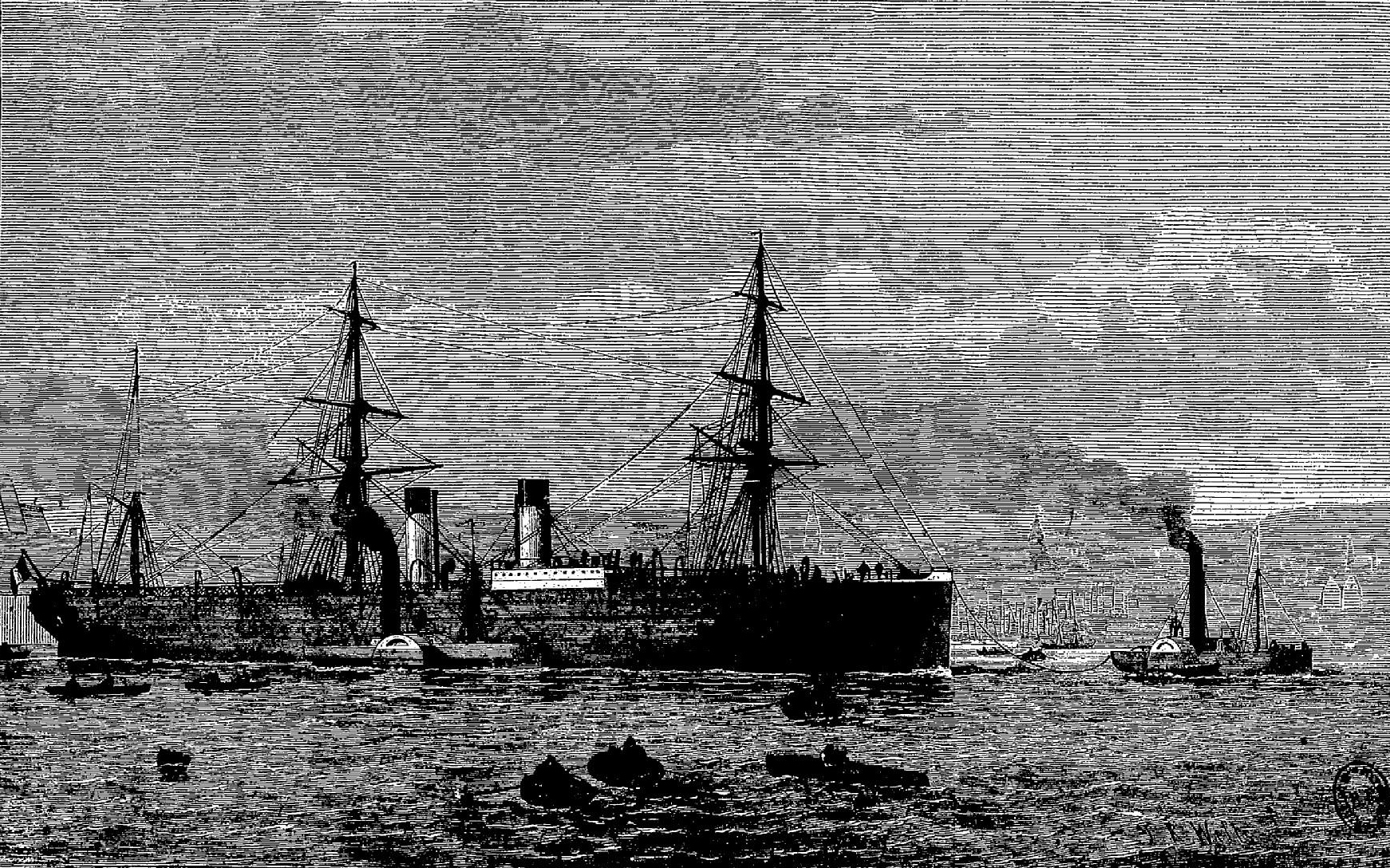
Le paquebot L'Amérique, sinistré au large d'Ouessant le 14 avril 1874.
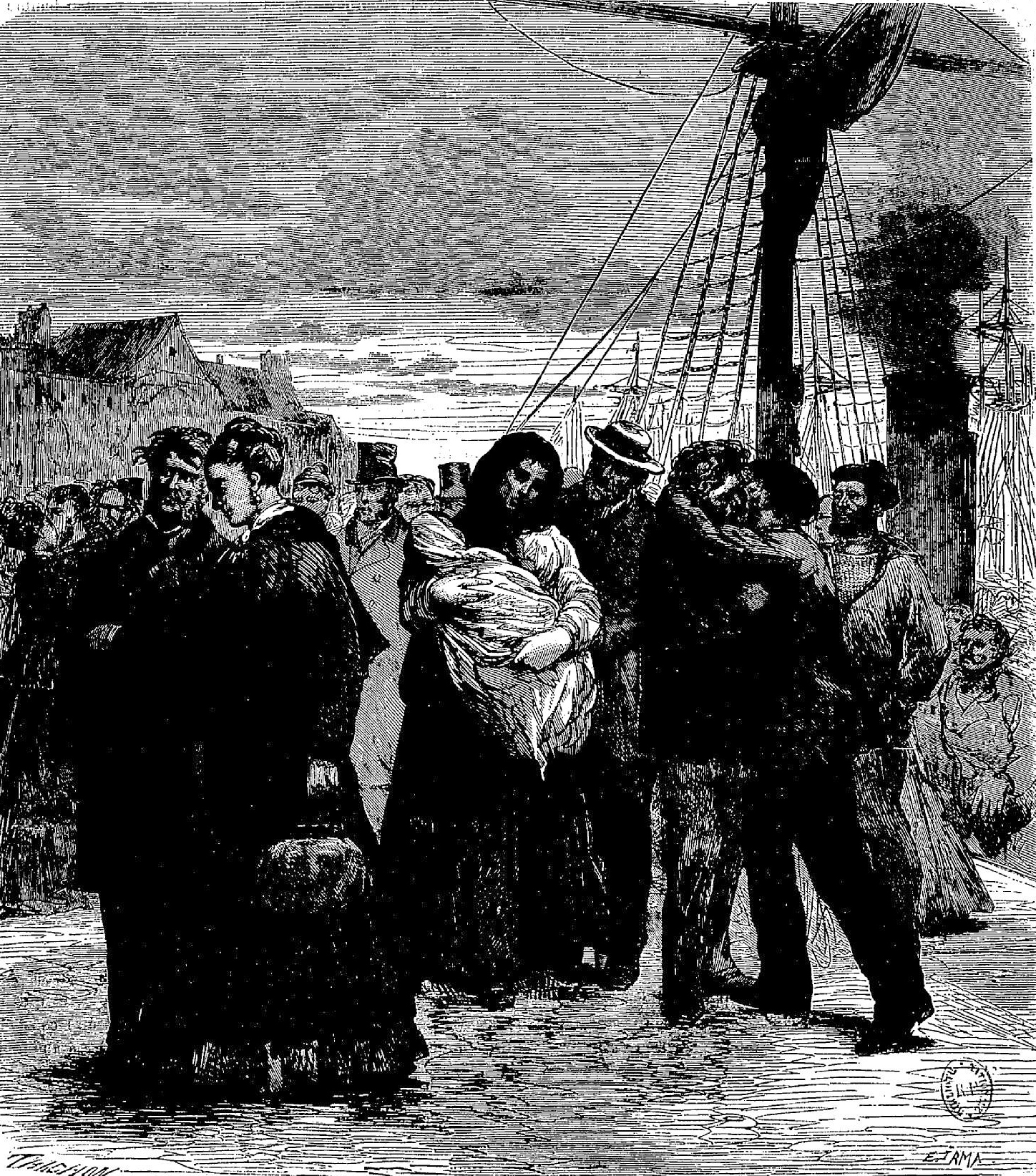
Débarquement au Havre des naufragés du paquebot L'Amérique sinistré au large d'Ouessant en 1874.

- 3 décembre 1874 : naufrage du steamer argentin La Plata, qui faisait route vers l'Amérique du Sud (60 noyés, 15 survivants réfugiés dans une chaloupe dans recueillis par un bateau, le Gareloch, chargé d'émigrants, après 24 heures de dérive)[209].
- 13 mai 1875 : le steamer anglais Cadix-London, chargé de vin et de fruits, allant de Lisbonne à Londres, se perd corps et biens sur les roches de Men Du situées au sud-ouest d'Ouessant (29 hommes d'équipage et 35 passagers noyés, 5 survivants dont deux passagers, sauvés par des pêcheurs de Molène[210].
- novembre 1875 : le Prosper-Lovarello, bateau italien chargé de charbon venant de Cardiff à destination de Gênes, coule à 25 milles d'Ouessant. L'équipage est sain et sauf[211].
- 27 avril 1876 : le naufrage de la chaloupe-poste assurant le service entre le continent et Ouessant fait 21 victimes ouessantines qui revenaient de la foire de Landéda[212].

« Jeudi 27 [avril 1876], il y avait foire à Landéda, à 20 km de Brest, et un certain nombre de Ouessantins s'y étaient rendus pour vendre ou acheter des cochons ; ils s'en retournaient dans leur île, non loin des Roches Basses, une lame vint faire pencher le bateau, et avec lui les animaux qu'il portait. Les propriétaires s'empressèrent de porter secours à leurs bestiaux affolés, mais en se portant tous à la fois du même côté de l'embarcation, ils la firent chavirer. Ce fut une mêlée indescriptible. Vingt et unes personnes ont péri. Seul le capitaine nommé Jean Gouéré et un passager ont pu être sauvés. On a retrouvé les cadavres de quatre femmes étroitement enlacées ; un second groupe de noyé&s faisait mal à voir : c'était deux enfants, les bras crispés autour du cou de leur père sans doute. »

La version du naufrage publiée dans le journal La Presse diffère quelque peu de celle publiée dans le journal Le Temps :

« Le bateau Le Saint-Jean, jaugeant 2 tonneaux 25, patron Gonévé, était venu de l'Île d'Ouessant à l'Aber-Ildut pour faire des provisions pour l'alimentation de l'île. Dans la soirée du 25, l'embarcation quittait le continent pour retourner à son port de destination. (...) La mer était belle 24 personnes avaient pris place à bord : 6 hommes, 16 femmes et 2 enfants ; la cargaison se composait de 67 porcs vivants et d'objets de commerce ordinaires. Dans le nord de l'île Bannec, le bateau a chaviré et 21 personnes ont péri : 4 hommes, 15 femmes et les deux enfants. Sept cadavres de femmes ont été retrouvés depuis dans les parages même du lieu du sinistre et rendus à leur famille. Les deux hommes et la femme sauvés le doivent à un bateau de Landéda qui, fort heureusement, a pu parvenir à temps pour les recueillir. L'île entière d'Ouessant est plongée dans le deuil. »

- 14 mars 1877 : naufrage de la Marie-Hortense, bateau-poste assurant le service entre Ouessant et le continent, à la pointe de Corsen (8 passagers, tout l'équipage et 125 bestiaux sont noyés)[215].

« Pour la troisième fois dans moins d'une année, le bateau-poste d'Ouessant a sombré en allant du Conquet au port de Lampaul. La première fois, 21 personnes se noyèrent; les quatre hommes d'équipage disparurent dans la seconde ; aujourd'hui, on a encore à déplorer neuf victimes. »

- 15 avril 1877 : naufrage du Marie-Suzanne (10 morts) entre Le Conquet et Ouessant. Parti du Conquet pour desservir Molène et Ouessant avec deux hommes d'équipage (dont le patron Marec, originaire de Molène), 8 passagers, 25 porcs, les dépêches et les provisions pour huit jours des habitants des îles, c'est le quatrième bateau-poste assurant le service des îles à être naufragé en un peu plus d'un an[217].
- 27 juillet 1877 : le sloop Ernest-Augustine, de Saint-Malo, fait naufrage au large d'Ouessant (un noyé)[218].
- 7 décembre 1877 : naufrage du paquebot transatlantique anglais European, qui heurte un écueil à 20 milles d'Ouessant (une bonne centaine de personnes à bord, tous rescapés grâce aux trois chaloupes de sauvetage qui parviennent à rejoindre l'Aber-Ildut pour deux d'entre elles et Melon, près de Porspoder, pour la troisième)[219].
- 30 juillet 1879 : naufrage du Cordova, navire anglais de 1290 tonneaux, sur un rocher proche de l'île de Molène (toutes les personnes à bord sont sauvées par le navire Le Souffleur et amenées à Brest[125].
- 3 août 1879 : naufrage du steamer belge Louis-David, chargé de minerai de fer, sur les rochers de Pen-ar-Lan (21 disparus, 7 survivants)[220]. « Nous apercevons, sortant de l'eau, les extrémités des deux mâts où les naufragés se sont réfugiés en attendant du secours » écrit le 6 août 1879 George Vallée[125].
- 8 février 1881 : le vapeur anglais Stamford sombre à la pointe du Pern près d'Ouessant (13 noyés, trois hommes d'équipage et le capitaine sont sauvés au péril de leur vie par les gardiens du phare du Creach)[221].
- 8 juillet 1883 : un trois-mâts norvégien s'échoue à la pointe sud-ouest d'Ouessant : l'équipage est sauvé[222].
- 30 octobre 1884 : naufrage du vapeur Colibri, naviguant de Bordeaux vers Dunkerque, son port d'armement, dans les parages d'Ouessant après avoir heurté un récif (13 victimes, un seul survivant)[223]. Huit cadavres sont rejetés à la côte les jours suivants[224].
- 24 novembre 1885 : le guetteur d'Ouessant signale le naufrage d'un grand vapeur anglais entre les Pierres Vertes et Balanec (60 survivants)[225].
- 21 mai 1886 : le vapeur Ville-de-Palerme, échoué sur des rochers de l'île d'Ouessant, est complètement disloqué par la tempête[226].
- 8 juin 1887 : naufrage du Bavington, cargo chargé de minerai de fer, aux Pierres vertes, à l'ouest d'Ouessant, provenant de Carthagène et à destination de Middlesbrough, à la suite d'une erreur de navigation. Les 19 hommes d'équipage et les 6 passagers sont sauvés[227].
- 28 juin 1888 : le vapeur espagnol Valdez-Sevilla, chargé de liège et allant de Lisbonne à Londres, fait naufrage à 4 milles nautiques d'Ouessant (les 20 hommes d'équipage et les 3 passagers se réfugient à Ouessant)[228].
- 13 mai 1891 : le vapeur anglais Mentana, chargé de charbon, qui filait à toute vitesse toutes voiles dehors est entré en collision avec le vapeur allemand Fried-Krupp, de Kiel, qui allait de Bône à Rotterdam, dans les parages d'Ar-Men ; le Mentana a coulé en moins de 10 minutes, mais tout son équipage a été recueilli à bord du Fried-Krupp, dont l'étrave a été arrachée et qui est allé se faire réparer à Brest[229].
- 23 juillet 1891 : le paquebot Neko, allant d'Anvers à Montevideo, coule par un temps brumeux près d'Ouessant ; les 38 hommes d'équipage et les 12 passagers (dont 11 missionnaires hollandais) sont sauvés, recueillis par un steamer anglais qui les déposa au Conquet[230].
- 13 août 1891 : le vapeur allemand Trifeld, venant de Brême, s'échoue par un temps brumeux sur les récifs des Pierres Noires ; l'équipage se réfugie dans une embarcation et parvient à gagner l'île de Molène[231]. Pendant les opérations de tentative de renflouement, trois hommes sont victimes d'une asphyxie en tentant de retirer des marchandises avariées de la cale dont un pêcheur de l'Île-Molène[232].
- 16 décembre 1891 : le steamer anglais Prince Soltykoff, allant de Cardiff à Saint-Nazaire, est retourné par une lame de fond et coule à pic (18 noyés, seul le second du capitaine eut le temps de saisir une corde d'une embarcation et dériva pendant 32 heures, sans vivres et à peine vêtu, jusqu'aux rochers de Portsall)[233].
- 5 juillet 1893 : naufrage du steamer anglais Crescent, venant de Visby, dans le chenal de Fleurus, près d'Ouessant (l'équipage est sauvé par le canot de sauvetage d'Ouessant)[234].
- 22 juin 1894 : le steamer anglais Rhio, de Newport, chargé de charbon et se dirigeant vers Saint-Nazaire, s'échoue par temps de brume sur la pointe ouest d'Ouessant. Le navire est perdu, mais les 17 hommes d'équipage sont sauvés[235].
- 16 juin 1896 : naufrage du Drummond Castle, paquebot anglais, en provenance d'Afrique du Sud (248 morts, 3 survivants). Les naufragés du Drummond Castle reçurent une sépulture à Ouessant et à Molène[236].

- 12 février 1897 : naufrage du steamer anglais Cyanus près d'Ouessant. L'équipage est sauvé[237].
- 17 février 1897 : la goélette Joséphine, de Boulogne-sur-Mer, se brise sur un rocher au nord-ouest d'Ouessant (les six hommes d'équipage ont pu se sauver)[238].
- 19 novembre 1898 : naufrage du trois-mâts Vercingétorix ; le bateau venait de Bordeaux où il avait débarqué le produit de sa pêche de morues et regagnait Fécamp, son port d'attache ; il toucha une roche au sud d'Ouessant ; l'équipage parvint à se sauver dans une chaloupe, aidé par un pêcheur de l'île, Louis Vidament[239].
- 2 janvier 1899 : naufrage de l'Edilio R, un grand vapeur italien ; les 28 hommes d'équipage sont sauvés[240] :

« Un naufrage s'est produit le même jour près d'Ouessant. Un steamer italien de 2,208 tonneaux, l'Edilio, monté par 27 hommes et allant d'Ancône à Cardiff, est venu s'échouer dans la baie d'Arland. Il avait d'abord été porté pendant la nuit vers l'Ile Bannec et se croyait perdu quand le courant le remporta vers Ouessant. Un marin de l'Edilio se dévoua pour sauver l'équipage. Il se munit d'une ligno et réussit à gagner le rivage. Les habitants de la côte établirent un va-et-vient et sauvèrent tous les hommes de l'Edilio, Le steamer naufragé a 110 mètres de longueur, Il avait de nombreuses voies d'eau, Il est actuellement coulé par 6 mètres de fond. Les 27 hommes d'équipage ont été conduits au Conquet par la Louise et sont arrivés à Brest jeudi. »

- 11 juillet 1899 : naufrage du steamer anglais Marcia, de South Shields, à la pointe Pern (les 19 hommes d'équipage sont sauvés par le canot de sauvetage d'Ouessant)[242].
- 30 juin 1900 : le vapeur allemand Bremen coule près d'Ouessant après avoir été abordé par le paquebot anglais Orotava, ce dernier parvenant à regagner, bien qu'avarié, Southampton, avec à son bord les seize hommes d'équipage de lOrotava : après l'abordage, le mât d'avant du Bremen était tombé sur lOrotava, ce qui facilita l'évacuation de l'équipage[243]!
- 29 mai 1901 : le vapeur anglais Captain, de Plymouth, s'échoue sur la Roche Garo, dans le passage de la Jument, en raison de la brume. L'équipage est sauvé difficilement[244].
- 18 juillet 1901 : le brick Édouard, de Redon, est surpris par une violente tempête près d'Ouessant et l'équipage est secouru par un navire anglais, le Broadmargue[245].
- 1901 (?) Naufrage du paquebot allemand Miranda, de Hambourg dans les parages du phare de la Jument. L'équipage est sauvé[246].
- Le 1er février 1902, naufrage de l'Eugène-Raoul, brick immatriculé à Vannes et allant de Cardiff à Lorient, chargé de charbon, à 12 milles nautiques au nord-nord-est d'Ouessant (6 noyés, 1 survivant)[247].
- 25 mai 1902 : naufrage du vapeur espagnol Modela, trompé par la brume, qui s'échoue à la pointe sud-ouest d'Ouessant (1 mort, 32 rescapés)[248].
- Nuit du 1 au 2 novembre 1903 : naufrage du cargo à vapeur Vesper, venant d'Oran et à destination de Rouen à la pointe Pern, qui s'est perdu dans la brume. Quatorze marins, réfugiés dans un canot, sont sauvés par une habitante de l'île, Rose Héré, qui se jette à l'eau pour monter à bord du canot et conduire les naufragés à la cale de Pen ar Roch. Le bateau de sauvetage d'Ouessant, l'Anaïs, sauve les autres hommes d'équipage restés à bord[249]. La cargaison de vin du Vesper fut récupérée par les Ouessantins, au grand dam des gendarmes de l'île. Le journal Le Figaro organisa une souscription en faveur de Rose Héré qui rapporta 1 992 francs[250].

« Quinze pilleurs d'épaves du vapeur Vesper, naufragé en novembre, (...) viennent de comparaître devant le tribunal correctionnel de Brest. Cette affaire n'aurait qu'une importance minime sans les scènes scandaleuses qui suivirent le naufrage. En effet, environ trois cents fûts de vin de six cents litres allèrent s'échouer sur tous les points de la côte depuis Molène jusqu'à Roscoff, et le procureur de retracer à l'audience les scènes auxquelles se livrèrent les riverains qui se ruèrent sur les tonneaux et les défoncèrent. Les hommes et les femmes ivres dansaient autour des tonneaux. Une femme, furieuse de voir les hommes boire plus qu'elle, s'élança tout habillée dans une barrique défoncée et dansa dans le tonneau. Les pêcheurs et les cultivateurs manquant d'ustensiles pour loger le vin emplirent tous les récipients en leur possession, jusqu'à des vases de nuit. Toute cette malheureuse côte, a continué le procureur, a été ravagée par une ivresse qui a duré plusieurs mois. Dans une ferme, père, mère et enfants sont restés ivres si longtemps qu'ils ont laissé mourir de faim leurs bestiaux. Il y eut aussi des scènes incroyablement comiques à Ouessant. Un tonneau d'huile de ricin fut bu. La cire qui se trouvait à bord du Vesper fut pillée, et tout le monde fabriquait des cierges pour s'éclairer. »

- 24 avril 1904 : le bateau pilote no 2 d'Ouessant disparaît (3 noyés laissant 3 veuves et six orphelins dans l'île[252].
- 30 avril 1904 : un vapeur de Hambourg (au nom non précisé) coule à trois milles à l'ouest d'Ouessant. L'équipage est recueilli par un vapeur anglais qui se trouvait dans les parages[253].
- 15 juin 1904 : le dundee Moïse, appartenant à M. Gardet, entrepreneur de travaux à Ouessant, sombre corps et biens au passage de la Jument (4 noyés)[254].
- 24 janvier 1906 : la goélette Margot et le trois-mâts russe Jautris entrent en collision près d'Ouessant ; les deux bateaux coulent, mais les équipages des deux navires sont sauvés (les 6 hommes d'équipage pour la goélette Margot se sont réfugiés dans un canot et recueillis à 80 milles nautiques au large d'Ouessant par le cargo danois Gracia)[255]. Les hommes du Jautris sont recueillis par une embarcation du port ouessantin de Lampaul[256].
- 10 mars 1906 : naufrage du vapeur Nelson, de Londres, échoué dans un premier temps sur les récifs des Pierres Vertes, qui réussit à de déséchouer grâce à la marée montante, mais coula finalement en raison des voies d'eau provoquées par l'échouage 800 mètres plus loin entre Ouessant et Molène. L'équipage fut recueilli par les canots de sauvetage de Molène et Ouessant, ainsi que par des bateaux de pêche[257].
- 25 avril 1906 : naufrage du Commissionnaire, bateau du Conquet : 7 personnes sauvées par la station de sauvetage de Lampaul[258].
- 16 septembre 1906 : naufrage du Coat-Coal, vapeur du port de Lorient, se rendant à Cardiff chargé de poteaux de mines, à 45 milles au nord d'Ouessant (11 noyés, 1 survivant)[259].
- 6 et 7 décembre 1907 :le steamer allemand Milos, de Hambourg, est en feu près d'Ouessant. Un canot chargé de 12 hommes d'équipage chavire en raison de l'état de la mer[260].
- 10 décembre 1907 : naufrage du trois-mâts italien Regina dans le passage du Fromveur, victime d'une forte tempête (aucun survivant)[261].
- 9 janvier 1908 : le sloop commissionnaire d'Ouessant s'échoue sur un rocher près de Molène[262].
- 14 août 1908 : naufrage du Néréo, navire autrichien chargé de charbon, venant de Swansea et se dirigeant vers Trieste, sur les rochers de l'île Keller. On raconte que le chat du commandant fut sauvé et qu'il serait à l'origine des chats blancs, roux et noirs que l'on trouve maintenant sur l'île[263].
- 8 octobre 1908 : le thonier Gladiateur, de Groix, se brise sur les rochers d'Ouessant (6 morts)[264].
- 13 février 1909 : un steamer anglais du port de Glasgow se brise sur les rochers de la chaussée de Vaudra au large d'Ouessant (7 noyés, le reste de l'équipage est sauvé[265].
- 9 juin 1909 : l'Idéal, chaloupe de Douarnenez se perd corps et biens dans l'ouesrt de l'île d'Ouessant (9 victimes)[266].
- 2 octobre 1910 : naufrage de l'Audacieux : 10 personnes sauvées par la station de sauvetage du Stiff[267].
- 9 octobre 1910 : l'épave du thonier C 337 est découverte à 1 mille d'Ouessant. Tout l'équipage a disparu[268].
- 18 décembre 1911 : le vapeur Ville-de-Carthage est retrouvé abandonné au large d'Ouessant : aucun marin à bord, aucune chaloupe de sauvetage[269].
- 20 décembre 1911 : naufrage du navire danois Freyre, de l'île de Thuro, près de la pointe du Pern à Ouessant. Le navire s'est perdu corps et biens[270]. Le même jour une goélette coule à 1 mille d'Ouessant[271].
- 30 novembre 1912 : le cargo espagnol Barcelona coule à 55 milles nautiques d'Ouessant (les 26 hommes d'équipage sont sauvés)[272].
- 1913 : le vapeur Marcel, de Caen, fait naufrage au large d'Ouessant (18 disparus)[273].
- 28 mai 1913 : naufrage de l'Okawango, un vapeur allemand, au nord du phare de la Jument, sur la "basse Ar Vridig". Pas de victimes parmi les 25 hommes d'équipage, sauvés par la station de sauvetage du Stiff[267], débarqués au Conquet[274].
- 8 juin 1913 : naufrage du vapeur Orpheus sur les rochers d'Ouessant : 31 personnes sauvées par la station de sauvetage de Lampaul[258]
- 28 mars 1914 : naufrage du morutier Louise-Emmanuel, de Saint-Malo, au large d'Ouessant, après une collision avec un autre navire resté inconnu. L'équipage est recueilli par un autre morutier, le Saint-Christophe[275].
- mai 1914 : naufrage du sloop Eureka (3 morts)[276].
- 1915 : plusieurs navires marchands sont victimes de torpillages par des sous-marins allemands dans les parages d'Ouessant : le vapeur portugais Cymes, les vapeurs anglais Cieules, Clyntonia et Banco, le vapeur français Penfeld, etc[277].
- 19 février 1916 : le steamer anglais Ashbyl, de West Hartlepool, est jeté par un ouragan sur une grève d'Ouessant. Les 18 hommes d'équipage parviennent à se réfugier dans un canot, mais celui-ci chavire et deux hommes, dont le capitaine, périssent noyés[278].
- 28 octobre 1916 : naufrage du steamer anglais Bornu, qui allait de Rotterdam en Sierra Leone par suite d'une voie d'eau au large d'Ouessant. Le vapeur norvégien Rein peut recueillir les 45 hommes d'équipage et les débarquer plus tard à Saint-Nazaire[279].
- 27 novembre 1917 : la goélette française Notre-Dame-de-Rostrenen, revenant de Saint-Pierre chargée de morue, fut attaquée à une cinquantaine de milles nautiques d'Ouessant par un sous-marin allemand qui tira sur elle plus de 60 coups de canon, puis la pilla pendant trois heures, avant de la couler. L'équipage du voilier, qui s'était réfugié sur des canots, parvint à gagner Ouessant[280].
- 31 janvier 1918 : naufrage du Martin Gust, un trois-mâts goélette letton (donc russe en fait à l'époque, son port d'attache étant Riga), parti des Antilles chargé de rhum et de cacao, et à destination de Bordeaux. Attaqué par le sous-marin allemand U 90 commandé par Walter Remy[281] alors qu'il se dirigeait vers la Gironde, il dérive et finit par venir s'échouer sur la grève de Porz Kerac'h, au sud de la pointe de Pern. « Le rhum coule à flots, et tout un chacun cache des barriques qui arrive sur toutes les grèves, avant l'arrivée des gendarmes. Il y a trois décès de personnes qui ont trop bu. Les tonneaux réquisitionnés par les soins de la Royale sont embarqués sur le remorqueur l'Infatigable qui les conduit à Brest »[282].
- 7 février 1918 : naufrage du Georgios, cargo grec, dans la baie d'Ar Lan, à 300 mètres du rivage, après avoir talonné une roche. Tout l'équipage est sauvé[283].

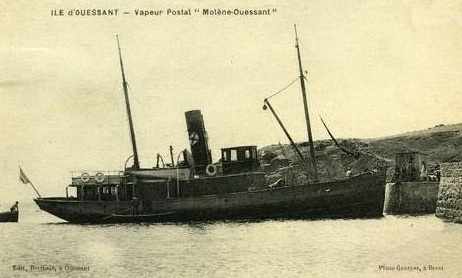
Le vapeur postal Ile d'Ouessant, construit en 1917, coulé le 6 juin 1924 aux abords d'Ouessant.

- 9 septembre 1918 : naufrage de l'Espérance : 9 personnes sauvées par la station de sauvetage du Stiff[267].
- 20 janvier 1920 : naufrage du steamer anglais Nero à 5 milles nautiques au sud-ouest d'Ouessant avec 16 hommes à bord (5 survivants à bord d'une baleinière parviennent à se réfugier à Molène)[284].
- 8 juin 1920 : le vapeur grec Samos s'échoue sur un banc de rochers près d'Ouessant et fait naufrage. L'équipage est sauvé[285].
- 28 novembre 1920 : naufrage du trois-mâts Herminie, de Cherbourg, près d'Ouessant. L'équipage est recueilli par le vapeur américain West-Maximus[286].
- 20 mai 1922 : naufrage du paquebot anglais Egypt (99 morts) entre l'Île de Sein et Ouessant

- 12 janvier 1924 : une forte tempête, accompagnée d'un raz-de-marée, provoque de gros dégâts à Ouessant : quinze bateaux de pêche sont totalement démolis et 7 autres gravement endommagés[287].
- 6 juin 1924 : naufrage de l'Ile d'Ouessant, vapeur postal en bois construit en 1917 qui assurait le service de l'île pour le compte des Chemins de fer départementaux du Finistère, dans la baie de Lampaul, près du rocher du Youc'h Corz. Tous les passagers et membres d'équipage furent sauvés[288].
- 29 décembre 1924 : naufrage de l'Alfredo, vapeur espagnol, à 20 milles au nord-ouest d'Ouessant (6 morts, 13 survivants, qui ont dérivé plusieurs jours dans une chaloupe avant d'être secourus)[289].
- 23 mars 1925 : naufrage du Notre-Dame-de-Lourdes : 17 personnes sauvées par la station de sauvetage de Lampaul[258].
- 14 août 1925 : le vapeur Saint-Marc, venant de Cardiff et se rendant à Nantes, chargé de charbon, est dressé à la côte sur les rochers de la chaussée de Keller (9 morts, 12 rescapés) ; le vapeur Berville qui naviguait de conserve avec le Saint-Marc a plus de chance : il s'échoue dans la baie du Stiff et l'équipage est sauf[290].
- 28 août 1925 : la brume provoque le même jour deux naufrages dans les parages d'Ouessant : le vapeur Nantaise, qui se rendait de Rotterdam à Brest, talonne un récif proche du phare de la Jument et sombre (l'équipage est sauf) : le sloop Liberté est abordé par le travers près des Pierres Noires par le cargo Ouessant et coule (l'équipage est recueilli par le Ouessant)[291].
- octobre 1925 : le vapeur belge Ascatar, coule près d'Ouessant. Les 29 personnes à bord sont sauvées par l'El Kantara, navire des Messageries maritimes, qui les débarque à Bordeaux[292].
- 26 septembre 1929 : naufrage du Gronant Rose, vapeur charbonnier anglais parti de Cardiff à destination de Brest. Il heurte les écueils des Pierres Vertes. Les treize hommes d'équipage sont sains et saufs à bord de leur canot de sauvetage qui parvient au Conquet[293].
- 7 décembre 1929 : sauvetage par les canots de sauvetage d'Ouessant et de Molène des marins du Notre-Dame-de-Bonne-Nouvelle en train de couler au nord-est d'Ouessant[294].
- 8 décembre 1929 : le canot de sauvetage d'Ouessant sauve sept naufragés d'une goélette espagnole en perdition[295].
- 12 janvier 1930 : naufrage du remorqueur anglais Saint-Genny pris dans une tempête à une trentaine de milles nautiques au nord-ouest d'Ouessant (23 morts)[296].
- 2 mars 1932 : naufrage du vapeur espagnol Eusebia-del-Valle, de Bilbao, à 50 milles nautiques d'Ouessant. L'équipage est recueilli par le cargo français Saint-Ambroise[297].
- 11 mai 1932 : naufrage de l'Arez, un cargo lorientais chargé de charbon, dans la chaussée Keller[298] :

« L'équipage, composé de 16 hommes, a été sauvé par un bateau-pêcheur de Molène, le sloop Églantine. Les canots de sauvetage de Lampaul et Stiff, sortis vers 4 heures, ont exploré les lieux du naufrage. »

- 14 septembre 1932 : naufrage du bateau italien Chloé après qu'il s'est échoué sur des récifs : 15 personnes sauvées par la station de sauvetage du Stiff[267].
- nuit du 3 au 4 janvier 1933 : le paquebot L'Atlantique sombre au large d'Ouessant, victime d'un incendie. Le naufrage fait 19 morts[300].
- 8 mars 1933 : le bateau maquereautier Allez-en-Paix, de Douarnenez sombre à 50 milles nautiques au nord-ouest d'Ouessant à la suite d'un incendie. Les 20 pêcheurs qui formaient l'équipage ont été recueillis par le navire anglais Dollfus[301].
- 5 août 1935 : le vapeur Enez-Eussa, chargé de 250 excursionnistes, heurte la roche Pors Douro Groe et une voie d'eau se déclare à bord. Les gardiens du sémaphore du Creach donnent l'alerte en tirant un coup de canon, les cloches d'Ouessant sonnent le tocsin ; les canots de sauvetage de l'île et des barques de pêche se dirigent vers le lieu de l'accident, proche du port, et tous les passagers sont sauvés[302].
- 4 septembre 1935 : la goélette Fleur-de-Marie, de Saint-Malo, talonne une roche au large des Pierres Noires et coule immédiatement. L'équipage de 9 hommes a toutefois le temps d'embarquer dans une chaloupe de sauvetage[303].
- 30 octobre 1936 : le vapeur grec Myconos s'échoue sur un récif près d'Ouessant. L'équipage est sauvé par les bateaux de sauvetage de l'île[304].
- 10 mars 1937 : le cargo espagnol pro-gouvernemental Condé-de-Zubiria est canonné par un chalutier nationaliste à 8 milles au sud-ouest d'Ouessant, et poursuivi par de dernier jusqu'à la limite des eaux territoriales françaises. Le cargo, aidé par un pêcheur de Molène, parvient à gagner Brest[305].
- 17 novembre 1937 : le cargo italien Voccacio, chargé de munitions qui allait livrer aux troupes franquistes, victime d'une explosion, coule près d'Ouessant. L'équipage est sauvé à l'exception d'une victime[306].
- 21 juin 1938 : naufrage de l'Agia Varvara, cargo grec, entre le phare de la Jument et Basse Vredic. L'équipage est sauvé[307].
- 12 avril 1955 : naufrage du Volonta, cargo italien, venant de Bône (Algérie) et se rendant à Gand. Les 27 hommes d'équipage sont sauvés par le remorqueur Abeille 26 venu de Brest lui porter secours. L'épave est échouée entre le phare de Kéréon et la baie de Penn ar roc'h dans le passage du Fromveur[308].
- 24 janvier 1976 : naufrage de l'Olympic Bravery, pétrolier libérien (un pavillon de complaisance) de 278 000 tonnes, qui s'échoue sur les rochers de la baie de Yuzin, sur la côte nord d'Ouessant. Heureusement le pétrolier était vide. Son fioul de propulsion pollue toutefois 4 kilomètres de littoral.

- 28 avril 1979 : naufrage du Gino, pétrolier libérien, à l'ouest d'Ouessant, après une collision avec le pétrolier norvégien Team Castor. Le Gino était chargé de 40 000 tonnes de noir de carbone (un pétrole raffiné 1,09 fois plus lourd que l'eau) qui gisent depuis au large d'Ouessant[309].
- 15 décembre 1979 : naufrage du Peter Sif, cargo danois ; ses soutes à combustible contiennent 350 tonnes de fioul et 43 de gazole. L'équipage est sauvé par un hélicoptère de la Marine nationale[310]. Le bateau gît par 57 mètres de fond dans la baie de Lampaul et pose des problèmes de pollution récurrents à partir de septembre 1998[311].
- mars 1990 : le cargo Ming Glory perd des conteneurs dans la tempête. Des centaines de chaussures parviennent à la côte et une "foire au troc" est organisée à Lampaul pour retrouver les paires ! Le journal Libération du 5 mars 1990 écrit :

« Foire au troc de tongs taïwanaises et de chaussures de sport, samedi, sur la place de l'église d'Ouessant. Les conteneurs désarrimés du cargo Ming Glory, secoué par la tempête, s'étaient éventrés en pleine mer. Reprenant la lointaine tradition de leurs ancêtres naufrageurs (qui allumaient des feus la nuit sur le rivage pour piéger les navires et piller leur cargaison), les habitants étaient appelés à de fructueux échanges, des centaines de tongs ayant échoué, dépareillées. »

- nuit du 16 au 17 août 2007 : le Sokalique, navire de pêche breton, coule à 60 milles nautiques au nord d'Ouessant, après avoir été éperonné par un cargo turc, l'Ocean Jasper, qui poursuit sa route ; le capitaine du Sokalique, Bernard Jobard, est noyé, les six hommes d'équipage sont sauvés après s'être réfugiés dans leur canot de sauvetage[312].

Un dispositif a été mis en place pour limiter les échouages et collisions de navires en séparant les trafics et en éloignant les couloirs de circulation maritime de la côte. Ce dispositif est dénommé le rail d'Ouessant.

### Les stations et canots de sauvetage d'Ouessant
La première station de sauvetage d'Ouessant est implantée à Lampaul en 1865, le premier canot de sauvetage était l'Anaïs, suivi en 1884 d'un second canot portant le même nom. Une seconde station de sauvetage est installée en 1879 au Stiff, son premier canot était l'Amiral Rigault de Genouilly ; ces deux derniers canots cités étaient notamment en service lors du naufrage du Drummond Castle en 1896.
Les deux stations de sauvetage et leurs abris sont agrandis et dotés chacun d'un treuil à moteur pour permettre la mise en service de leurs nouveaux canots de sauvetage, le Ville de Paris pour Lampaul et l'Amiral Rigault de Genouilly (le nom du canot précédent est repris) pour le Stiff. Le Ville de Paris, commandé par François Morin, porta notamment assistance, ainsi que le Jean Charcot, le canot de Molène, aux 19 marins du cargo italien Volonta, qui fit naufrage le 12 avril 1955.
François Morin disparut en mer le 2 juin 1955 alors qu'il était parti pêcher à bord de sa barque, la Brise ; âgé de 62 ans, il avait effectué 27 sorties en 23 ans, secourant 8 navires et sauvant 58 vies humaines.
Le Patron François Morin rejoint la station de sauvetage de Lampaul, désormais seule station de l'île ; il est baptisé le 26 juin 1960. En service jusqu'en 1995, il effectua 198 sorties, portant notamment assistance au pétrolier libérien Bulkoil, en avarie de moteurs, le 12 mai 1960 (avant même son baptême !), au ketch anglais Fremail le 15 janvier 1973, au caboteur norvégien Oye Trader le 11 septembre 1975 et au chalutier douarneniste La Courageuse le 22 janvier 1979. Le Patron François Morin est désormais classé monument historique.
L'actuel canot de sauvetage est l'Île-d'Ouessant, mis en service en 1995.

## Politique et administration

### Liste des maires[314]
| Période                                  | Période              | Identité                        | Étiquette               | Qualité                                                                    |
| ---------------------------------------- | -------------------- | ------------------------------- | ----------------------- | -------------------------------------------------------------------------- |
| 1790                                     | 1792                 | Michel Bon                      |                         |                                                                            |
| 1792                                     |                      | Auguste Bruno de la Salle       |                         |                                                                            |
|                                          | An II (1793 ou 1794) | Jean Louis Marie Heré           |                         | Notaire, percepteur de contribution directe                                |
| 1803                                     | 1807                 | Michel Stéphan                  |                         |                                                                            |
| 1807                                     | 1813                 | Jean-Marie Stéphan              |                         |                                                                            |
| 1813                                     | 1815                 | Théodore Balanger               |                         | Sergent, percepteur, propriétaire, négociant                               |
| 1815                                     | 1827                 | Louis-François Malgorn          |                         |                                                                            |
| 1827                                     | 1828                 | De La Rue                       |                         |                                                                            |
| 1831                                     | 1838                 | Martin Bernard                  |                         |                                                                            |
| env.1842                                 | 1845                 | Forjonnel                       |                         |                                                                            |
| 1847                                     | 1848                 | Malgorn                         |                         |                                                                            |
| 1849                                     | 1865                 | Joseph-Marie Le Louët           |                         |                                                                            |
| 1865                                     | 1866                 | Louis-Marie Malgorn             |                         |                                                                            |
| 1866                                     | 1878                 | Adolphe Auguste Belain-La Motte |                         |                                                                            |
| 1878                                     | 1884                 | Jean-Louis Stéphan              |                         |                                                                            |
| 1884                                     | 1914                 | Jean-Marie Malgorn              |                         |                                                                            |
| 1914                                     | 1919                 | Hippolyte Malgorn               |                         |                                                                            |
| 1919                                     | 1927                 | Paul Caïn                       |                         |                                                                            |
| 1927                                     | 1935                 | Paul Stéphan                    |                         |                                                                            |
| 1935                                     | 1940                 | Jean-Louis Le-Breton            |                         |                                                                            |
| 1940                                     | 1944                 | Jean-Marie Creac'h              |                         |                                                                            |
| 1944                                     | 1944                 | Jean Masson                     |                         |                                                                            |
| 1944                                     | 1945                 | Alphonse Jacob                  |                         |                                                                            |
| 1945                                     | 1951                 | Jeanne Berthelé                 |                         | L'une des premières femmes maires de France                                |
| 1951                                     | 1965                 | François Lucas                  |                         |                                                                            |
| 1965                                     | 1983                 | Marcel Ticos                    |                         |                                                                            |
| 1983                                     | 1989                 | Paul Vaillant                   |                         |                                                                            |
| 1989                                     | 1995                 | Michelle Malgorn                |                         |                                                                            |
| 1995                                     | En cours             | Denis Palluel                   | PS/ECO[réf. nécessaire] | Professeur d'histoire-géographie Conseiller régional de Bretagne (2021 → ) |
| Les données manquantes sont à compléter. |                      |                                 |                         |                                                                            |

Jean-Yves Cozan était conseiller général du canton d'Ouessant de 1978 à 2015. Il a succédé à André Colin qui le fut de 1951 à 1978.
- Précédemment Amédée-Benoît Conseil, né à Brest en 1802, fut conseiller général d'Ouessant avant d'être élu député du Corps législatif en 1852 et réélu ensuite à deux reprises[316].
- Octave-François-Charles Didelot, né le 2 décembre 1812, vice-amiral en 1871, devint conseiller général d'Ouessant jusqu'en 1883. Il décéda le 27 septembre 1886 au château de Kervaly en Guilers[317]. Le comte de Kergariou lui succéda comme conseiller général[318].
- Pierre Mocaër[319] était conseiller général d'Ouessant en 1920 et Jean-Charles Chevillotte le fut de 1889 à 1914.

### Organisation administrative

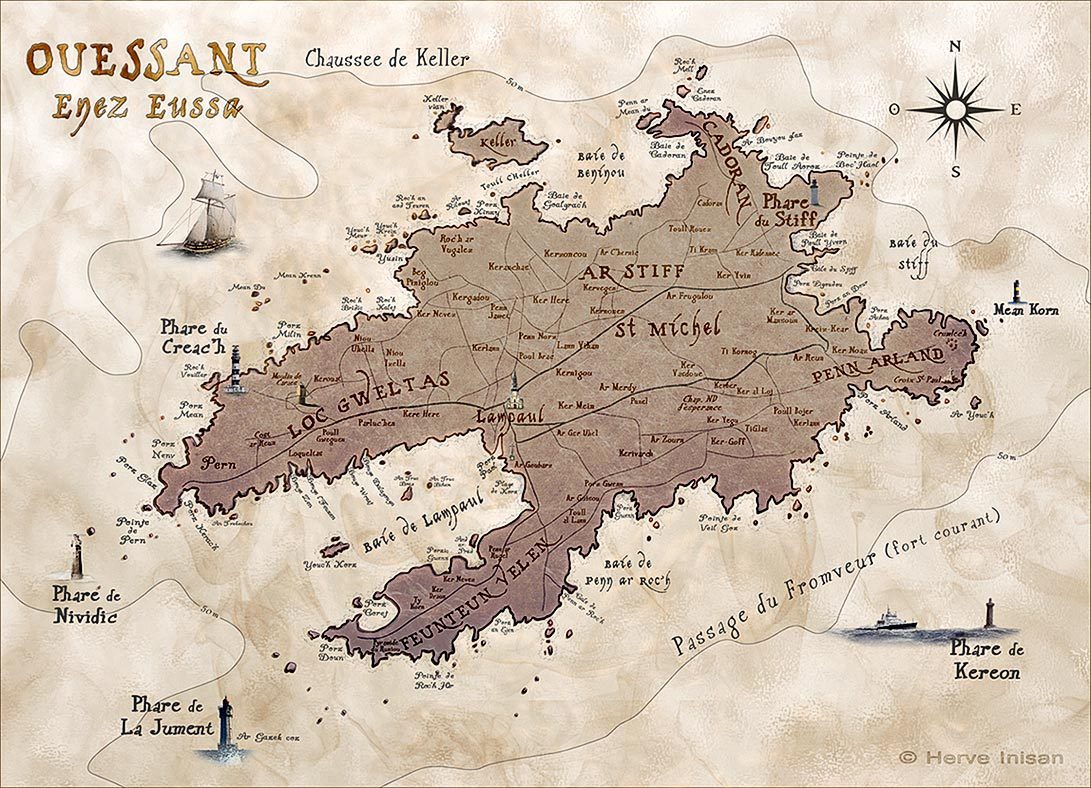
Plan Ouessant.

La commune d'Ouessant était également à elle seule un canton jusqu'en 2015. Ensuite, la commune a été rattachée au canton de Saint-Renan.
Ouessant est exemptée à titre dérogatoire d'être rattachée à une intercommunalité à fiscalité propre. Elle est toutefois membre du syndicat mixte du Parc naturel régional d'Armorique et du regroupement des Îles du Ponant.

## Population et société

### Démographie
Ouessant, selon un mémoire de 1685, était alors peuplée de 1 285 personnes, regroupées en 296 feux et compte alors 250 hommes au plus en état de porter des armes. En 1759, selon un autre rapport, la population est regroupée en 315 feux ne donnant que 260 hommes en état de porter des armes (mais une douzaine sont alors prisonniers en Angleterre, 16 sont sur les bâtiments du Roi, de 27 à 30 sont occupés par le cabotage, de sorte qu'il ne reste que 200 hommes disponibles pour la défense de l'île) ; en 1772, un autre rapport cite 1 950 habitants.

L'évolution du nombre d'habitants est connue à travers les recensements de la population effectués dans la commune depuis 1793. Pour les communes de moins de 10 000 habitants, une enquête de recensement portant sur toute la population est réalisée tous les cinq ans, les populations de référence des années intermédiaires étant quant à elles estimées par interpolation ou extrapolation. Pour la commune, le premier recensement exhaustif entrant dans le cadre du nouveau dispositif a été réalisé en 2005.

En 2022, la commune comptait 854 habitants, en évolution de +1,43 % par rapport à 2016 (Finistère : +2,16 %, France hors Mayotte : +2,11 %).
| 1793  | 1800  | 1806  | 1821  | 1831  | 1836  | 1841  | 1846  | 1851  |
| ----- | ----- | ----- | ----- | ----- | ----- | ----- | ----- | ----- |
| 1 032 | 1 510 | 1 465 | 1 851 | 2 032 | 2 151 | 2 194 | 1 983 | 2 271 |

| 1856  | 1861  | 1866  | 1872  | 1876  | 1881  | 1886  | 1891  | 1896  |
| ----- | ----- | ----- | ----- | ----- | ----- | ----- | ----- | ----- |
| 2 258 | 2 391 | 2 368 | 2 377 | 2 382 | 2 364 | 2 307 | 2 490 | 2 287 |

| 1901  | 1906  | 1911  | 1921  | 1926  | 1931  | 1936  | 1946  | 1954  |
| ----- | ----- | ----- | ----- | ----- | ----- | ----- | ----- | ----- |
| 2 717 | 2 761 | 2 953 | 2 586 | 2 524 | 2 439 | 2 363 | 2 223 | 2 071 |

| 1962  | 1968  | 1975  | 1982  | 1990  | 1999 | 2005 | 2006 | 2010 |
| ----- | ----- | ----- | ----- | ----- | ---- | ---- | ---- | ---- |
| 1 938 | 1 814 | 1 450 | 1 221 | 1 062 | 932  | 859  | 857  | 871  |

| 2015 | 2020 | 2022 | - | - | - | - | - | - |
| ---- | ---- | ---- | - | - | - | - | - | - |
| 846  | 832  | 854  | - | - | - | - | - | - |

Depuis le recensement de 1793, la population d'Ouessant a évolué en deux phases contrastées. Jusqu'en 1911 elle a connu une augmentation importante, bien qu'en dents de scie en raison de quelques reculs épisodiques, passant de 1 032 à 2 853 individus, soit un quasi-triplement en un peu plus d'un siècle. À partir de ce maximum la population décline, l'inversion étant contemporaine et en partie liée à la Première Guerre mondiale ; et, en un siècle, la population repasse sous le seuil de 1000 habitants. L'exode rural a ici été aggravé par le handicap de l'insularité. La densité de population, qui était encore de 116 habitants au km² en 1968, n'était plus que de 55 habitants au km² en 2009. Tout au long du XXe siècle, l'île a connu un solde migratoire négatif (- 2,5 % l'an entre 1968 et 1975) qui toutefois va se ralentissant jusqu'en 1999 et est même devenu positif (+ 0,7 % l'an) entre 1999 et 2009. Le taux d'accroissement naturel par contre est de plus en plus négatif (- 1, 4 % l'an entre 1999 et 2009). Entre 2001 et 2010 inclus, Ouessant a enregistré 161 décès et seulement 42 naissances, soit un déficit naturel de 119 personnes en 10 ans, principalement en raison du net vieillissement de la population : les 60 ans et plus formaient 46,3 % de la population totale en 2009, alors que les moins de 20 ans ne formaient que 12,5 % de la même population totale. En 2009, les résidences principales formaient 49,6 % du total des logements, à peine plus que les résidences secondaires (48,8 %), le reste (1,6 % correspondant aux logements vacants). Les derniers chiffres montrent cependant une tendance à la stabilisation : selon l'INSEE, la population municipale d'Ouessant est de 871 personnes au 1er janvier 2013, chiffre basé en fait sur les résultats de l'année 2010.
La seule agglomération significative de l'île est le bourg, dénommé Lampaul, au fond de la baie du même nom.

### Enseignement
Ouessant possède une école primaire publique, l'école Jacques-Burel, qui comprend du primaire au cm2 2018-2020. L'école Sainte-Anne (enseignement catholique) a fermé à la rentrée 2015.
Le collège des îles du Ponant, dont le siège est à Brest, hébergé dans le collège Anna-Marly (anciennement collège Lesven-Jacquart) scolarise les enfants de différentes îles du littoral breton (Batz, Molène, Sein, etc.) dont, en 2010-2011, 21 enfants dans son antenne d'Ouessant.

### Santé
L'île possède un cabinet médical (médecine généraliste), plusieurs cabinets infirmiers, un kinésithérapeute, une maison d'accueil pour personnes âgées (MAPA) et une pharmacie. Elle possède également un cabinet vétérinaire.

### Sports
L'île offre de nombreuses activités sportives, telles que la voile, la plongée et différents concours (cartes, pétanque, tour de l'île à la marche…). Une fois par an, des sauts en parachute sont organisés au-dessus de l'île.

## Économie
L'île possède un label "Savoir-faire des îles du Ponant qui soutient l'entreprenariat.

### Communications
En 1901, la station Ouessant TSF est créée par Camille Tissot. La station Ouessant TSF, Indicatif (radio) FFU (station Française Fixe de Ushant), a été dès 1904 la première station française opérationnelle en liaison avec une flotte de 80 paquebots sur la longueur d'onde de 600 mètres.
Après avoir déménagé dans plusieurs lieux sur l'île d'Ouessant, la station fonctionna :
- de 1904 à 1913 depuis le Stiff
- de 1910 à 1944 depuis Lampaul.

Détruite en 1944 par fait de guerre, Ouessant TSF n'a jamais été reconstruite.
En juin 1911, les premiers radio-phares sur les côtes françaises reçoivent leurs indicatifs radios et travaillaient entre les longueurs d'onde 80 à 150 mètres. Ces radio-phares créés par André Blondel balisaient l'entrée du port de Brest : le radio-phare de l'île d'Ouessant depuis le phare du Stiff avait l'indicatif radio O --- (et le radio-phare de l'île de Sein avait l'indicatif radio S •••), (et deux autres radio-phares balisaient l'entrée du port du Havre).
En 1922, la station de radiogoniométrie d'Ouessant Gonio Indicatif (radio) FFU (station Française Fixe de Ushant), sur la longueur d'onde 450 mètres déterminait la position des navires, des ballons dirigeables et des avions qui le lui demandaient (). Cette station de radiogoniométrie d'Ouessant Gonio donnait 10 relèvements gonios par jour.
C'est dans la seconde moitié du XIXe siècle que le progrès fait son apparition à Ouessant avec la création d'une école, d'un petit port, d'une église, remplaçant les multiples chapelles et surtout aussi par le balisage de ses côtes, si meurtrières. L'île sera électrifiée en 1953.

### Energie
La production d'énergie à Ouessant est assurée par une centrale thermique. Elle consomme environ 1600 tonnes de gasoil chaque année acheminé par bateau.
SABELLA, une entreprise basée à Quimper, a annoncé l'immersion, fin 2013, d'une hydrolienne dans le passage du Fromveur, au large de l'île d'Ouessant. Le modèle expérimental D10 a fait l'objet de plusieurs immersions :
- du 25 juin 2015 au juillet 2016 ;
- du 16 octobre 2018 au 19 avril 2019 ;
- le 5 octobre 2019 (tentative avortée) ;
- quelques jours en avril 2020 (tentative avortée) ;

Une nouvelle fois immergée en avril 2022, le démonstrateur D10 participe depuis cette date à la production d'électricité de l'île. Le 19 janvier 2024, la société Sabella est placée en liquidation judiciaire par le tribunal administratif de Quimper. L'entreprise a été reprise par la société quimperoise Entech à l'exception de l'hydrolienne D10 qui reste la propriété de Sabella.

## Culture locale et patrimoine

### Patrimoine religieux
- Ouessant, « l'île du bout du monde », compte une église, deux chapelles, et pas moins de dix-huit calvaires, sur une superficie totale de 1 500 ha. Ces nombreuses croix s'inscrivaient sur le passage des processions.
  - L'église Saint-Pol-Aurélien, construite entre 1860 et 1863 par l'architecte Joseph Bigot pour remplacer l'ancienne église en ruine. Son clocher fut construit en 1897 seulement, d'après des plans de Jean-Marie Abgrall, grâce à des dons anglais offerts en reconnaissance après le naufrage du Drummond Castle. L'église abrite les statues de Notre-Dame-d'Ouessant (la « Vierge au mouton »), la Vierge-Mère (datant du XVIIe siècle), sainte Anne, saint Pol Aurélien, saint Nicolas, saint Michel, saint Hilarion, saint Pierre, sainte Barbe ainsi qu'une proëlla du XIXe siècle en bois polychrome.
  - La chapelle Notre-Dame-de-Bonne-Espérance[338], appelée aussi « chapelle de Kerber ». Elle était jadis sous le vocable de saint Pierre. Reconstruite sur un plan rectangulaire en 1854, elle a été restaurée au XXe siècle. Les vitraux de Pierre Toulhoat rappellent la vie de Vierge.
  - La chapelle Notre-Dame-de-Bon-Voyage[339], dite aussi chapelle Saint-Gildas. Reconstruite sur un plan rectangulaire en 1884 et restaurée en 1886[340] puis au cours du XXe siècle, sa fontaine était le but d'un pardon. Elle se situe dans le village de Loqueltas (ou Locqueltas). Les vitraux sont de Toulc'hoat.
  - D'autres chapelles ont disparu : chapelle Saint-Michel (située au centre de l'île), chapelle Saint-Guénolé (quelques ruines subsistent près de la pointe de Feunteun-Velen), chapelle Saint-Hilarion (à Pen-ar-Lan), chapelle Saint-Nicolas (à Lampaul), chapelle Saint-Félix (au nord-est du bourg de Lampaul), chapelle Saint-Evennec (près de Kerniguez), chapelle Saint-Annaëc. L'ancienne église paroissiale Saint-Paul a aussi disparu, l'actuelle église paroissiale se trouve à l'emplacement de l'ancienne église Notre-Dame.
- La plus vieille des croix de l'île est celle de saint Pol (1704). Surplombant la pointe de Pen Ar Lan, elle se dresse face à l'archipel de Molène. C'est là que saint Pol aurait débarqué et longtemps, un important pèlerinage a commémoré l'importance du lieu. Tout près de la croix, se trouve une pierre plate trouée de sillons, qui, selon la légende, auraient été tracés par les griffes du diable ; à l'extrémité de l'imposant bloc de pierre, située en contrebas, on devine l'empreinte des genoux de saint Pol.
- Dans le cimetière attenant à l'église Saint-Pol-Aurélien, se trouve le monument de la Proella, qui rappelle le lourd tribut payé à la mer par les Ouessantins. Le marin ayant péri en mer ne pouvant être inhumé en terre chrétienne, une petite croix de cire symbolisait son corps. On l'appelait la Proella, terme désignant à la fois la symbolique petite croix, et la cérémonie en elle-même. On veillait la croix avant de la porter en procession à l'église. Après l'office du défunt, on plaçait la Proella dans une urne de bois, et on ne la portait au cimetière qu'à l'occasion d'une visite de l'évêque ou d'une mission.
- La messe de l'Assomption fut célébrée à la croix de Saint-Nicolas, patron des marins, faisant face à la baie de Lampaul, chaque 15 août. Elle a désormais lieu dans l'église Saint-Pol Aurélien. Elle est suivie de la bénédiction de la mer, dans la baie de Lampaul.
- La procession du Saint Sacrement existe toujours. En 1857, Jean-Marie Picart, alors recteur d'Ouessant, la décrivait ainsi : « Le lundi après l'octave du Saint-Sacrement, tous les ans, sous le nom de jubilé du Sacré-Cœur, commence un exercice spirituel qui consiste à faire tous les jours, pendant dix-neuf jours, sans compter les dimanches et fêtes, la procession à l'intérieur de l'église, en chantant les litanies du saint Nom de Jésus, et à dire la messe basse pour les paroissiens ». Elle se déroule le jour de la Fête-Dieu, la plupart du temps dans le haut ou le bas du bourg. Pour l'occasion, la population décore le parcours que suivra le cortège de dessins réalisés avec des pétales de fleurs.

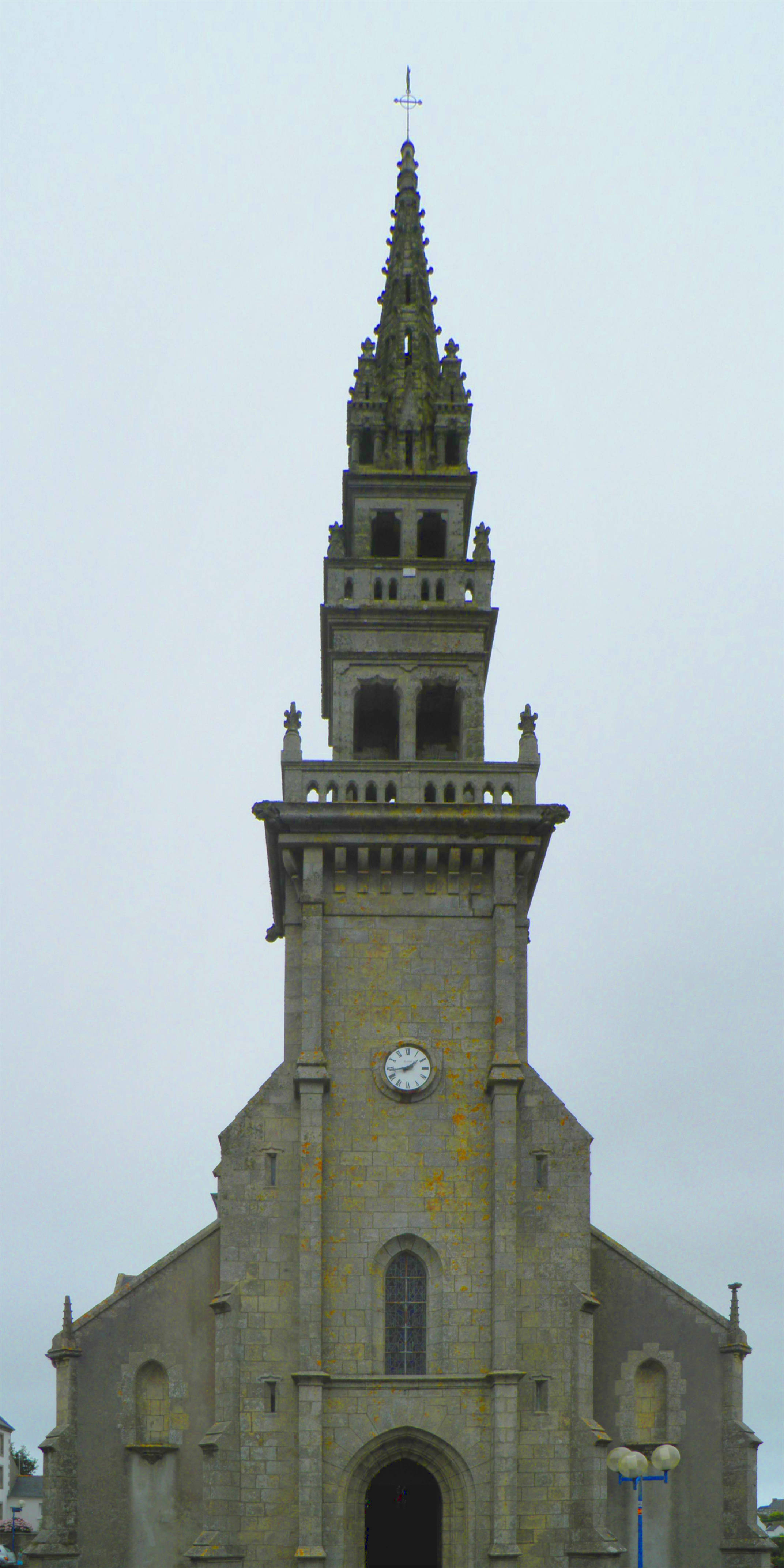
L'église Saint-Pol Aurélien.
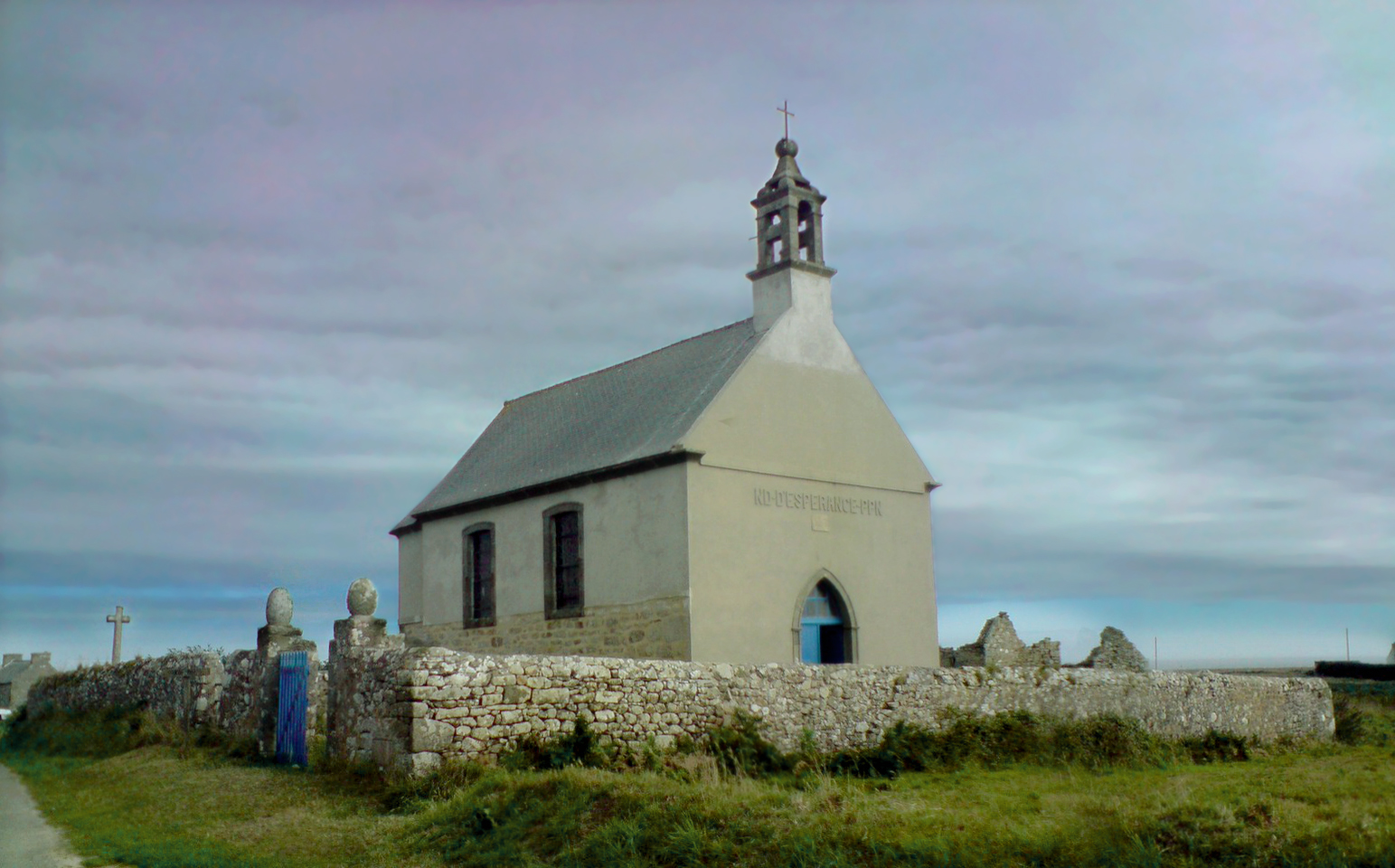
La chapelle Notre-Dame-de-Bonne-Espérance.
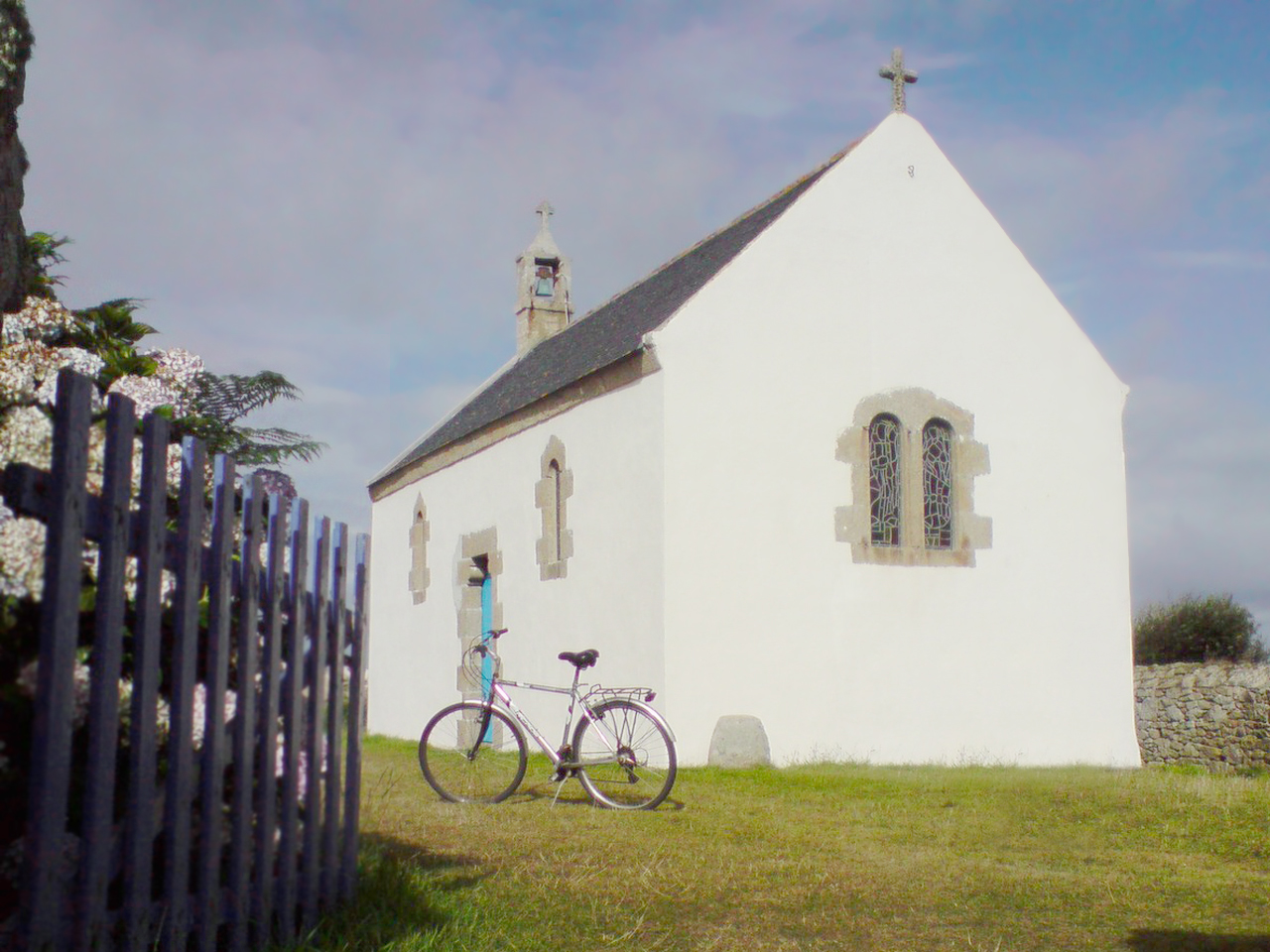
La chapelle Notre-Dame-de-Bon-Voyage et Saint-Gildas.
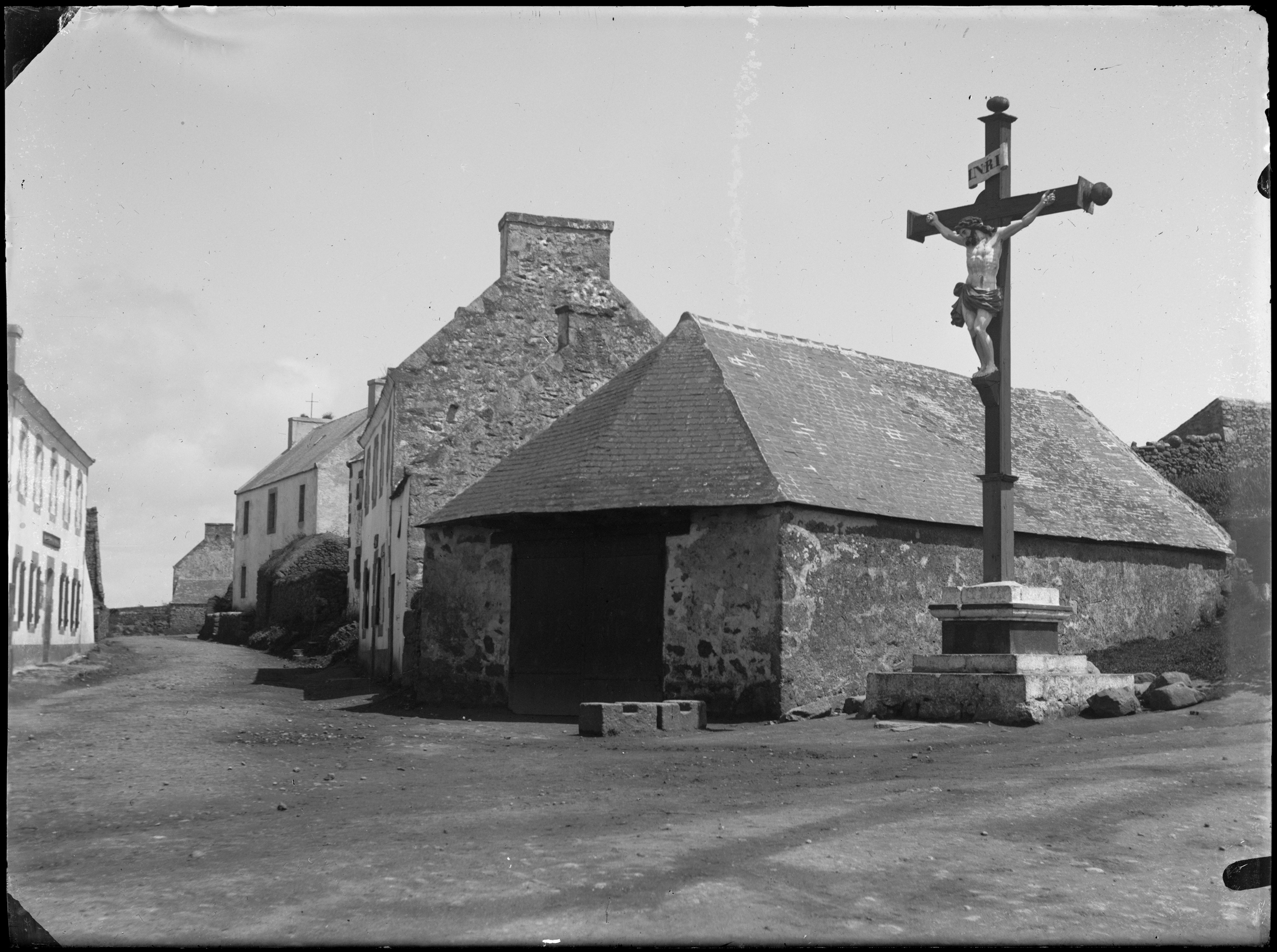
Un calvaire de Lampaul, 1898

### Patrimoine agricole et races locales

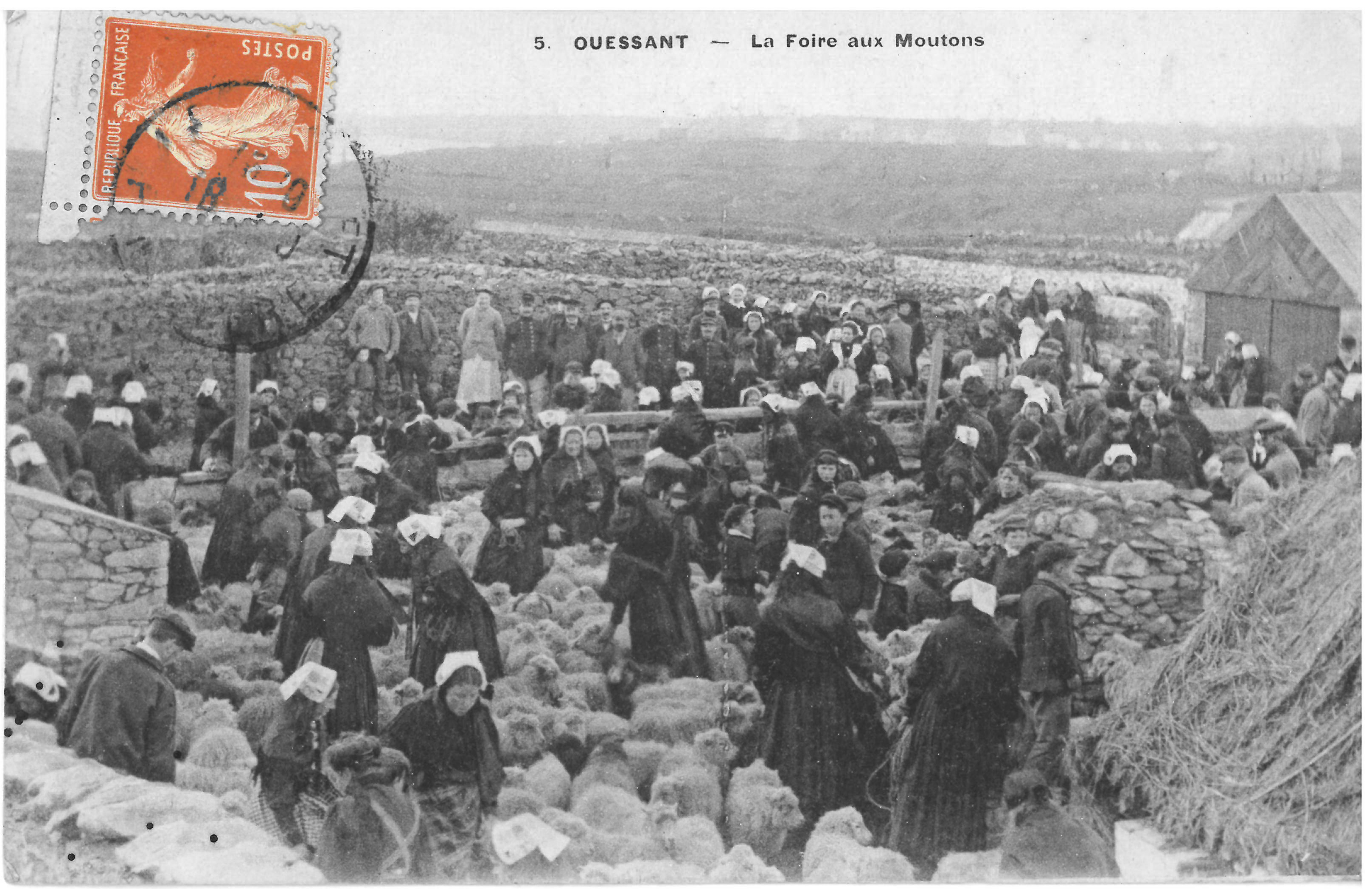
"La Foire aux moutons à Ouessant", carte postale de 1913.

L'isolement dû à l'insularité a favorisé l'émergence de races caractérisées par leur relatif nanisme. Si les chevaux nains d'Ouessant ont disparu, l'île possède toujours, même si elle a été menacée de disparition, sa propre race ovine, le mouton d'Ouessant, le plus petit mouton au monde.

« Il existait jadis une race de moutons nains. Elle tend à disparaître, comme a disparu une race également naine de chevaux. (...) Pendant l'hiver, ils sont libres. Pendant les quelques mois de la récolte, comme on ne peut pas les parquer comme à Molène dans un îlot, on les entrave. Ce sont les gamins qui ont mission d'aller les changer de place. Seulement les gamins, ça oublie. Alors de temps en temps on retrouve un mouton étranglé. Ces moutons en liberté, comment s'y reconnaître ? Chaque famille a une marque déposée, enregistrée à la mairie, une combinaison de trous dans l'oreille, et chacun reconnaît les siens. Ceux qui n'ont pas de marque sont présentés trois fois de suite au printemps, à la sortie de la messe. Si l'on ne retrouve pas leur propriétaire, on les vend au profit du bureau de bienfaisance. L'hiver, le vent cavalcade sur la falaise. Alors, on a fabriqué des abris à moutons : à hauteur de mouton, un noyau de pierres avec trois petits murs rayonnant en étoile. Selon la direction du vent, les moutons se tassent, pour dormir sous la lune, dans l'un ou l'autre des trois crans. »

Autrefois, les moutons étaient laissés en liberté du 15 juillet au 15 mars (tradition ancestrale de la vaine pâture), puis le troupeau était parqué dans la presqu'île d'Ar Lan jusqu'à la Saint-Michel, pour éviter que ces animaux ne ravagent les champs avant les récoltes. Chaque année encore, au début du mois de février, tous les moutons de l'île d'Ouessant rentrent au bercail. Jusqu'aux années 2010, deux foires aux moutons étaient organisées pour que les propriétaires viennent les récupérer, l'une à Pors Gwen pour les moutons de la moitié sud de l'île, l'autre dans le nord de l'île. Seule la foire aux moutons du Nord est encore organisée.

### Phares et feux

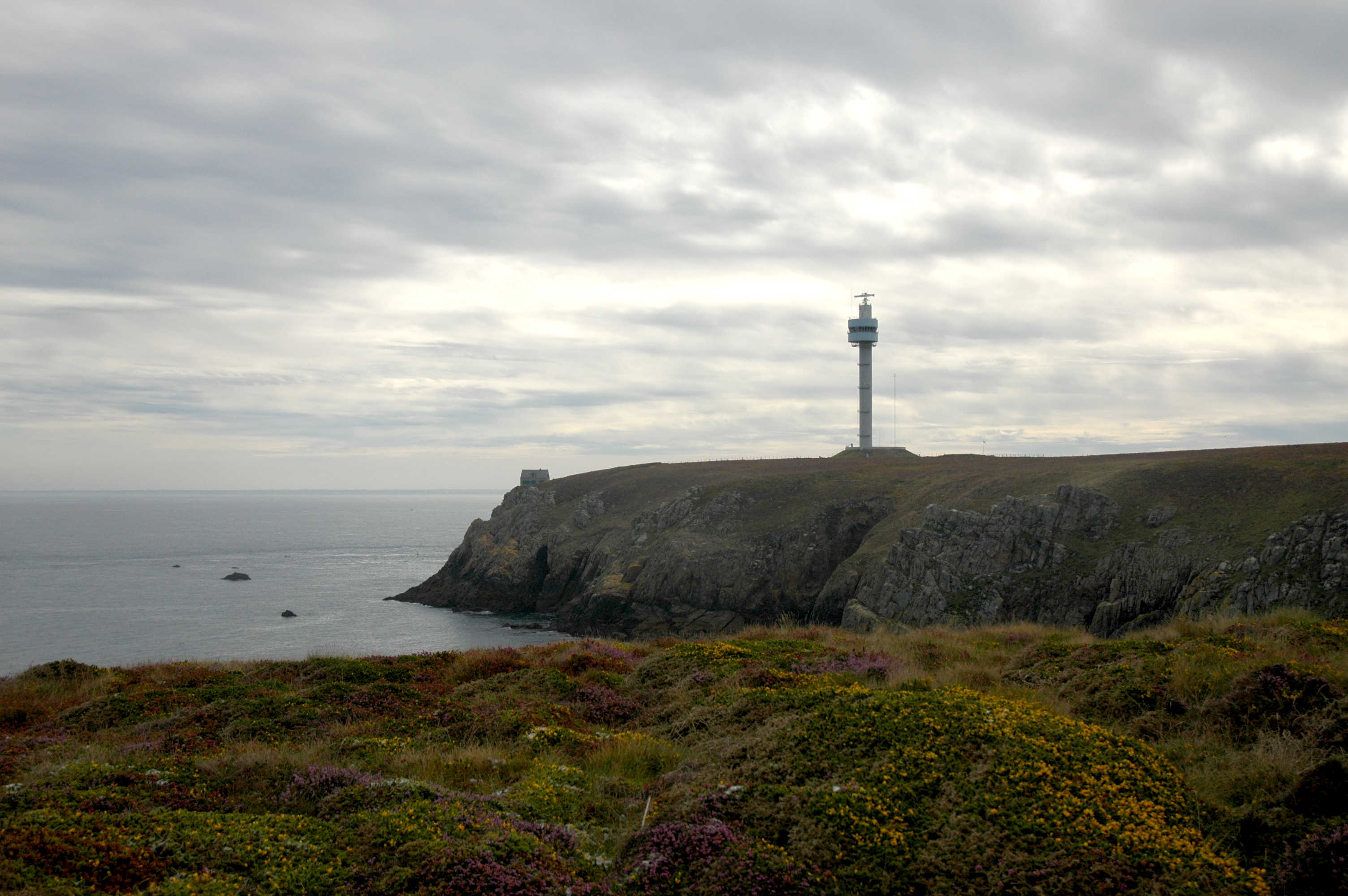
La tour radar du Stiff qui surveille le rail de circulation maritime passant au large d'Ouessant.

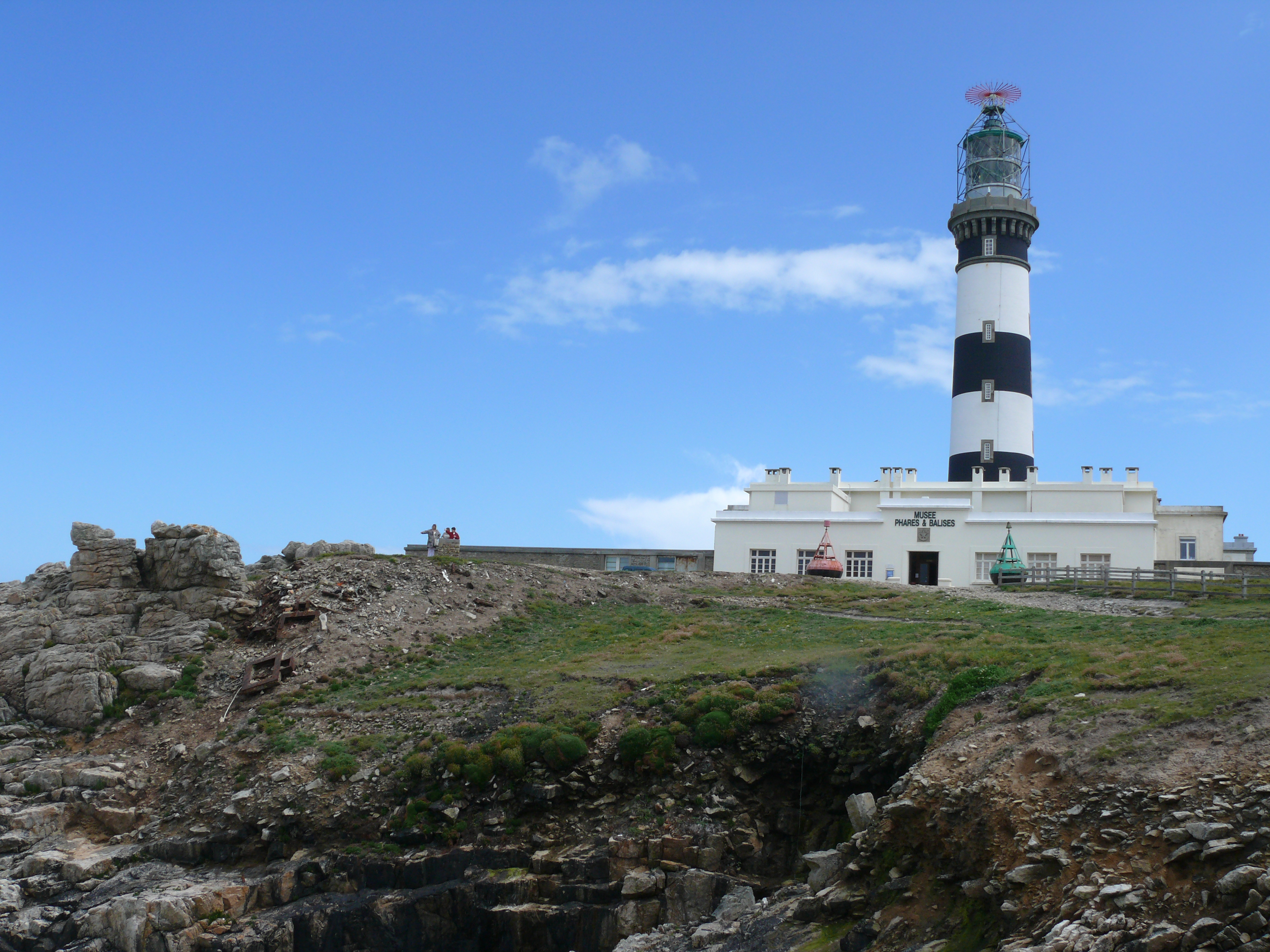
Le phare du Créac'h.

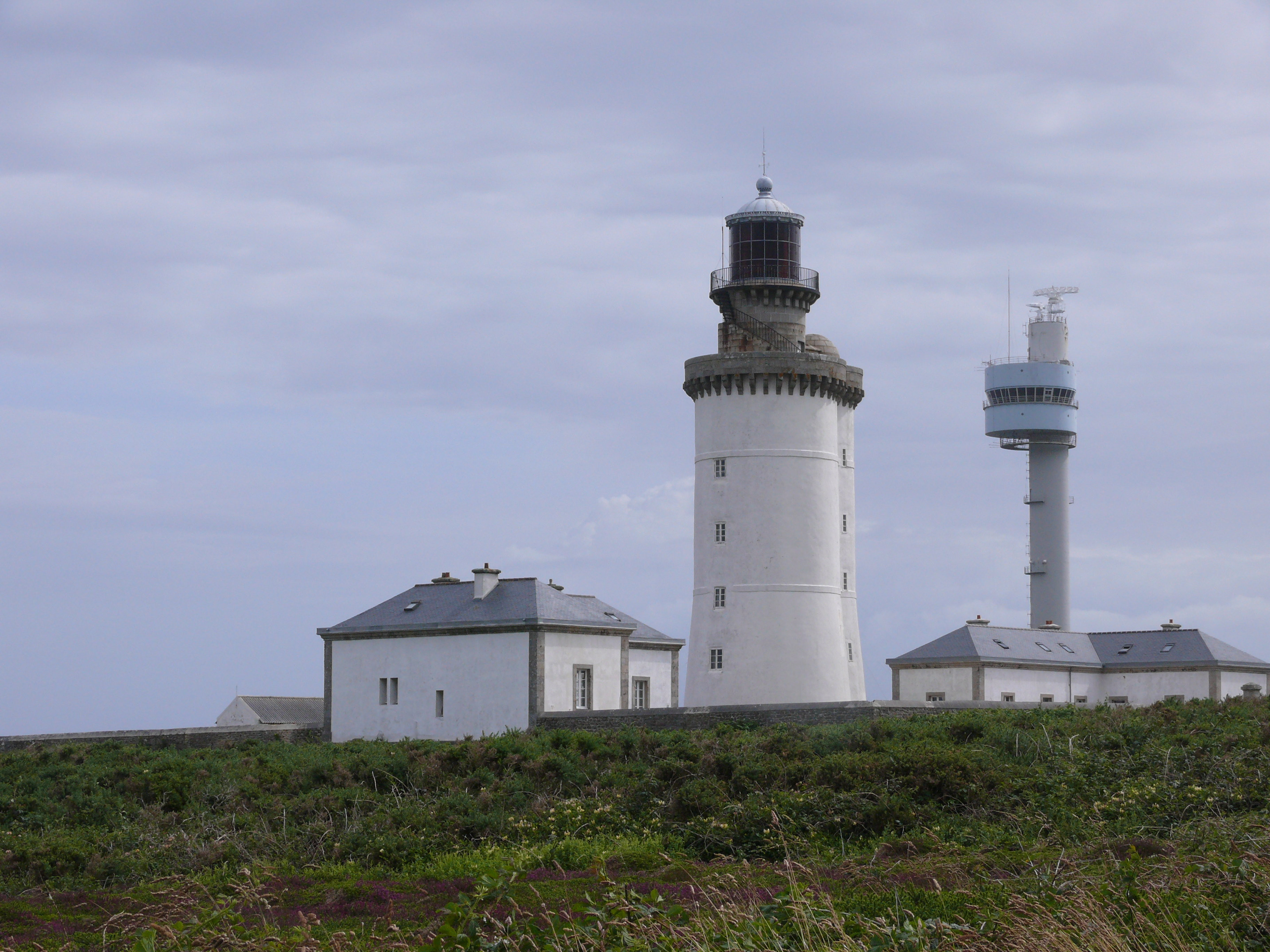
Le phare du Stiff.

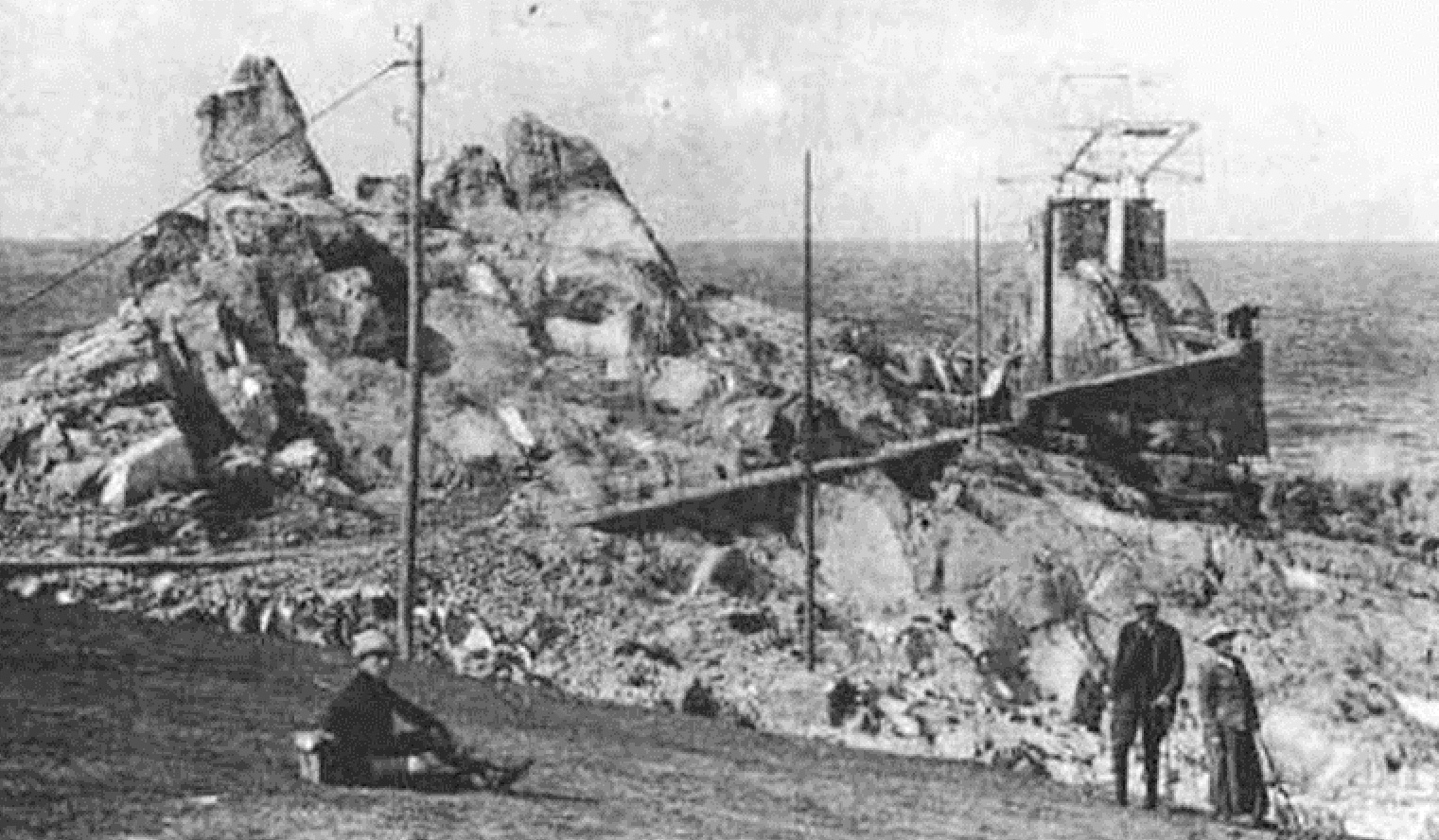
La cloche sous-marine d'Ouessant (photographie de 1912).

Ouessant compte deux phares sur ses terres, et trois phares en mer situés à proximité immédiate de ses côtes.
- Le Phare du Créac'h. Allumé en 1863, électrifié en 1888, ce phare, identifiable par ses bandes noires et blanches, est le 2e phare le plus puissant du monde (voir Phare du Créac'h). Situé sur la côte ouest de l'île, il guide les navires dans le rail d'Ouessant, et signale l'entrée dans la Manche. À proximité se trouve sur un éperon rocheux une corne de brume installée en 1867 : actionné depuis le phare, un dispositif achemine l'air jusqu'à la corne d'où il sort en émettant un son extrêmement puissant (d'une durée de 2 secondes toutes les 10 secondes) ; elle est surnommée vache à gibois tant son son rappelle un meuglement de ruminant ; son son, par temps de brume, retentit dans toute l'île. Le phare du Creac'h abrite à ses pieds un musée des phares et balises.

Tous les phares de l'île sont télécontrôlés à partir du Créac'h.
- Le phare du Stiff est construit en 1695 sous Vauban, sur la côte nord-est de l'île. Il est allumé en 1700. Il surplombe l'île dans sa partie la plus haute, avec la Tour radar.
- Le phare de Nividic. Construit entre 1912 et 1936 à la pointe de Pern, arrêté 5 ans plus tard, il fut réhabilité et automatisé en 1959. C'est le Créac'h qui l'alimenta en électricité jusqu'en 1972, par le biais de pylônes en béton (toujours présents), qui supportaient le téléphérique reliant le phare à la terre. À cette date, une plate-forme fut construite pour permettre aux hélicoptères de le ravitailler en carburant.
- Le phare de la Jument. Construit en 1904, au large de la pointe de Porz Doun, ce phare est classé dans la catégorie des enfers.
- Le phare de Kéréon. Ce phare a été bâti sur le rocher de Men Tensel (pierre hargneuse), en 1907. Surnommé le Palace en raison de ses planchers en marqueterie, ses lambris de chêne de Hongrie et son mobilier de valeur, Kéréon fut le dernier phare monument érigé en mer.

Autres amers et équipements :
- « Men Korn » est une balise cardinale Est marquant l'extrémité est de l'île. La première balise fut mise en place en 1856, mais elle fut reconstruite à plusieurs reprises. La tourelle actuelle, achevée en 1926 et haute de 29 mètres reçut un feu en 1953. Sa portée est de 8 milles.
- La tour radar du Stiff, équipée d'un feu clignotant, a été construite en 1982, à la suite des naufrages successifs de l'Olympic Bravery et de l'Amoco Cadiz. Elle surplombe la mer de 136 mètres, et est équipée d'une antenne radar balayant le rail d'Ouessant situé à 50 kilomètres de là. Il s'agit d'un établissement du CROSS Corsen.
- La cloche sous-marine d'Ouessant fut construite à partir de 1909. Elle était située sur un rocher proche du phare du Creac'h, la « Roche-à-pic »[345]. Une poutre métallique haubanée de 30 mètres de porte-à-faux permettait, par temps de brume, l'immersion d'une cloche électrique dont les sons étaient captés par la coque des navires croisant au large équipés d'hydrophones. La cloche fut supprimée en 1919[346].

### Bateau classé monument historique
Depuis 2010, l'ancien canot de sauvetage de l'île d'Ouessant le Patron François Morin, géré depuis 2006 par l'association du même nom a fait l'objet d'un classement au titre des monuments historiques depuis le 12 septembre 2010.
Il avait obtenu préalablement le label BIP (Bateau d'Intérêt Patrimonial) de la Fondation du patrimoine maritime et fluvial depuis 2008.

### Musées
Ouessant compte trois musées :
- l'écomusée de Niou-Huella présente les traditions ouessantines. Une partie du musée a brûlé le 12 juillet 2017, un incendie criminel relaté dans un essai radiophonique de France Culture, Ouessant, le vent et son sang[349] ;
- le musée des phares et balises, localisé dans l'ancienne salle des machines du phare du Créac'h, retrace les évolutions technologiques de la signalisation maritime et présente l'histoire de la construction des phares[350];
- le phare du Stiff, rénové au début des années 2010, contient une exposition permanente qui retrace l'histoire du monument du point de vue de son dernier gardien.

### Gastronomie
Le plat traditionnel d'Ouessant est le ragoût d'agneau dans les mottes. Composé d'agneau, de carottes, de pommes de terre, d'oignons et d'ail, il cuit pendant quatre ou cinq heures dans une cocotte de fonte enfouie sous des mottes de tourbe incandescente. D'autres traditions ayant recours à ce mode de cuisson se perpétuent, comme le riz au lait cuit sous les mottes, le  farz oaled (pommes de terre, lait, farine, lard, pruneaux, raisins secs) et la chiljik (saucisse) fumée dans les mottes.

### Habits traditionnels
- L'île possède un costume traditionnel typique porté par les femmes. Il est notamment composé d'une jupe, d'un corset, d'un châle et d'une coiffe. L'ensemble est tenu par des épingles. Il existe un costume pour le dimanche et les grandes occasions et un costume pour la vie quotidienne.
- Depuis 2010, l'île s'est doté d'un tartan de kilt, officiellement enregistré auprès du Scottish Tartan Authority sous le nom de Eusa. Il est constitué des couleurs de l'île (jaune, rouge et noir) ainsi que de celles de la Bretagne (blanc, noir ainsi que bleu pour l'Armor et vert pour l'Argoat). Ce tartan est principalement porté lors du Salon du livre insulaire, et a donné naissance à l'association des porteurs de kilt ouessantins, Bro Ar Ruz Heol.

### Salon et festival

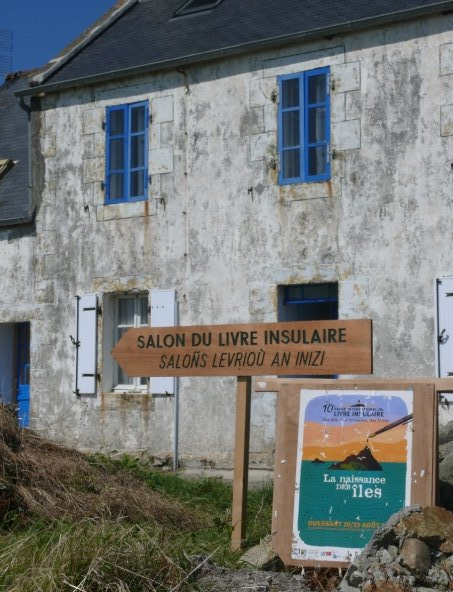
Le Salon du livre insulaire rassemble des auteurs venus des îles des quatre coins du monde.

Depuis 1999 se tient tous les ans à Ouessant un Salon du livre insulaire à Pâques en 2024 organisé par l'association Culture, arts et lettres des îles (C.A.L.I.) Le salon est gratuit. depuis 2019, il se déroule le week-end du 14 juillet, en 2020 la 22e édition se déroulera à la nouvelle salle polyvalente du 11 au 14 juillet, sur le thème de : "femme marin." Ce projet associatif anime également les résidences d'écrivain au sémaphore du Creac'h et la bibliothèque des îles au Bourg de Lampaul.
Aussi, depuis 2008, un festival musical, nommé festival de l'ilophone, est organisé chaque année début septembre.

### Dictons
« Qui voit Molène voit sa peine.

Qui voit Ouessant voit son sang.

Qui voit Sein voit sa fin.

Qui voit Groix voit sa croix. »

Ce vieux dicton illustre le danger qu'il y avait à passer le raz de Sein et à s'approcher d'Ouessant à l'époque où les bateaux n'étaient pas motorisés.
Pour les navires qui partent de Brest, la tétralogie d'Ouessant devient :

« Qui voit Ouessant voit son sang.

Qui voit Sein voit sa fin.

Qui voit Groix voit sa joie.

Qui voit Belle-Île, cingle sans péril. »

Dans son cinquième album, Bretonne, Nolwenn Leroy revisite ce proverbe dans la chanson Je ne serai jamais ta Parisienne. Ainsi, le dicton prend la forme d'un refrain optimiste :

« Qui voit Ouessant voit son sang.

Qui voit Molène oublie se peine.

Qui voit Sein n'a plus peur du lendemain.

Qui voit le Fromveur entrevoit le bonheur. »

### Tableaux et dessins
De nombreux artistes ont peint Ouessant et ses environs ; parmi eux Emmanuel Lansyer, Émile Boussu, Utrillo, Mathurin Méheut, Pierre Péron, Robert Humblot, etc..

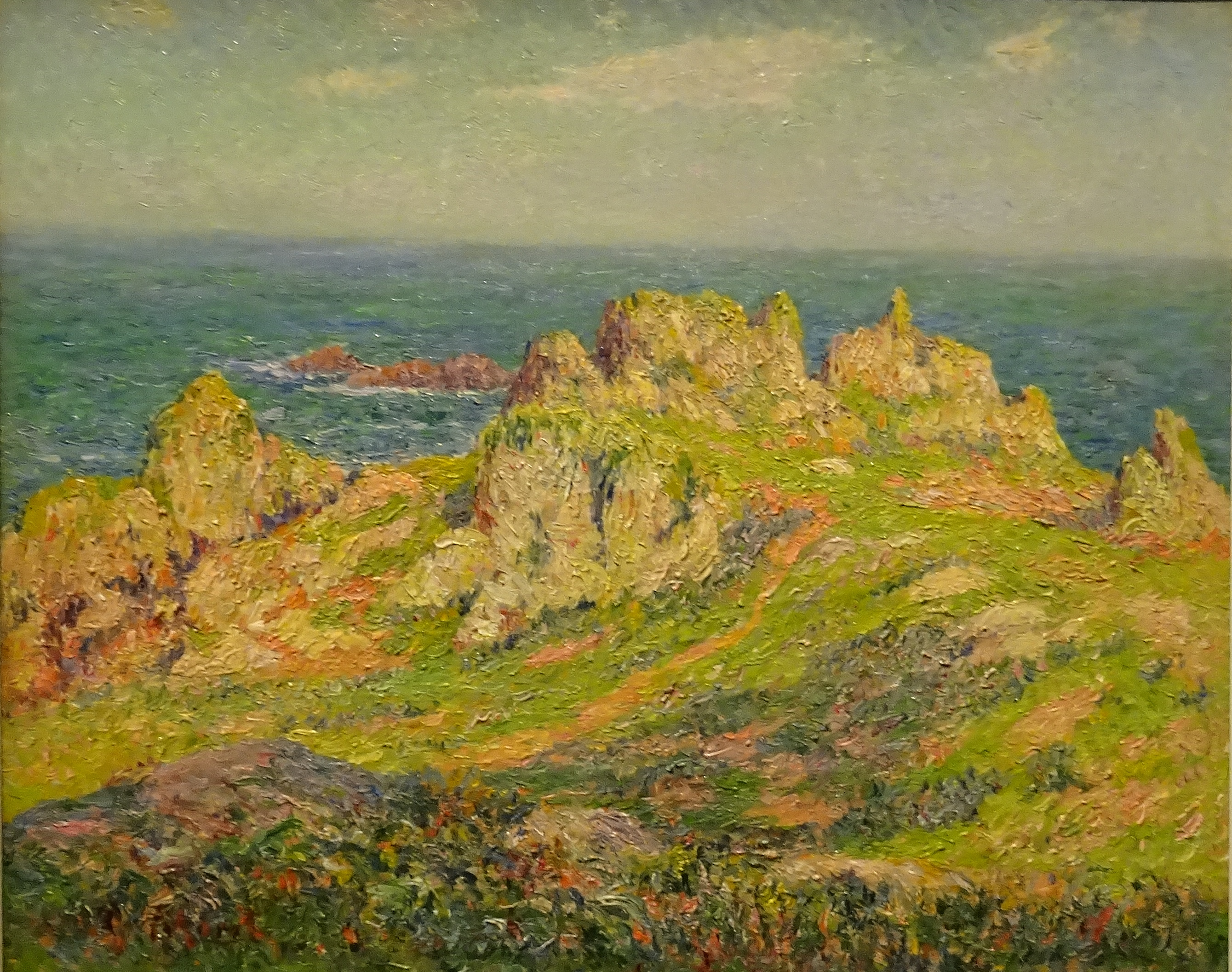
Henry Moret : Falaises à Ouessant (huile sur toile, vers 1898, musée de Pont-Aven).

- Le peintre Henry Moret a séjourné à plusieurs reprises à Ouessant entre 1897 et 1908, représentant de nombreux paysages d'Ouessant :
  - Le Moulin près du village à Ouessant (1901, huile sur toile, 54 × 73 cm)[359]
  - Landes en fleurs - Ouessant (1901, huile sur toile, 50 × 73 cm)[359]
  - Falaises d'Ouessant (1902, huile sur toile, 46 × 61 cm)[359]
  - Grosse mer - Ouessant (huile sur toile, 64 × 80 cm)[359]
  - À Pern (Ouessant) (huile sur toile)[359]
  - Falaises à Ouessant (huile sur toile, 66 × 81 cm, musée de Pont-Aven)[359]
  - Ouessant, pointe de Creach, 1901, huile sur toile (vendue 172 000 euros en mai 2024[360].
  - Le Crépuscule à Ouessant (huile sur toile)[359]
  - Le Soir à Ouessant (huile sur toile, 60 × 73 cm)[359]
  - Le Phare du Stiff (huile sur toile, 1901, musée des beaux-arts, Boston)[359]
  - Écueils près d'Ouessant (huile sur toile, 1901, 65 × 81 cm, musée des beaux-arts, Boston)
  - Ouessant (huile sur toile, 1901, 65 × 81 cm)[359]
  - Ouessant - Jour de calme (huile sur toile, 1905, 93 × 74 cm)[359]
  - Les Rochers rouges à Ouessant (huile sur toile, 1909, 65 × 81 cm)[359]

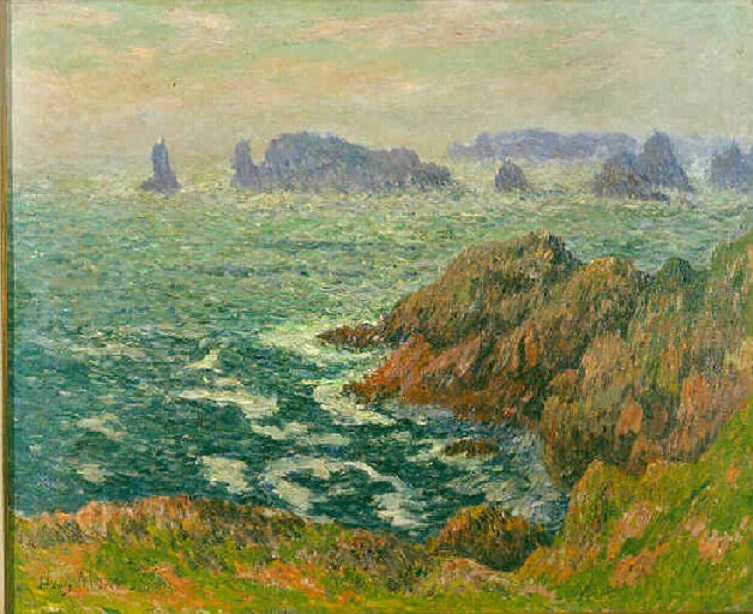
Henry Moret : L'Île d'Ouessant, la chaussée Keller (1897, musée Lambinet, Versailles).
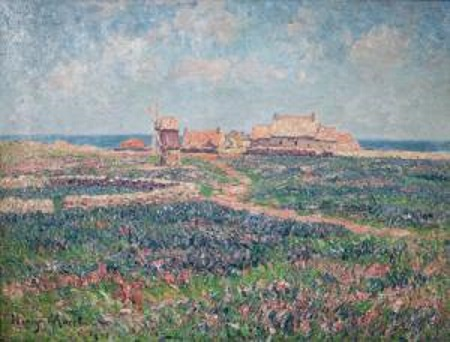
Henry Moret : Un village à Ouessant (1901).
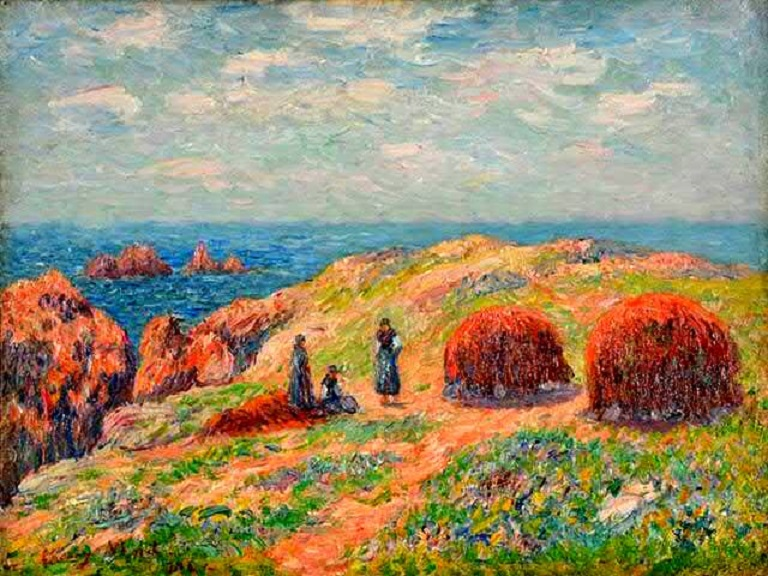
Henry Moret : Falaises d'Ouessant (1902, ce tableau représente en fait le ramassage du goémon).
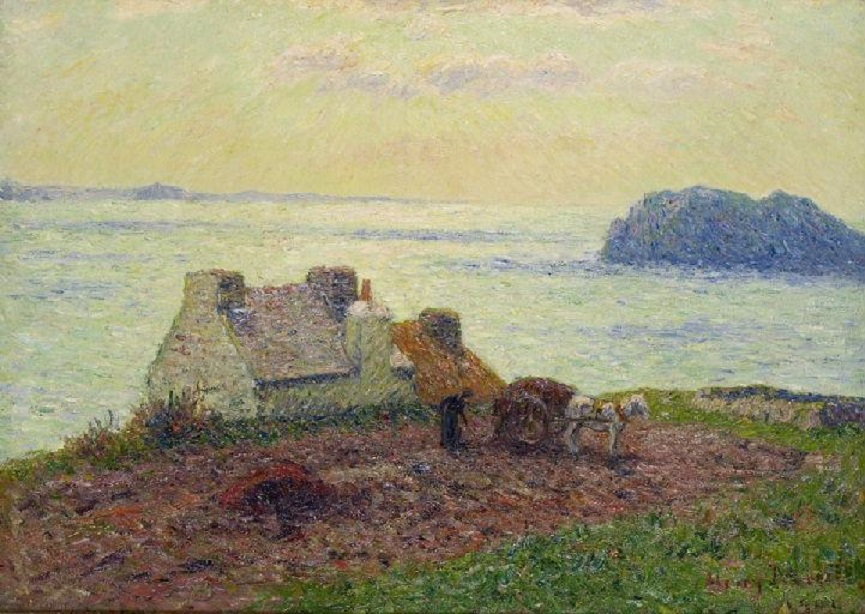
Henry Moret : La Baie de Lampaul (1908, musée André-Malraux, Le Havre).

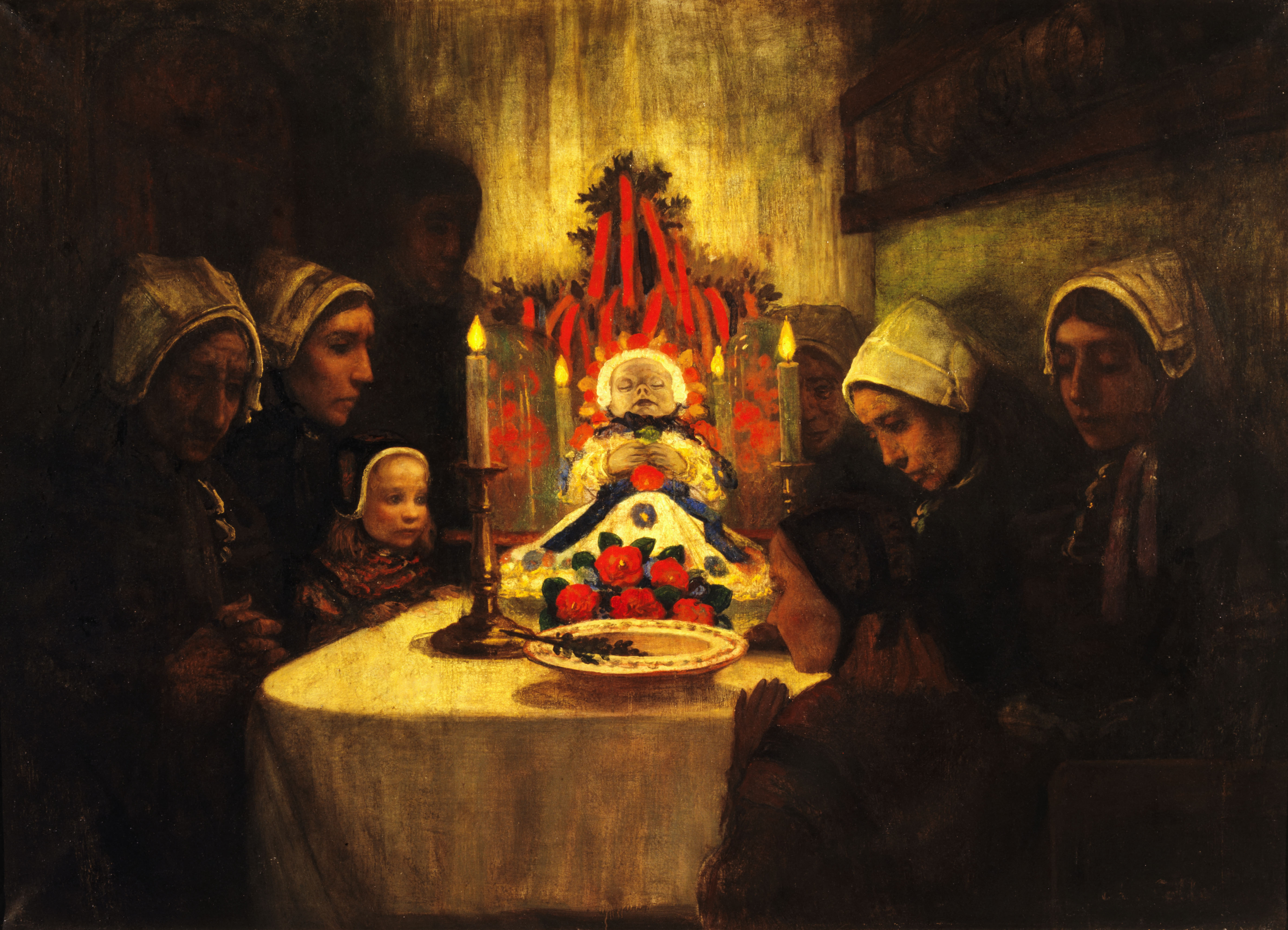
Charles Cottet : Gens d'Ouessant pleurant un enfant mort (musée des beaux-arts de Quimper).

- Le peintre Charles Cottet a séjourné à Ouessant aux alentours de 1900 et réalisé de nombreux tableaux illustrant la vie de l'île à l'époque. Parmi eux[361] :
  - Trois générations de Ouessantines (pastel)
  - Gens d'Ouessant pleurant un enfant mort (huile sur toile, 91 × 125 cm, musée du Petit Palais à Paris)
  - Portrait de Ouessantine (huile sur carton, 44 × 30 cm)
  - Deuil à Ouessant, huile sur carton, 74 × 90 cm, musée des beaux-arts de Gand)
  - Une Ouessantine (musée Charlier, Bruxelles)
  - Une Ouessantine (aquatinte, 12 × 12 cm)
  - Une Ouessantine et son enfant
  - Celles qui restent (musée d'Orsay, Paris)
  - Ceux qui s'en vont (musée d'Orsay, Paris)
  - Le Repas des adieux (musée d'Orsay, Paris)
  - Les Adieux (1897, 64 × 54 cm, musée Pouchkine, Moscou)
  - Au pays de la mer (1898, 48 × 144 cm, huile sur carton, musée Crozatier, Le Puy-en-Velay)
  - L'Enfant mort (1897, 54 × 65 cm, huile sur toile, musée des beaux-arts de Quimper)
  - Deuil marin. Trois Ouessantines (musée d'art de Cincinnati)
  - Deuil marin (eau forte pointe sèche, 41 × 31 cm)
  - Les Feux de la Saint-Jean (manoir de Kerazan, Loctudy)
  - Ouessant (1913, 54 × 73 cm, collection particulière)
- Le peintre Jacques Burel a séjourné à Ouessant pendant les étés 1945 et 1946. L'île semble alors hors du temps et Jacques Burel va trouver dans les traditions encore intactes des insulaires une source d'inspiration, croquant moissons à la faucille, battages au fléau, portraits de femmes, scènes de cimetière, jardins bordés de murs de pierres sèches, scènes de pêche, etc. En 1984[362], il publie Ouessant, vie et tradition d'une île bretonne[363].
- Le peintre Michel Patrix a peint en 1951 la toile Le môle d'Ouessant conservée au Musée national d'art moderne de Paris.
- De nombreuses sculptures et céramiques ont des thèmes ouessantins[364] ; par exemple :
  - La Ouessantine portant ses pommes de terre par Robert Micheau-Vernez
  - Ouessantine au puits par Yvonne Jean-Haffen (terre cuite vernissée)
  - Enez Eussa. Ouessantine et son mouton par René-Yves Creston (faïence de Quimper, HB-Henriot)
  - etc.

### Photographies
- Le photographe Pierre Toulgouat (1901-1992) a réalisé de nombreuses photographies d'Ouessant prises en 1938, consultables sur la base Mérimée du ministère de la Culture[365] ; parmi elles :
  - Déchargement d'un bateau de goémon par l'intermédiaire d'une voiture à cheval (1938)
  - L'usine d'iode de Lampol. Au premier plan un four de goémonier (1938)
  - Four de goémonier (1938)
  - Les plus vieux goémoniers : le mari et sa femme (64 et 58 ans) restent des journées entières dans l'eau jusqu'au ventre (1938)
  - Déchargement d'un bateau ayant été faire la coupe de goémon. Transbordement dans une voiture à cheval (1938)
  - Four de goémonier en activité (1938)
  - Toit de chaume protégé du vent par un filet tressé en chaume (1938)
  - Manoir de Kereglen. Puits, margelle en pierres de taille surmontée d'un plateau rond débordant largement. Plateau percé en son milieu d'un trou rond dont la circonférence est à peine plus grande que celle du seau dont on se sert pour puiser l'eau (1938)
  - Pendant l'époque des cultures, les moutons sont groupés par paires et attachés par une corde. Deux fois par jour, les ouessantines vont changer les moutons de place (1938)
  - Soubassement de moulin à orge avec ses deux meules en granit (1938)
  - Chevaux en liberté (1938)
  - etc.
- Le photographe Philip Plisson a effectué de nombreuses photographies des parages d'Ouessant et de l'île d'Ouessant elle-même.
- De nombreuses cartes postales anciennes d'Ouessant sont visibles sur un site Internet[366].

### Filmographie
- Finis terrae (1929), film muet en noir et blanc de Jean Epstein, dont l'action se situe sur l'île de Bannec et à Ouessant. Tous les acteurs sont des habitants de l'île d'Ouessant.
- L'Amour d'une femme (1954), long métrage en noir et blanc de Jean Grémillon, avec Micheline Presle, Massimo Girotti et Julien Carette. Ce film fut tourné sur l'île et l'intrigue s'y déroule.
- L'Équipier (2004), long métrage de Philippe Lioret dont l'intrigue se trame autour du phare de la Jument et sur l'île. La distribution principale est la suivante : Philippe Torreton, Sandrine Bonnaire, Grégori Derangère et Émilie Dequenne.

### Discographie
- Eusa I de Yann Tiersen (2016), album-concept dont chacun des dix morceaux évoque un lieu précis de l'île.
- Molène Gaël Ouessant, album 10 titres de Maxime Piolot, sorti en 1993.
- L'île veuve, chanson de la Québécoise Francine Raymond, sur son album Les années lumières (1993).
- Enez Eusa, album 11 titres de Yann-Fañch Kemener et Didier Squiban, sorti en 1995. Ce disque de piano et chant contient la chanson Plac'hig Eusa (la jeune fille d'Ouessant) écrite par Jean-Pierre Le Scour (1814-1870) sur une mélodie traditionnelle bretonne.
- L'Âme des îles, album 11 titres de Maxime Piolot, sorti en 2001. Ce disque contient notamment la chanson Les Femmes d'Ouessant et la chorale paroissiale d'Ouessant (composée de femmes) a participé à l'enregistrement.
- Les Retrouvailles de Yann Tiersen a été écrit et enregistré à Ouessant.
- Ouessant, de l'album Véritables Variétés Verdâtres, de Nino Ferrer, sorti en 1977.

### Parrainage
- Un sous-marin français, lancé le 30 novembre 1936 à Cherbourg, a porté le nom d'Ouessant[367].
- Un autre sous-marin de la Marine nationale française, de classe Agosta, a porté le nom d'Ouessant[368],[369]. Lancé le 23 octobre 1976, retiré du service actif le 22 juillet 2001, il fut réactivé en 2005 et cédé ensuite à la Malaisie[370].
- L'île est marraine du navire école Chacal basé à Brest[371].

### Légendes
- Les Morgans : sur la côte nord du Finistère et particulièrement à Ouessant, on croyait encore vers la fin du XIXe siècle aux Morgans ou Mari-Morgant, un peuple qui demeurait sous la mer et en sortaient pour se promener sur le rivage. François-Marie Luzel en recueille la légende en 1873[372], qui est aussi rapportée par Paul Sébillot dans la Revue des traditions populaires en 1899[373]. De nombreux bateaux ont porté et portent encore le nom de Marie-Morgane.

« Morgans ou Mary-Morgans : sirènes de Bretagne. Elles ne répondent pas quand on leur parle. Si on les trouve échouées sur la plage, il faut les remettre doucement à l'eau ; elles vous récompensent en exauçant vos souhaits. Mais si on touche leurs mains ou leurs cheveux, on leur appartient à jamais et elles vous entraînent dans le palais rouge et or de la reine des Morgans, au fond de l'océan. »

Un drame symphonique de Charles Tournemire, intitulé Le sang de la Sirène, sur un poème de M. Brennure, d'après un conte d'Anatole Le Braz portant le même titre, écrit en 1902-1903, fut joué en 1904 au Théâtre de la Gaîté. L'intrigue s'inspire de cette légende.

« Au temps jadis vivait, dans les eaux qui baignent l'île d'Ouessant, une famille de douze sirènes. L'une d'elles, prise d'un fol amour pour un pêcheur de l'île, un de la race des Morvac'h, devint sa femme et, pour lui, abandonna ses sœurs. Celles-ci se vengèrent et se vengent encore ; leur malédiction plane sur la descendance, sur le Sang de la Sirène ; les filles qui en sont issues se distinguent par une beauté captivante, une âme fière, mais à ceux qui les aiment, elles portent malheur : leurs maris périssent toujours en mer, sans qu'il soit possible de retrouver leurs cadavres. »

## Personnalités liées à la commune
- Bernhard Kellermann (1879-1951), écrivain allemand, a vécu six mois à Ouessant, à l'été et à l'automne 1907, dans la villa des Tempêtes, à la pointe de Pern. De ce séjour, il a tiré l'un de ses chefs-d'œuvre, La Mer (1910)[378].
- Michel Jaouen (1920-2016), prêtre jésuite, connu pour son investissement auprès de jeunes touchés par la drogue, est né à Ouessant.
- Rose Héré (1862-1945), domestique connue pour avoir sauvé des marins naufragés.
- Thomas Guénolé (1982-...), politologue et écrivain, a écrit son livre Le souverainisme coll. « Que sais-je ? » à Ouessant[379].

#### Histoire
- Laurent Garroy : Ouessant et la IIIe République (1880-1914), monographie, Regionalismes Eds, 2013.
- Françoise Péron : Ouessant : chronique de l'ile haute, Palantines Eds, 2012.
- Françoise Péron : Ouessant, l'île sentinelle : vie et tradition d'une île bretonne (1997), ouvrage complet sur l'histoire d'Ouessant dont la dernière édition actualisée parue chez Le Chasse-Marée en 2005 est richement illustrée de photographies.
- Françoise Péron : Ouessant : un exemple d'aménagement insulaire, revue Penn ar Bed, Brest, 1976, no 86, pages 411-430.

#### Romans
- André Savignon : Filles de la pluie - scènes de la vie ouessantine, Grasset, Paris, 1912.
- Paul Chack : L'homme d'Ouessant, roman publié en 1931
- Émile Vedel (1858-1937) : L'île d'épouvante, Paris, Calmann-Lévy, 1901 (officier de marine et ami de Pierre Loti ; dans ce roman, l'auteur décrit les pêcheurs d'épaves d'Ouessant).
- Émile Vedel : Filles d'Ouessant, roman publié en 1903[380]
- Henri Queffélec : Un homme d'Ouessant, roman paru en 1953 au Mercure de France.
- Henri Queffélec : Le Phare, histoire romancée de la construction du phare de la Jument au suroît d'Ouessant mêlant le travail bien réel du « Service des phares et balises » et la trame amoureuse d'un marin de Molène et d'une Ouessantine. Roman paru aux Presses de la Cité en 1975.
- Henri Queffélec : La Lumière enchaînée, suite du précédent, histoire du renforcement des fondations du phare de la Jument. Roman paru aux Presses de la Cité en 1976.
- Michel Hérubel : Tempête sur Ouessant, roman policier paru en 1998 aux Presses de la Cité.
- Françoise Le Mer : Colin Maillard à Ouessant, roman paru en 1998 aux éditions Alain Bargain.
- Jean-Christophe Pinpin : Qui voit Ouessant voit son sang, roman policier édité en 1999 chez Alain Bargain.
- Léon Riotor : Ouessant, l'île de l'épouvante, roman paru en 2006 chez Princi Negue.
- Naamah, roman-2012 Ed. L'Âge d'homme. Insularis, Théâtre-2012 Ed. L'Âge d'homme.
- Stéphane Pajot, Deadline à Ouessant, polar, éditions L'Atelier de Mosesu 2013, [ (ISBN 979-1-09-210004-4)]
- Eve-Lyn Sol & Bruno Bertin, Vents de mystères à Ouessant. Rennes : Éd. P'tit Louis, coll. « Romans jeunesse », 08/2019, 156 p.  (ISBN 978-2-37373-046-3)

#### Ouvrages photographiques
- Philip Plisson : Ouessant, l'île où finit la terre, album de photographies de paysages, paru aux éditions du Chêne en 1998, réédité chez Pêcheur d'images.
- Hermance Triay : Ceux d'Ouessant, album de photographies d'Ouessantins, sorti en 2002 aux éditions Palantines dont l'avant propos est rédigé par le journaliste et écrivain Hervé Hamon.

#### Recueils de poésie
- Henry Le Bal : L'Île, poèmes parus en 1992 aux éditions Beltan; L'Île nue, parue en juillet 2011 aux éditions Palantines.

#### Guides
- Julien Amic : Ouessant, haute terre d'Iroise, Randonnées et découvertes, Éd. Glénat, 06/2020, 96 p.  (ISBN 978-2-344-04230-4)
- M. Le Quinquis : Escapades à Ouessant, guide illustré paru en 2005 aux éditions des îles.
- Léo Kerlo et Jacqueline Duroc : De Ouessant à Brest, guide paru dans la collection Les Peintres de Bretagne aux éditions Le Chasse marée Estran en 2005

#### Autres
- Françoise Morvan : Les Morgans de l'île d'Ouessant, conte pour enfants, illustré par Émilie Vanvolsem, paru aux éditions Ouest-France en 2006.
- Ray Ash : Les Décapodes ouessantins, rapport d'étude pour l'Ifremer, parution 2007 aux éditions du phare.
- Marie Le Goaziou : Les îles de la Bretagne, mai 2007, Ouest-France, Itinéraires de découvertes
- L. Lamothe : Ouessant, une île en dehors du temps, album paru en 2005 aux éditions Les Carnets de Voyages.
- Yvonne Pagniez : Ouessant, beau livre paru en 2005 aux éditions La Découvrance.
- Bernhard Kellermann : La Mer, titre original Das Meer (1910), traduction française éditée en 1924 chez Flammarion, rééditée en 1993 par les éditions La Digitale à Baye, nouvelle éd. Éditions des Régionalismes (PyréMonde), Cressé (2010).
- E. Chaplain : Visitons Ouessant, Enez-Eusa, beau livre paru en 2008 aux éditions PyréMonde.
- Hervé Inisan et Jacques Poullaouec : Rêver Ouessant, livre photos et textes poétiques paru en 2012 aux éditions "Géorama".
- Elisabeth Coutrot : Ouessant - Chemins et légendes, livre de promenades et d'histoires ouessantines, paru en 2012 aux éditions Coop Breizh.
- Anatole Le Braz, Le sang de la Sirène, réédition L'Ancre de Marine, Saint-Malo, 1991, [ (ISBN 2-905970-25-1)]
- Bruno Geneste, avec la collaboration de Paul Sanda : Ouessant, l'(H)ermitage des grands vents, Rafael de Surtis / Les Chemins Bleus, 2013
- Jacqueline Duroc : Ouessant Molène Carnet de bord, paru en 1998 aux éditions Le Télégramme.
- F. Mallet : Ouessant ou les âmes en peine, ouvrage paru en 1999 aux éditions Memoria.
- Jean Lescoat, Ouessant Bretagne extrême, paru en 1999 aux éditions Finisterre.
- Gustave Geffroy : Voyage à Ouessant, paru en 1999 aux éditions Séquences.
- Hervé Hamon : L'Abeille d'Ouessant, récit paru en 2000 aux éditions Points.
- E. Fournier : Infinitif des pensées d'Ouessant, essai paru en 2000 aux éditions de l'Éclat.
- J.P. Le Bihan et J.F. Villard : Archéologie d'une île à la pointe de l'Europe, Ouessant paru en 2001, édité par le Centre Recherche Archéologique du Finistère.
- Michel Priziac : Ouessant : une île de tentations, Grâces-Guingamp, Kidour-éditions, 2002  (ISBN 2-9509233-4-8)
- Jean-Paul Rivière : Carnet d'Iroise, une promenade en dessins et aquarelles à la découverte des îles d'Ouessant, Molène, et Sein.

#### Théâtre
- Émile Vedel : Filles d'Ouessant (pièce de théâtre en 5 actes et 12 tableaux, jouée au théâtre Antoine à Paris, en 1905[381].

#### Radio
- Jean-François Spricigo, réalisation Nathalie Salles : L'inspiration du souffle, essai radiophonique / émission Création On Air, France Culture (2016).
- Octave Broutard, réalisation Céline Ters : Ouessant, le vent et son sang, essai radiophonique / émission L'Expérience, France Culture (2019).

### Bases de données et dictionnaires
- Ressources relatives à la géographie :   - Insee (communes)
  - Ldh/EHESS/Cassini
- Ressource relative à plusieurs domaines :   - Annuaire du service public français
- Ressource relative à la musique :   - MusicBrainz
- Notices d'autorité :   - VIAF
  - BnF (données)
  - GND
  - Tchéquie